# 2024年のカリビアンシリーズ
野球の第66回カリビアンシリーズ（英: 66th Caribbean Series、西: 66.a Serie del Caribe）は、2024年2月1日から9日にかけて計25試合が、アメリカ合衆国フロリダ州マイアミのローンデポ・パークで開催された。その結果、ベネズエラ代表ティブロネス・デ・ラ・グアイラがドミニカ共和国代表ティグレス・デル・リセイとの決勝戦を3－0で制し、球団史上初優勝を成し遂げた。ベネズエラ勢の優勝は2009年大会のティグレス・デ・アラグア以来15年ぶり8度目。準優勝のティグレスは前回大会王者であり、今大会では史上4チーム目となる連覇と歴代最多優勝記録の更新を目指し決勝戦まで進んだが、あと一歩届かなかった。賞金として、優勝のティブロネスには14万4000ドルが、準優勝のティグレスには9万ドルが、3位決定戦を制したパナマ代表フェデラーレス・デ・チリキには5万ドルが、それぞれ贈られた。
ティブロネスの先発投手リカルド・ピントが、予選ラウンド5日目とそこから中3日での決勝戦の2試合に先発登板し計10.2イニングで14奪三振・1失点と好投、決勝戦では勝利投手となって大会MVPを受賞した。ティブロネス監督のオジー・ギーエンは、メジャーリーグベースボール（MLB）でもシカゴ・ホワイトソックスとマイアミ・マーリンズの2球団で指揮を執った経験があり、そのうちの前者ではチームを2005年のワールドシリーズ優勝へ導いた経験がある。カリビアンシリーズとワールドシリーズの両方でチームを優勝させた監督は、トミー・ラソーダに次いでギーエンが史上2人目。投手のチアゴ・ダ・シルバと内野手のレオナルド・レジナットは、シリーズ優勝を経験した初のブラジル出身選手となった。
ローンデポ・パークは2012年の開場以来マーリンズが本拠地球場としている。大会がマイアミで開催されるのは33年ぶり3度目だが、MLB球団の本拠地球場で開催されるのは今回が初めて。過去のマイアミ開催2大会はいずれも興行的には失敗とみなされており、主催団体のカリブ海プロ野球連合とマーリンズはその二の舞いを避けるべく宣伝に力を入れた。ドミニカ共和国の名門球団やベネズエラの人気球団が出場を決めたこともチケット売上の増加を後押しし、結果として今大会では9日間25試合で平均1万3613人を動員した。これはマーリンズの2023年主催試合平均1万4356人に匹敵する数字であり、また3万5000人以上を動員した2試合は大会史上最多動員記録を立て続けに更新した。アメリカ合衆国本土地域での開催は中立国開催ということになり、そのなかでもマイアミはカリブ海沿岸国からの移民が多い土地柄のため、開催国のチームが出場しない試合には観客が集まらない、という事態を避けられることが功を奏したといえる。また、ドミニカ共和国のモデル・女優クラリッサ・モリーナやプエルトリコの歌手ジェイ・ウィーラー、メキシコの女優・歌手ニネル・コンデら出場各国・地域の著名人が複数、始球式に登場するなどして大会に花を添えた。

## 開催までの経緯

### 開催地
カリビアンシリーズの開催地は、基本的には主催団体カリブ海プロ野球連合（CBPC）加盟国・地域が持ち回りで担当する。だが、CBPC非加盟地域であるアメリカ合衆国本土で大会が開催されるのは、今大会が初めてではない。
大会開催地はCBPC加盟国・地域の持ち回りで決められていたが、1980年代にはメキシコ開催時を除き大会の集客・収益が伸び悩むようになった。この時期、ベネズエラ人興行師でPolysport社代表のカルロス・イサーバが大会の興行権取得に向けて動いた。各球団への出場賞金6万5000ドルという条件をイサーバが提示し、CBPC内でメキシコリーグ "リーガ・メヒカーナ・デル・パシフィコ" を除く3か国・地域のリーグが賛成したため、1989年10月に交渉が合意に達し、翌1990年から3大会の興行権がイサーバの手に渡った。イサーバやHorrow Sports Ventures社のリック・ホロウらで構成される大会事務局は11月、1990年大会の開催地をアメリカ合衆国フロリダ州マイアミのオレンジボウルにすると発表した。イサーバはこれまでの大会の問題点として、開催国のチームが序盤でつまづくと客足が鈍ることを挙げ、ホロウは合衆国内6都市を含む24都市のなかからマイアミを選んだことや、望ましい観客動員が1試合あたり1万5000人から2万人程度であることを明かした。また、当時はフロリダ州を本拠地とするメジャーリーグベースボール（MLB）の球団が存在しない時代であり、マイアミ大学の野球部監督ロン・フレイザーやホロウは、カリビアンシリーズ開催が将来のMLBエクスパンションへ向けた試金石になるとの認識を持っていた。
結果として、イサーバらの手によるマイアミ進出は失敗に終わった。オレンジボウルは主にアメリカンフットボールで使用されているため、強引に野球へ転用したフィールドは左翼ポールまで公称わずか250フィート（約76.2m）しかない歪な形状となり、さらには前週にサッカーの国際親善大会 "マールボロカップ" が開催されていた影響で内野の芝もボコボコに荒れているなど、ひどい環境に選手らから不満の声が漏れた。集客にも失敗し、オレンジボウルの収容人員は7万4000人を超えていたにもかかわらず、カリビアンシリーズでは1試合あたり4,175人しか集めることができなかった。Polysport社のフアン・モラレスによれば、この大会で50万ドル程度の損失が見込まれるという。翌1991年、大会は開催球場を同市内のボビー・マドゥロ・マイアミ・スタジアムへ移した。ここはMLBのボルチモア・オリオールズが1959年から1990年までスプリングトレーニングの拠点としていた野球専用球場であり、ドミニカ共和国からの移民が多く住む一帯に位置していたため、観客動員も1試合あたり5,175人と前年よりは増加した。それでも2大会で経済的に満足できる結果は残せず、イサーバは自身が興行権を持つ最後の大会となる1992年大会について、マイアミ開催を断念した。こうしてカリビアンシリーズの合衆国本土進出はいったん途絶えた。
1991年6月、MLBは1993年から参入する新球団の本拠地としてフロリダ州マイアミ都市圏を選んだ。新球団フロリダ・マーリンズは初年度から19季にわたり、マイアミガーデンズにあるアメフト用競技場のジョー・ロビー・スタジアムを本拠地球場としていた。2008年6月にマイアミのオレンジボウルが取り壊されると、その跡地でマーリンズは翌年7月から野球専用の新本拠地球場建設を始め、完成した新球場マーリンズ・パークへ2012年に移転した。マーリンズ――球場移転に合わせて球団名を "フロリダ・マーリンズ" から "マイアミ・マーリンズ" へ変更――が新球場1年目のシーズンを終えたあと、CBPCコミッショナーのフアン・フランシスコ・プエーヨはカリビアンシリーズを再びマイアミで開催するべく、球場使用についてマーリンズと初期段階の交渉に入ったことを明かした。プエーヨは1989年10月当時、ドミニカ共和国の幹部としてCBPCとイサーバとの合意にかかわっている。その彼が、大会のマイアミ再進出を視野に入れた。その一方でマーリンズも、カリブ海沿岸諸国のウィンターリーグと連携することでファンを増やそうとしていた。2015年11月にはマーリンズ・パークで、ドミニカ共和国とベネズエラからそれぞれ2球団ずつが参加するトーナメント "セリエ・デ・ラス・アメリカス" が開催された。マーリンズの運営興行部門上級副部長クロード・デロームは「我らがファンベースを擁するマイアミは合衆国のどこよりも多様性に富んだ市場を持ち、それゆえマーリンズ・パークでこのような大会を行うのは理に適うと感じている」と述べた。プエーヨは「この大会をカリビアンシリーズのマイアミ再進出へつなげられるか」との質問に「結果の検証次第だが、開催できないとは考えていないし、することが重要だとも考えている。1990年代にはひどい経験をしたが、時代は変わった」と答えた。

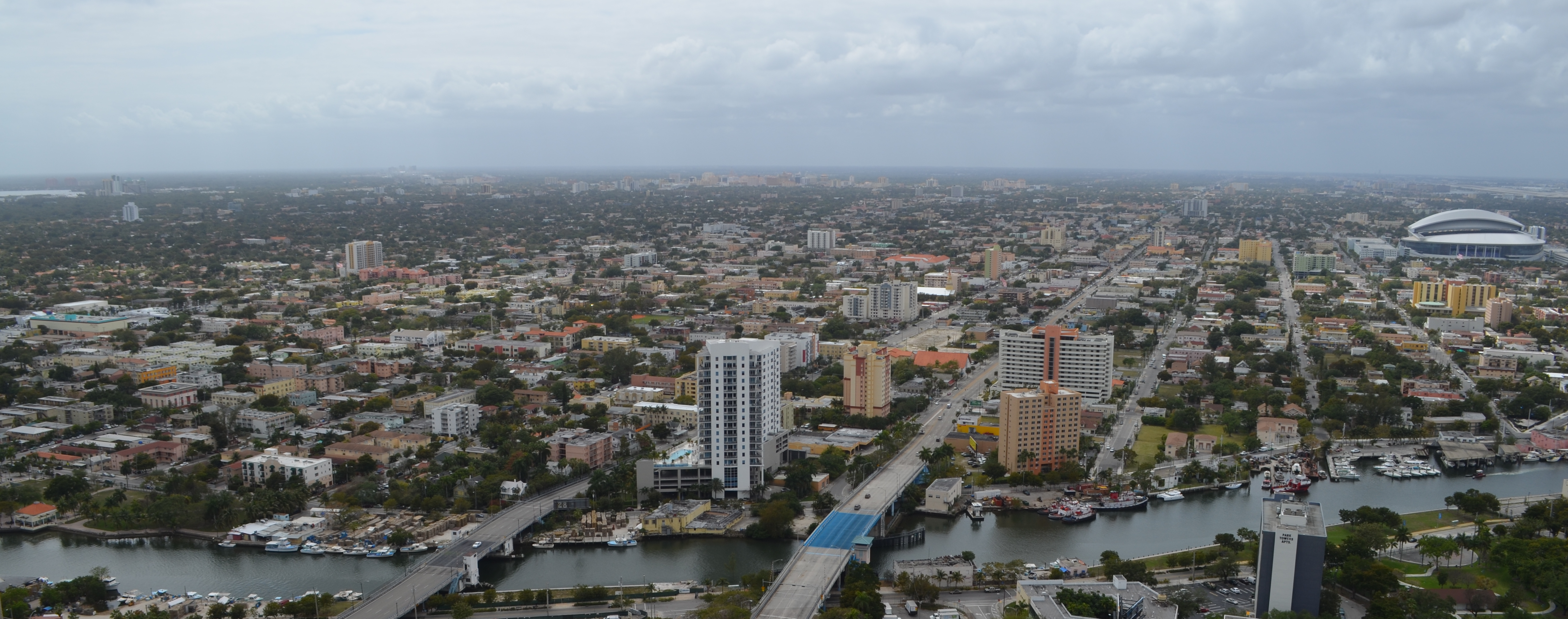
マイアミ市内の "リトル・ハバナ" と呼ばれる一帯。今大会開催球場ローンデポ・パークが右奥に見える。マイアミは人口の7割がヒスパニックまたはラティーノとされ、カリビアンシリーズ出場国・地域との文化的親和性が高い街である

マーリンズはさらに国際大会の誘致へ動く。2017年3月には第4回ワールド・ベースボール・クラシック（WBC）の1次ラウンドC組6試合がマーリンズ・パークで開催され、そのうちのアメリカ合衆国代表対ドミニカ共和国代表戦は球場史上最多の3万7446人を動員した。続く2021年3月の第5回WBCでは、1次ラウンドD組10試合と決勝トーナメント7試合中5試合の計15試合をマーリンズ・パークで開催することが決まったが、この大会は新型コロナウイルス感染症（COVID-19）の流行により中止された。それでも誘致は止まらない。2022年、1月には2024年のカリビアンシリーズが、7月には2023年へ延期された第5回WBCの15試合が、それぞれ開催地としてローンデポ・パーク――命名権売却のため2022年より球場名を変更――を選んだと発表した。マーリンズがこれら諸大会を通じて目指すこととして、事業本部長キャロライン・オコナーはスペイン語で野球を意味する単語を用い、地元を「ベイスボルの本拠地」（英: Home of Béisbol）にすることだと表現した。その一方で球団営業主任チェマ・サンチェスは、主催者側にとってマイアミは法人にかかる税が安く、ここ数年で自動車レースのF1世界選手権マイアミグランプリなどイベントを成功させた実績を持ち、文化的にラテンアメリカの影響が強いなど利点が多いと指摘している。プエーヨは、2024年大会が大会史を前後で区分する節目になると重要性を強調し、CBPC加盟国・地域による開催地持ち回りの輪番にマイアミが2028年以降定着する可能性を示唆した。

### 出場チーム
出場国・地域には2014年大会より、主催団体カリブ海プロ野球連合（CBPC）加盟の4か国・地域に加えて招待国枠が設けられた。同年に招待されたのはキューバのリーグ王者だけだったが、徐々にその数は増加していき、2023年の前回大会には史上最多となる4か国・地域が招待された。今回はその数はひとつ減り3か国・地域となった。前回に続いて招待されたのがパナマとキュラソーの王者、今回初めて招待されたのがニカラグアの王者、前回は招待されたにもかかわらず今回はされなかったのがキューバとコロンビアの王者である。
8チームで大会を挙行するには予選ラウンドを1日4試合ずつ消化しなければならず、前回大会でそれができたのは会場をふたつに分散させていたからだった。マイアミ・マーリンズ営業主任チェマ・サンチェスは2023年2月の時点で「大会を確実に成功させるために必要なことは多岐に渡り、そこには移動を複雑化させないことも含まれる」として、今大会はローンデポ・パーク単独開催とし招待枠を2枠に絞り込む意向を明かした。同年4月、大会組織委員会がCBPCにニカラグアとキュラソーの招待を諮り、満場一致で承認された。ただこの結果にコロンビアやパナマのファンが強く反応したことから、CBPCとマーリンズは招待枠をさらに1枠増やしてローンデポ・パークで単独開催する案と、2枠増やして別会場との分散開催にする案のどちらかを採用することにした。組織委員会のサラ・ロアルテは、招待枠2増が実現した場合の開催地候補としてフロリダ州オーランドやニューヨーク州ニューヨーク、イリノイ州シカゴやテキサス州ヒューストンを挙げた。7月、CBPC会合でパナマの招待が新たに承認され、同国リーグ "リーガ・プロフェシオナル・デ・ベイスボル・デ・パナマ" 会長ダビド・サラヤンディーアは「大きな戦い」（西: lucha titánica）の末に招待枠を勝ち取ったと宣言した。主催者はこの3枠目決定をもって招待交渉を締め切り、全試合をローンデポ・パークで開催する大会日程を発表した。
ニカラグアはここ数年カリビアンシリーズ出場を希望しながら叶わずにいたが、今回ついに招待された。2013年にはメジャーリーグベースボールからもキューバに続く出場候補国としてパナマやコロンビアとともに名前を挙げられ、2018年にはその3か国による予選を勝ち上がれば本大会出場という案がCBPC内で検討されたこともあった。しかしその後、ベネズエラの2019年大会開催権返上やキューバ勢の2020年大会出場断念といったトラブルに乗じてパナマ勢やコロンビア勢が招待され、ニカラグアは置いてきぼりを食っていた。そのニカラグアが今大会で招待を勝ち取るのに追い風となったのは、開催地にアメリカ合衆国フロリダ州マイアミが選ばれたことである。2023年2月の時点でC・サンチェスが指摘しているように、マイアミ市内にはニカラグア系移民が多く在住しているため、ニカラグアは早くから有力候補のひとつだった。その翌月、第5回ワールド・ベースボール・クラシック（WBC）の1次ラウンドD組にニカラグア代表が出場し、観客動員が好調だったことも主催者の好感を得た。その一方でニカラグア側も、過去数大会の招待交渉では同国リーグ "リーガ・ニカラグエンセ・デ・ベイスボル・プロフェシオナル"（LBPN）が中心を担っていたところ、今回は同国連盟が動いた。LBPN会長パンカサーン・アルセは、2023年大会終了後にマーリンズから連盟への直接連絡があったことで交渉窓口が変わったとの認識を示し、たとえ連盟主導の交渉であっても招待出場が実現すればLBPNとして全面協力すると表明した。
そのニカラグアと入れ替わるように、キューバとコロンビアが招待枠から漏れた。そのうちキューバについては、同国連盟会長フアン・レイナルド・ペレスが理由について「我々は招待されていない」とだけ述べた。2021年5〜6月の東京五輪アメリカ大陸予選や2023年3月の第5回WBC準決勝など、フロリダ州開催の国際大会に同国代表が出場した際、同国共産党による一党独裁体制への抗議として代表チームが標的にされる騒動が相次いでいたため、今大会でキューバ勢が招待されないのは想定できることではあった。これに対してコロンビアは招待交渉に臨んでいた。4月にニカラグアとキュラソーの招待が決まった際、コロンビアリーグ "リーガ・コロンビアーナ・デ・ベイスボル・プロフェシオナル" 会長ペドロ・サルセドは、主催者側から参加費20万ドルの支払いを求められたとして「CBPCに加盟できるなら喜んで支払うが、たった1週間の招待参加のためでは無理だ」「ニカラグアには政府からの支援があるし、キュラソーには諸費用を負担してくれる富豪がついている」と主張した。ニカラグア連盟会長ネメシオ・ポラスはこれについて「そんなのウソ、大ウソ。びた一文払っちゃいない」と真っ向から否定した。ただ実際には、主催者は2月の時点で参加費20万ドルという条件を招待希望者へ提示していたのみならず、再交渉ではそれを「6チームでの開催予定が狂い追加費用が発生した」として30万ドルに値上げしていた。
今大会への出場権を得たチームは以下の通り。
| 国・地域               | リーグ  | チーム                             | カリビアンシリーズ経験 | カリビアンシリーズ経験 | 監督                   | 2023-24シーズン 国内優勝決定シリーズ結果      | 出場決定日 |
| 国・地域               | リーグ  | チーム                             | 出場                   | 優勝                   | 監督                   | 2023-24シーズン 国内優勝決定シリーズ結果      | 出場決定日 |
| ---------------------- | ------- | ---------------------------------- | ---------------------- | ---------------------- | ---------------------- | --------------------------------------------- | ---------- |
| プエルトリコ           | LBPRC   | クリオージョス・デ・カグアス       | 02年ぶり18回目         | 05回                   | ヤディアー・モリーナ   | 5勝3敗 vs. ヒガンテス・デ・カロリーナ         | 01月21日   |
| ベネズエラ             | LVBP    | ティブロネス・デ・ラ・グアイラ     | 38年ぶり05回目         | なし                   | オジー・ギーエン       | 4勝1敗 vs. カルデナレス・デ・ララ             | 01月28日   |
| ドミニカ共和国         | LIDOM   | ティグレス・デル・リセイ           | 02年連続21回目         | 11回                   | ギルバート・ゴメス     | 4勝3敗 vs. エストレージャス・オリエンタレス   | 01月27日   |
| メキシコ               | LMP     | ナランヘーロス・デ・エルモシージョ | 10年ぶり14回目         | 02回                   | フアン・カストロ       | 4勝0敗 vs. ベナードス・デ・マサトラン         | 01月24日   |
| パナマ（招待参加）     | Probeis | フェデラーレス・デ・チリキ         | 02年連続03回目         | なし                   | ホセ・マヨルガ         | 3勝0敗 vs. アギラス・メトロポリターナス       | 01月26日   |
| キュラソー（招待参加） | CPB     | キュラソー・サンズ                 | 初                     | なし                   | ヘインリー・スタティア | 1勝0敗 vs. ウィレムスタット・キャノンズ       | 12月10日   |
| ニカラグア（招待参加） | LBPN    | ヒガンテス・デ・リバス             | 初                     | なし                   | マービン・ベナード     | 4勝2敗 vs. トレン・デル・ノルテ・デ・エステリ | 01月16日   |

### 大会形式

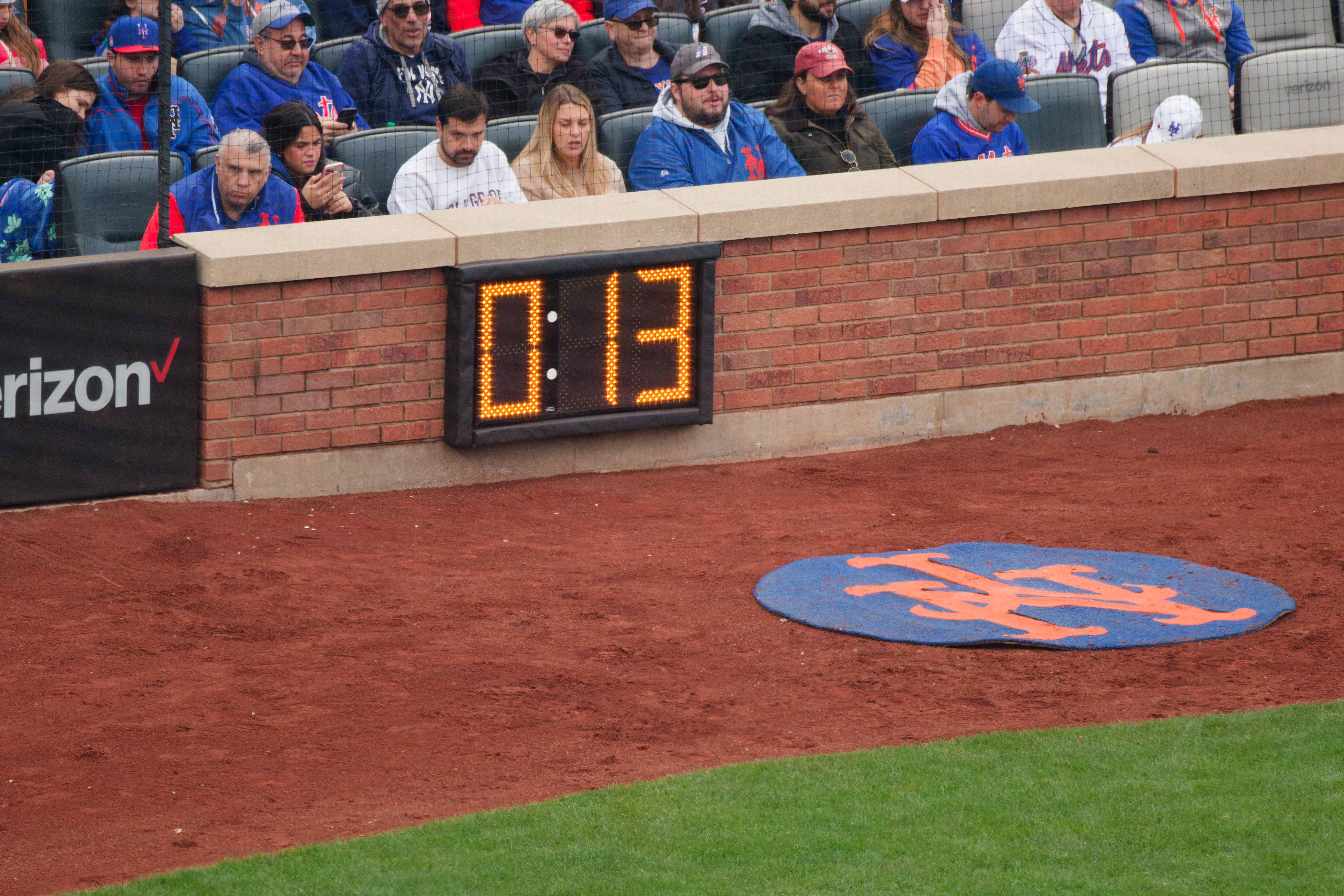
ピッチクロック場内表示の例（写真はニューヨーク州ニューヨークのシティ・フィールドで2023年4月8日撮影）。ローンデポ・パークにもピッチクロック設備はあるが、今大会で表示が灯ることはない

予選ラウンドは7日間、毎日3試合が組まれ、余った1チームは休養日となる。こうして7チームが1回戦総当たりのリーグ戦を行い、上位4チームが決勝トーナメントへ進む。準決勝では1位のチームが4位のチームと、2位のチームが3位のチームと対戦する。予選ラウンドでもし複数のチームが同じ勝敗で並んだ場合は、直接対決の勝敗により順位を定める。ただし3チーム以上が同率かつ直接対決の勝敗でも並ぶ場合は、直接対決でのチーム・クオリティ・バランス、すなわち（得点/攻撃イニング数）－（失点/守備イニング数）の数値で優劣をつける。
試合では、メジャーリーグベースボールで2023年に導入された新しいルールのうち、
- 一塁・二塁・三塁のサイズ拡大
- 極端な守備シフトの禁止
- 打者のタイム要求回数制限
- 投手の牽制企図回数制限
- 延長戦でのタイブレーク

などが踏襲される。ただし投球間の時間制限 "ピッチクロック" については、各国・地域のリーグごとに導入状況がまちまちだったことから、今大会では採用されない。また今大会では、予選ラウンドに限りコールドゲーム制度も採用される。10点以上の差がついて7回以降のイニングが終了した場合、その時点で試合は打ち切りとなる。これはMLBでは導入されていない。

## 試合結果
2024年のカリビアンシリーズは2月1日に開幕し、9日間で予選ラウンド21試合、決勝トーナメント4試合の計25試合が行われた。日程・結果は以下の通り。
| 日付                                            | 試合         | 先攻球団                           | スコア | 後攻球団                           | 出場球団本拠地と開催地の位置 |
| ----------------------------------------------- | ------------ | ---------------------------------- | ------ | ---------------------------------- | --- |
| 2月1日（木）                                    | 予選ラウンド | ヒガンテス・デ・リバス             | 2－5   | クリオージョス・デ・カグアス       | 開催地ローンデポ・パークティグレス・デル・リセイクリオージョス・ · デ・カグアスティブロネス・ · デ・ラ・ · グアイラフェデラーレス・ · デ・チリキキュラソー・サンズヒガンテス・デ・リバスナランヘーロス・デ・エルモシージョ |
| 2月1日（木）                                    | 予選ラウンド | キュラソー・サンズ                 | 6－5   | ナランヘーロス・デ・エルモシージョ | 開催地ローンデポ・パークティグレス・デル・リセイクリオージョス・ · デ・カグアスティブロネス・ · デ・ラ・ · グアイラフェデラーレス・ · デ・チリキキュラソー・サンズヒガンテス・デ・リバスナランヘーロス・デ・エルモシージョ |
| 2月1日（木）                                    | 予選ラウンド | ティブロネス・デ・ラ・グアイラ     | 3－1   | ティグレス・デル・リセイ           | 開催地ローンデポ・パークティグレス・デル・リセイクリオージョス・ · デ・カグアスティブロネス・ · デ・ラ・ · グアイラフェデラーレス・ · デ・チリキキュラソー・サンズヒガンテス・デ・リバスナランヘーロス・デ・エルモシージョ |
| 2月2日（金）                                    | 予選ラウンド | フェデラーレス・デ・チリキ         | 7－3   | キュラソー・サンズ                 | 開催地ローンデポ・パークティグレス・デル・リセイクリオージョス・ · デ・カグアスティブロネス・ · デ・ラ・ · グアイラフェデラーレス・ · デ・チリキキュラソー・サンズヒガンテス・デ・リバスナランヘーロス・デ・エルモシージョ |
| 2月2日（金）                                    | 予選ラウンド | ティグレス・デル・リセイ           | 5－4   | ヒガンテス・デ・リバス             | 開催地ローンデポ・パークティグレス・デル・リセイクリオージョス・ · デ・カグアスティブロネス・ · デ・ラ・ · グアイラフェデラーレス・ · デ・チリキキュラソー・サンズヒガンテス・デ・リバスナランヘーロス・デ・エルモシージョ |
| 2月2日（金）                                    | 予選ラウンド | クリオージョス・デ・カグアス       | 2－0   | ナランヘーロス・デ・エルモシージョ | 開催地ローンデポ・パークティグレス・デル・リセイクリオージョス・ · デ・カグアスティブロネス・ · デ・ラ・ · グアイラフェデラーレス・ · デ・チリキキュラソー・サンズヒガンテス・デ・リバスナランヘーロス・デ・エルモシージョ |
| 2月3日（土）                                    | 予選ラウンド | ティブロネス・デ・ラ・グアイラ     | 4－2   | キュラソー・サンズ                 | 開催地ローンデポ・パークティグレス・デル・リセイクリオージョス・ · デ・カグアスティブロネス・ · デ・ラ・ · グアイラフェデラーレス・ · デ・チリキキュラソー・サンズヒガンテス・デ・リバスナランヘーロス・デ・エルモシージョ |
| 2月3日（土）                                    | 予選ラウンド | ナランヘーロス・デ・エルモシージョ | 3－4x  | フェデラーレス・デ・チリキ         | 開催地ローンデポ・パークティグレス・デル・リセイクリオージョス・ · デ・カグアスティブロネス・ · デ・ラ・ · グアイラフェデラーレス・ · デ・チリキキュラソー・サンズヒガンテス・デ・リバスナランヘーロス・デ・エルモシージョ |
| 2月3日（土）                                    | 予選ラウンド | ティグレス・デル・リセイ           | 5－2   | クリオージョス・デ・カグアス       | 開催地ローンデポ・パークティグレス・デル・リセイクリオージョス・ · デ・カグアスティブロネス・ · デ・ラ・ · グアイラフェデラーレス・ · デ・チリキキュラソー・サンズヒガンテス・デ・リバスナランヘーロス・デ・エルモシージョ |
| 2月4日（日）                                    | 予選ラウンド | フェデラーレス・デ・チリキ         | 6－3   | ヒガンテス・デ・リバス             | 開催地ローンデポ・パークティグレス・デル・リセイクリオージョス・ · デ・カグアスティブロネス・ · デ・ラ・ · グアイラフェデラーレス・ · デ・チリキキュラソー・サンズヒガンテス・デ・リバスナランヘーロス・デ・エルモシージョ |
| 2月4日（日）                                    | 予選ラウンド | クリオージョス・デ・カグアス       | 6－2   | ティブロネス・デ・ラ・グアイラ     | 開催地ローンデポ・パークティグレス・デル・リセイクリオージョス・ · デ・カグアスティブロネス・ · デ・ラ・ · グアイラフェデラーレス・ · デ・チリキキュラソー・サンズヒガンテス・デ・リバスナランヘーロス・デ・エルモシージョ |
| 2月4日（日）                                    | 予選ラウンド | ナランヘーロス・デ・エルモシージョ | 9－1   | ティグレス・デル・リセイ           | 開催地ローンデポ・パークティグレス・デル・リセイクリオージョス・ · デ・カグアスティブロネス・ · デ・ラ・ · グアイラフェデラーレス・ · デ・チリキキュラソー・サンズヒガンテス・デ・リバスナランヘーロス・デ・エルモシージョ |
| 2月5日（月）                                    | 予選ラウンド | ヒガンテス・デ・リバス             | 3－6   | キュラソー・サンズ                 | 開催地ローンデポ・パークティグレス・デル・リセイクリオージョス・ · デ・カグアスティブロネス・ · デ・ラ・ · グアイラフェデラーレス・ · デ・チリキキュラソー・サンズヒガンテス・デ・リバスナランヘーロス・デ・エルモシージョ |
| 2月5日（月）                                    | 予選ラウンド | ティブロネス・デ・ラ・グアイラ     | 6－1   | ナランヘーロス・デ・エルモシージョ | 開催地ローンデポ・パークティグレス・デル・リセイクリオージョス・ · デ・カグアスティブロネス・ · デ・ラ・ · グアイラフェデラーレス・ · デ・チリキキュラソー・サンズヒガンテス・デ・リバスナランヘーロス・デ・エルモシージョ |
| 2月5日（月）                                    | 予選ラウンド | クリオージョス・デ・カグアス       | 7－9   | フェデラーレス・デ・チリキ         | 開催地ローンデポ・パークティグレス・デル・リセイクリオージョス・ · デ・カグアスティブロネス・ · デ・ラ・ · グアイラフェデラーレス・ · デ・チリキキュラソー・サンズヒガンテス・デ・リバスナランヘーロス・デ・エルモシージョ |
| 2月6日（火）                                    | 予選ラウンド | ナランヘーロス・デ・エルモシージョ | 5－2   | ヒガンテス・デ・リバス             | 開催地ローンデポ・パークティグレス・デル・リセイクリオージョス・ · デ・カグアスティブロネス・ · デ・ラ・ · グアイラフェデラーレス・ · デ・チリキキュラソー・サンズヒガンテス・デ・リバスナランヘーロス・デ・エルモシージョ |
| 2月6日（火）                                    | 予選ラウンド | キュラソー・サンズ                 | 0－2   | ティグレス・デル・リセイ           | 開催地ローンデポ・パークティグレス・デル・リセイクリオージョス・ · デ・カグアスティブロネス・ · デ・ラ・ · グアイラフェデラーレス・ · デ・チリキキュラソー・サンズヒガンテス・デ・リバスナランヘーロス・デ・エルモシージョ |
| 2月6日（火）                                    | 予選ラウンド | フェデラーレス・デ・チリキ         | 4－5   | ティブロネス・デ・ラ・グアイラ     | 開催地ローンデポ・パークティグレス・デル・リセイクリオージョス・ · デ・カグアスティブロネス・ · デ・ラ・ · グアイラフェデラーレス・ · デ・チリキキュラソー・サンズヒガンテス・デ・リバスナランヘーロス・デ・エルモシージョ |
| 2月7日（水）                                    | 予選ラウンド | キュラソー・サンズ                 | 2－0   | クリオージョス・デ・カグアス       | 開催地ローンデポ・パークティグレス・デル・リセイクリオージョス・ · デ・カグアスティブロネス・ · デ・ラ・ · グアイラフェデラーレス・ · デ・チリキキュラソー・サンズヒガンテス・デ・リバスナランヘーロス・デ・エルモシージョ |
| 2月7日（水）                                    | 予選ラウンド | ティグレス・デル・リセイ           | 1－3   | フェデラーレス・デ・チリキ         | 開催地ローンデポ・パークティグレス・デル・リセイクリオージョス・ · デ・カグアスティブロネス・ · デ・ラ・ · グアイラフェデラーレス・ · デ・チリキキュラソー・サンズヒガンテス・デ・リバスナランヘーロス・デ・エルモシージョ |
| 2月7日（水）                                    | 予選ラウンド | ヒガンテス・デ・リバス             | 0－9   | ティブロネス・デ・ラ・グアイラ     | 開催地ローンデポ・パークティグレス・デル・リセイクリオージョス・ · デ・カグアスティブロネス・ · デ・ラ・ · グアイラフェデラーレス・ · デ・チリキキュラソー・サンズヒガンテス・デ・リバスナランヘーロス・デ・エルモシージョ |
| 2月8日（木）                                    | 準決勝       | ティグレス・デル・リセイ           | 4－1   | フェデラーレス・デ・チリキ         | 開催地ローンデポ・パークティグレス・デル・リセイクリオージョス・ · デ・カグアスティブロネス・ · デ・ラ・ · グアイラフェデラーレス・ · デ・チリキキュラソー・サンズヒガンテス・デ・リバスナランヘーロス・デ・エルモシージョ |
| 2月8日（木）                                    | 準決勝       | キュラソー・サンズ                 | 2－6   | ティブロネス・デ・ラ・グアイラ     | 開催地ローンデポ・パークティグレス・デル・リセイクリオージョス・ · デ・カグアスティブロネス・ · デ・ラ・ · グアイラフェデラーレス・ · デ・チリキキュラソー・サンズヒガンテス・デ・リバスナランヘーロス・デ・エルモシージョ |
| 2月9日（金）                                    | 3位決定戦    | キュラソー・サンズ                 | 4－5   | フェデラーレス・デ・チリキ         | 開催地ローンデポ・パークティグレス・デル・リセイクリオージョス・ · デ・カグアスティブロネス・ · デ・ラ・ · グアイラフェデラーレス・ · デ・チリキキュラソー・サンズヒガンテス・デ・リバスナランヘーロス・デ・エルモシージョ |
| 2月9日（金）                                    | 決勝戦       | ティグレス・デル・リセイ           | 0－3   | ティブロネス・デ・ラ・グアイラ     | 開催地ローンデポ・パークティグレス・デル・リセイクリオージョス・ · デ・カグアスティブロネス・ · デ・ラ・ · グアイラフェデラーレス・ · デ・チリキキュラソー・サンズヒガンテス・デ・リバスナランヘーロス・デ・エルモシージョ |
| 優勝： ティブロネス・デ・ラ・グアイラ（初優勝） |              |                                    |        |                                    | 開催地ローンデポ・パークティグレス・デル・リセイクリオージョス・ · デ・カグアスティブロネス・ · デ・ラ・ · グアイラフェデラーレス・ · デ・チリキキュラソー・サンズヒガンテス・デ・リバスナランヘーロス・デ・エルモシージョ |

### 予選ラウンド

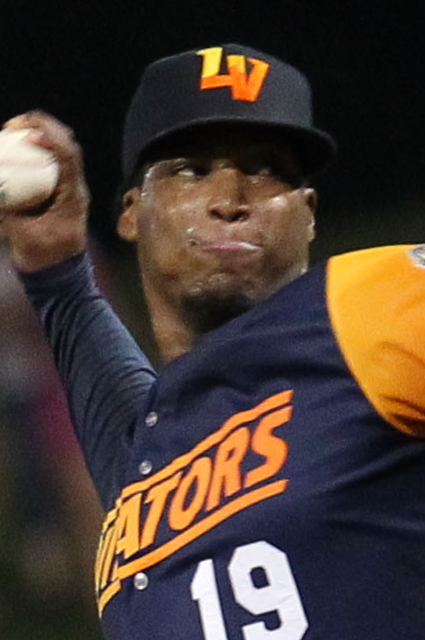
ミゲル・ロメロ（写真は2019年8月10日、マイナーリーグベースボールAAA級ラスベガス在籍時に撮影）

2月1日午前、第66回カリビアンシリーズが開幕した。第1試合には今大会が初出場となるニカラグア代表ヒガンテス・デ・リバスが登場し、プエルトリコ代表クリオージョス・デ・カグアスと対戦した。ヒガンテスは、2回表二死二塁から7番チェスラー・カスバートの適時二塁打で先制し、先発投手ルイス・ラミレスは初回・3回・4回と複数走者を背負う苦しい投球ながら失点を免れる。しかし5回裏一死一・二塁で継投に入ると、これが裏目に出た。2番手ヘスス・リナレスはストレートの四球→犠牲フライで同点とされ、この回は後続を断ったものの、続く6回裏も先頭打者を四球で出塁させた。ここでマウンドを引き継いだカルロス・テレルは、一死二塁から9番ジャック・ロペスの適時三塁打などで2点を失い逆転を許した。ヒガンテスは打線の反撃も8回表の1点のみに抑えられ、ニカラグア勢初勝利を逃した。1970年大会以降、初出場を果たしたのはニカラグア勢が5か国・地域目となったが、その全てが最初の試合で敗戦している。その一方でプエルトリコ勢にとっては、この1勝は大会通算200勝目となった。第2試合終了後、第3試合のベネズエラ代表ティブロネス・デ・ラ・グアイラ対ドミニカ共和国代表ティグレス・デル・リセイ戦を前に、大会の開会式が行われた。式典は時間にして10分にも満たない簡素なものとなり、アメリカ合衆国国歌『星条旗』をジェラルディン・マーティンが、ドミニカ共和国国歌『勇敢なるドミニカ人』をサカリアス・フェレイラが、ベネズエラ国歌『勇敢なる人民に栄光を』をコリーナ・スミスが、それぞれ独唱した。試合ではティブロネスが、3回表無死一・二塁から9番エイーレ・アドリアンサの犠牲バントで走者を進め、次打者アレクシー・アマリスタの右前打で1点を先制、6回表にも1点を加える。先発投手ミゲル・ロメロは故障明けで1か月ぶりの登板ながら、6回途中まで投げてリードを守り、同じキューバ出身の相手先発ラウル・バルデスに投げ勝った。ティブロネスは1点をリードして迎えた8回表、こちらもキューバ出身の4番ヤシエル・プイグがソロ本塁打を放って突き放し、3－1で前回大会王者ティグレスを下した。この日は3試合の合計観客動員が4万人を超え、興行面でも上々の滑り出しとなった。
その初日に休養日を割り当てられたのが、パナマ代表フェデラーレス・デ・チリキである。2日目の第1試合でフェデラーレスは1日遅れの初戦に臨み、キュラソー代表キュラソー・サンズと対戦した。フェデラーレスは3回表に3番イバン・ヘレーラの適時打で先制し、同点とされた直後の5回表には再び1点を挙げる。サンズは先発投手J.C.スルバランの降板後、救援陣が相手打線を止められず、6回以降は徐々に点差を広げられた。これに対しフェデラーレスは投手陣が失点を3にとどめ、7－3で勝利した。監督のホセ・マヨルガは「先発（ハロルド・アラウス）もリリーフもよくやってくれた」と褒め称えた。招待国・地域はカリブ海プロ野球連合（CBPC）加盟国・地域よりも格下にみられていたが、この2チームは今大会で大方の予想を覆し躍進を果たすことになる。第2試合では、CBPC加盟国ドミニカ共和国のティグレスが招待国ニカラグアのヒガンテスを5－4で下した。この勝利により、前日のプエルトリコ勢に続いてドミニカ共和国勢も大会通算200勝に到達した。第3試合ではCBPC加盟国・地域どうし、プエルトリコのクリオージョスとメキシコのナランヘーロス・デ・エルモシージョが対戦した。クリオージョス監督のヤディアー・モリーナは、この対戦に意気込んでいた。というのも1年前の3月、第5回ワールド・ベースボール・クラシック（WBC）でプエルトリコ代表の監督を務めた際、一発勝負のトーナメント準々決勝でメキシコ代表に負けて敗退の憂き目にあったためである。ナランへーロスは2回裏に一死二塁の好機を作り、7番フアン・カルロス・ガンボアが右前打を放つ。二塁走者アガスティン・ムリーヨは生還を狙うも、右翼手エリオット・ラモスからの送球で本塁憤死となった。クリオージョスは先発投手アレックス・サナビアが3回裏終了時に鼠蹊部を痛めて降板するが、救援陣も引き続き失点を許さない。5回表、クリオージョス打線は無死一・二塁から7番ジョナタン・モラレスが犠牲バントで走者を進め、次打者エマヌエル・リベラの中前打で2点を奪った。クリオージョスはこの2点を守り切って零封勝利を挙げ、Y・モリーナは「この試合を勝たせたのは守備と投球。メキシコ打線の怖さは知っていたが、作戦がうまくはまった」と喜んだ。

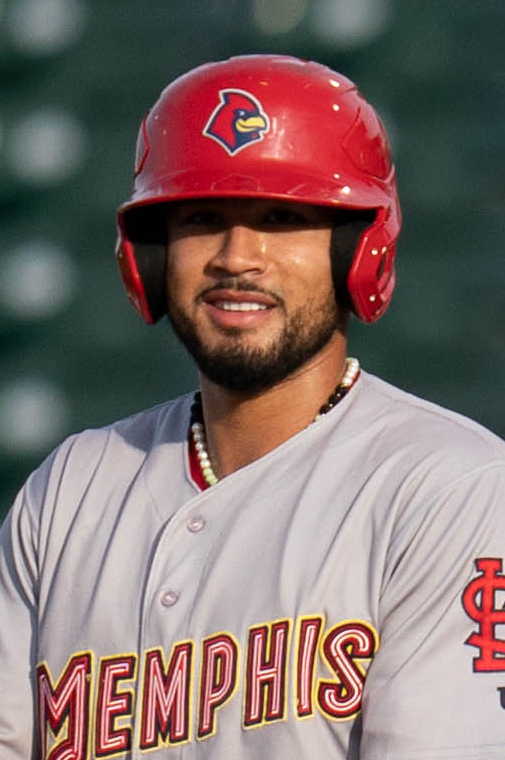
イバン・ヘレーラ（写真は2023年5月31日、マイナーリーグベースボールAAA級メンフィス在籍時に撮影）

3日目、第1試合ではティブロネスがサンズに4－2で、第2試合ではフェデラーレスがナランヘーロスに4x－3で、それぞれ勝利し初戦から2連勝とした。そのうちの第2試合では、先攻のナランヘーロスが3－1とリードして9回裏を迎え、抑え投手ルイス・マルケスを登板させようとする。ところが、両チームが試合前に交換したメンバー表にマルケスの名が記載されていなかったことが発覚し、交代が認められない場面があった。急遽登板したジェイク・サンチェスは先頭打者に死球をぶつけ、一死二・三塁から6番ヨハン・カマルゴの二ゴロで1点を失いながらも、今大会初勝利まであとアウトひとつに迫る。だがフェデラーレスはそれを許さず、7番ジーン・アルナエスの中前打で同点に追いつくと、次打者ジョニー・サントスの三塁打で逆転サヨナラ勝利を収めた。これで全7チームが2試合以上を戦い、初戦から連勝したのはクリオージョスとティブロネス、フェデラーレスの3チームとなった。このうちクリオージョスは未だ休養日を割り当てられておらず、この日は第3試合でティグレスと対戦した。ドミニカ共和国勢とプエルトリコ勢の対戦は大会最大のライバル関係とされ、そのなかでも今大会出場の両チームはそれぞれの国内リーグで最多優勝記録を持つ名門どうしとあって、この試合は入場券が大会開幕前にほぼ完売するなど、大きく注目を集めていた。試合を優位に進めたのはティグレスで、2回表二死満塁から7番ケルビン・グティエレスの遊ゴロ併殺間に1点を先制し、3回表にも3番ロビンソン・カノの2点本塁打などで3点を加える。クリオージョスも4回裏、5番ダニー・オルティーズの適時二塁打などで2点を返す。このイニング終了後、観戦に訪れていたプエルトリコ人ラッパーのダディー・ヤンキーが場内の電光掲示板に映し出され、この日47歳の誕生日を迎えた彼を祝う演出がされるなど、場内は盛り上がりを見せていた。試合が再開した5回以降、ティグレスは先発投手シーザー・バルデスから抑えのハイロ・アセンシオまで4投手の継投でクリオージョスに反撃を許さず、5－2で勝利した。この試合の観客動員は3万5972人にのぼり、前回大会で樹立された1試合の最多動員記録をさらに更新した。
4日目の第1試合では、フェデラーレスがヒガンテスを6－3で下した。試合は0－0のまま5回表に入り、フェデラーレスが一死一・二塁の好機を作ると、ヒガンテスは先発投手ロナルド・メドラノからフィデンシオ・フローレスへ継投した。フェデラーレスは二死一・三塁とし、3番I・ヘレーラの中前打で先制した。ヒガンテスはこれで3試合続けて先発投手を5回途中で降板させたが、その全てで失点を防げなかった。6回表にはF・フローレスが2死球などで二死満塁の危機を招きホアキン・アクーニャに代わると、フェデラーレスは2番アレン・コードバの走者一掃三塁打に敵失も重なって4点を追加、試合を決定づけた。これでフェデラーレスは3連勝、ヒガンテスは3連敗となった。試合後の記者会見で、フェデラーレスのマヨルガは「自信があるし、選手みんなを信頼している。この先の試合でもすごいことをやってのける準備はできていると思う」と述べた。その一方、ヒガンテス監督のマービン・ベナードは「選手のやる気を刺激しようといろいろやってるんだが結果はこれ、うちには勝利に飢えた選手がいないんだ。いただいた応援に見合うプレイを選手たちがしていないことは、私からファンに詫びたい」などと選手批判をまくし立て、自国記者と口論するなど苛立ちを露わにした。第2試合では、クリオージョスがティブロネスに6－2で勝利した。クリオージョスは初回表から3番J.C.エスカーラの適時打などで2点を奪い、その後も小刻みに加点していった。ティブロネスが大会初黒星を喫したことで、無敗のフェデラーレスが単独首位に浮上した。第3試合では、ナランへーロスがティグレスに9－1で勝利した。ナランへーロスは1点を先行されたが、4回表に4番アーロン・アルテールの満塁走者一掃二塁打で逆転した。ナランヘーロスが大会初白星を挙げたことで、今大会未勝利はヒガンテスだけになった。この日は、午前中は球場一帯に竜巻警報が発令されるなど天候が荒れていたが、観客動員は第2試合の3万2092人を筆頭に3試合とも1万人を超え、合計5万8742人は結果的に9日間の大会期間中で最多となる。

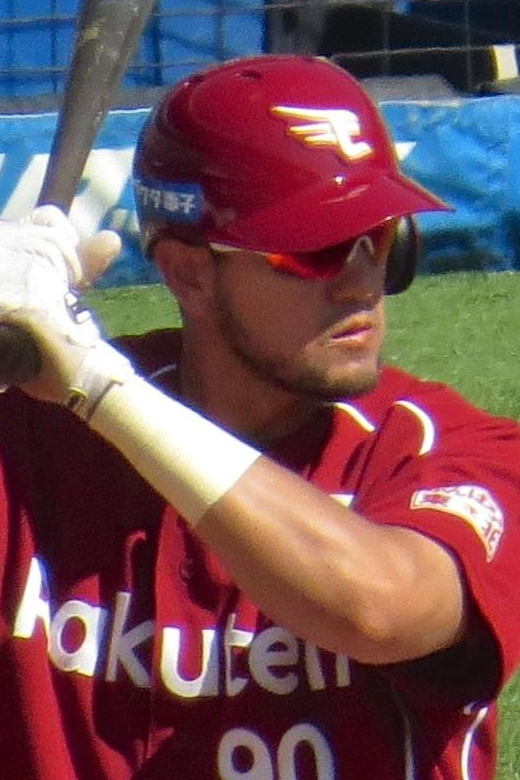
アガスティン・ムリーヨ（写真は2015年9月22日、日本プロ野球の東北楽天ゴールデンイーグルス在籍時に撮影）

予選ラウンドも後半に入った5日目、決勝トーナメント進出や予選ラウンド敗退のチームが決まり始める。第1試合ではサンズがヒガンテスを6－3で、第2試合ではティブロネスがナランヘーロスを6－1で、それぞれ下した。その結果、ヒガンテスとナランへーロスはともに予選ラウンド敗退となった。2勝2敗で並ぶサンズとティグレスが直接対決を残しており、その勝者に加えてフェデラーレス、クリオージョスとティブロネスの3勝以上が確定している。ヒガンテスとナランへーロスは残り試合を全勝しても2勝4敗どまりのため、これら4チームを上回ることができない。ヒガンテスは4試合で3得点以上が1試合のみ、5失点未満がなしと、攻守ともに力不足だった。また、前日の記者会見でベナードが選手批判をぶちまけたため、チームの雰囲気も悪化していた。ナランへーロスは5日目終了時点で打率.224・OPS.624がいずれも最下位と貧打に喘ぎ、この日は3回裏と5回裏いずれも二死満塁で4番アルテールが打ち取られたように、敗れた試合では好機での勝負弱さが目立った。続く第3試合では、フェデラーレスとクリオージョスが対戦した。マヨルガは現役時代、捕手をしていたがメジャーリーグベースボール（MLB）には昇格できなかったため、彼にとってMLBのスター捕手だった10歳上のY・モリーナは憧れの存在であり、試合前のメンバー表交換で顔を合わせるのも「光栄なこと」だという。フェデラーレスは初回表から相手に1点を先制されたが、2回裏に9番ジョシュワン・ライトの適時二塁打などで4点を奪い逆転、3回終了時点で7－3とする。その後1点差まで追い上げられるも、8回裏には2得点で再び突き放し、9－7で勝利した。パナマ勢が4連勝を記録するのは、1950年大会優勝のカルタ・ビエハ・ヤンキース以来74年・出場16大会ぶりである。これにより、フェデラーレスは決勝トーナメント進出一番乗りを果たした。フェデラーレスは残り試合に全敗しても4勝2敗だが、前述の敗退決定2チームとサンズ対ティグレス戦の敗者が3敗以上となることが決まっており、5位以下へ落ちることがなくなった。
6日目は、最初の2試合それぞれで40代の選手が大会記録に並ぶ活躍を見せた。第1試合ではナランヘーロスがヒガンテスを5－2で下し、2勝4敗で他チームより一足早く全日程を終えた。この試合でナランヘーロスの6番ムリーヨは5打数5安打を放った。1試合5安打は歴代最多タイ、41歳277日での達成はそれまでの最年長記録を9歳以上更新した。第2試合ではここまで2勝2敗どうしのティグレスとサンズが直接対決に臨み、ティグレスが2－0で制した。4回裏一死一・二塁から5番ダウェル・ルーゴの左前打で先制すると、46歳71日の先発投手R・バルデスが5回7奪三振で無失点、6回以降も抑え投手アセンシオまで1イニングひとりずつの継投でサンズ打線を零封した。サンズも先発投手コディ・ミンシーが6.1イニング1失点と好投したが、打線が散発3安打に封じられ彼を援護できなかった。R・バルデスはこの試合の勝利投手となり、通算6勝目で歴代最多記録に並んだほか、通算奪三振数でも歴代最多タイ記録まであと1に迫った。ただティグレス監督のギルバート・ゴメスによれば、R・バルデスは奪三振記録目前であることを降板時でも知らなかったという。また、40歳252日の抑え投手アセンシオも通算9セーブ目を挙げ、フランシスコ・ブットが保持する歴代最多記録に並んだ。この2試合のあと、第3試合では首位フェデラーレスと2位ティブロネスが対戦した。フェデラーレスは初回表から2番コードバと3番I・ヘレーラの連続ソロ本塁打で2点を先行し、3回表には一死一・三塁として相手先発アリエル・ミランダを降板に追い込み1点を加える。しかしティブロネスはそれ以上の失点を許さずに試合を進め、2点ビハインドの6回裏に3四球で二死満塁の好機を迎えると、6番エルナン・ペレスの走者一掃二塁打で逆転した。2点リードの9回表には抑え投手アーナルド・ヘルナンデスが登板、無死一・三塁と同点の走者を出塁させる。それでも1番エドガー・ムニョスを二ゴロ併殺に打ち取って、三塁走者の生還で1点は失いながらも塁上に走者がいない状態とし、最後は2番コードバを空振り三振に仕留めて5－4で逃げ切った。この第2・第3試合の結果により、それぞれの試合の勝者であるティグレスとティブロネスが、新たに予選ラウンド突破を決めた。

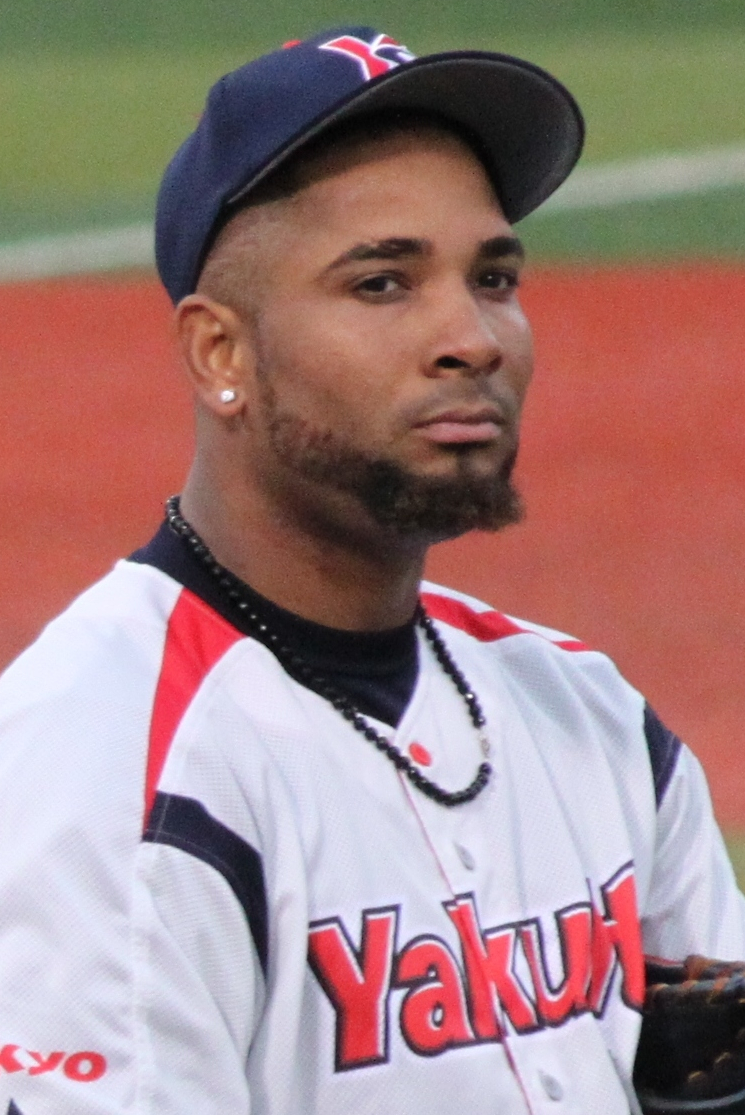
ウラディミール・バレンティン（写真は2012年5月3日、日本プロ野球の東京ヤクルトスワローズ在籍時に撮影）

決勝トーナメント進出4枠のうち3枠が確定し、最後の1枠へ可能性を残すのは4位クリオージョスと5位サンズのみとなった。この2チームが予選ラウンド最終日の7日目、第1試合で直接対決した。他の試合の結果を俟たず、この試合に勝ったほうが最後の1枠を勝ち取る。先発投手はクリオージョスがダリル・トンプソン、サンズがスルバラン。トンプソンは3日目の2.2イニング4失点から中3日で、スルバランは2日目の4.1イニング2失点から中4日で、それぞれ大一番に登板した。両者とも序盤3イニングを無失点に封じたあと、試合が動いたのは4回表、サンズが4番ウラディミール・バレンティンの内野安打と5番ジョナサン・スコープの二塁打で無死二・三塁とする。クリオージョスはここでトンプソンからアレックス・クラウディオに継投した。トンプソンは3日目のティグレス戦に続き、またも4イニングもたず被安打5以上で降板となった。サンズは一死満塁から8番ジュレミ・プロファーの犠牲フライで1点を先制した。スルバランは4回裏二死二塁の危機を無失点で切り抜け、5イニング無失点で救援陣に後を託した。大会開幕前のサンズは打線が強力と目されていたが、予選ラウンドでは投手陣、とりわけスルバランやミンシーなど先発の良さが光った。7回裏にはクリオージョスが一死一・三塁と逆転の走者を出塁させたが、サンズの3番手シェイ・スピッツバースは後続を断ち同点にもさせない。クリオージョス打線はこの試合、得点圏に走者を置いた場面で5打数無安打と打線が沈黙した。サンズは9回表に3番ディディ・グレゴリウスの犠牲フライで1点を加え、その裏をアンソニー・ヘレーラが三者凡退で締めて勝利し、逆転で4位に入ってキュラソー勢初の決勝トーナメント進出を果たした。このあとの第2試合ではティグレスがフェデラーレスに1－3で敗れ、サンズやクリオージョスと3勝3敗で勝率上は並んで予選ラウンドを終える。大会規定により、この3チーム間の直接対決で2勝0敗のティグレスが最上位の3位、1勝1敗のサンズが4位となり予選ラウンドを突破、0勝2敗のクリオージョスは5位で敗退となった。クリオージョスは4日目終了時点で3勝1敗の好成績だったが、そこから連敗で決勝トーナメント進出圏外へ一気に順位を落としており、プエルトリコ勢はこれで3年連続の予選ラウンド敗退に沈んだ。
第3試合は予選ラウンド最終戦、ヒガンテスとティブロネスが対戦した。ヒガンテスは既に最下位が確定し、この試合で初勝利を目指す。ティブロネスはこの試合に勝てば首位通過、負ければフェデラーレスに次ぐ2位通過となる。だがこの試合で、ティブロネスは救援左腕アンヘル・パドロンを先発に起用した。パドロンはプロ入り後の9年間、1試合で6イニングを超えて投げた経験がない。元々この試合の先発予定だったルイス・マルティネスが体に軽い痛みを感じて登板を回避したため、当日になって「2〜3イニング投げてくれればいいから」と急遽先発を告げられたという。ただ、初回表のマウンドへ上がって初球を投じたときに自身の調子の良さを感じ取り、相手打線の1巡目となる最初の3イニングは27球でひとりの走者も出さずに終えた。試合が進むにつれ、球数も少なく抑えられていることに気づくと「こうなったら監督（オジー・ギーエン）が降板を言い渡してくるまで集中しろ」と自らに言い聞かせるようになった。打線は4回裏二死満塁から9番ラモン・フローレスの中前打で2点を先制し、パドロンを援護する。R・フローレスもこの試合はフランクリン・バレトの怪我による予定外の途中出場だったが、打撃だけでなく中堅守備でも4回表と7回表、いずれもライナー性の打球を好捕して安打にさせなかった。味方が徐々に得点を重ねるなか、パドロンは7イニング21打者を連続でアウトにしていた。8回表、先頭打者ラウディ・リードが四球を選び、大会史上初の完全試合はなくなったが、次打者メルビン・ノボアは二ゴロ併殺となった。その裏、ティブロネス打線が先頭打者プイグからの6連打で5点を加え、9－0と一気に突き放す。そして9回表、パドロンは7番エリアン・ミランダを見逃し三振、8番ヘスス・ロペスを二直に仕留めると、最後は代打オマー・メンドーサを遊ゴロに打ち取って88球で投げ切り、大会史上72年ぶり2度目となるノーヒットノーランを達成した。完投も大会では10年ぶりの出来事で、ティブロネスは決勝トーナメントへ向けて救援陣を休ませることにも成功した。その一方でヒガンテスは、1勝も挙げられないまま全日程を終えた。初出場大会での6戦全敗は、1959年大会のパナマ代表アスカレーロス・デ・コクレ以来史上2チーム目となった。

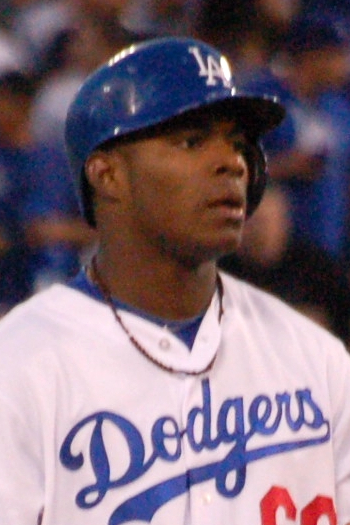
ヤシエル・プイグ（写真は2013年10月6日、メジャーリーグベースボールのロサンゼルス・ドジャース在籍時に撮影）

大会は開幕からこの日までの7日間、ひとつの球場で1日に3試合ずつを消化し続けた。1日3試合は1年前のWBCでもなかった過密日程であり、マイアミ・マーリンズ事業本部長キャロライン・オコナー曰く、主催者にとって「大きな課題」だった。試合と試合の間の観客の入れ替えはもちろんのこと、通常の試合では観客の入場に2時間かけられるところが第1試合前は30分しか時間がとれないことや、投球間の時間制限 "ピッチクロック" が今大会では採用されていないため試合時間が長引く懸念があることなど、円滑な進行を難しくする要素は多々あった。4日目には、第3試合のナランヘーロス対ティグレス戦開始時刻が当初の予定より30分ほど遅れている。ただ予選ラウンドを通じて試合開始時刻が大きく遅れたのは1試合のみにとどまり、マーリンズ営業主任チェマ・サンチェスは「ファンが楽しめるようにやれることは全てできているし、暑かろうと寒かろうとファンを球場の外で待たせるような事態にはなっていない。うまくいっていることを神に感謝したい」と述べた。翌日からは決勝トーナメントが始まり、試合数は1日2試合になる。
| 順位 | チーム                             | 成績   | 対戦相手別勝敗 | 対戦相手別勝敗 | 対戦相手別勝敗     | 対戦相手別勝敗 | 対戦相手別勝敗   | 対戦相手別勝敗 | 対戦相手別勝敗 | 日程経過別勝敗 | 日程経過別勝敗 | 日程経過別勝敗 | 日程経過別勝敗 | 日程経過別勝敗 | 日程経過別勝敗 | 日程経過別勝敗 |
| 順位 | チーム                             | 成績   | ベネズエラの旗 | パナマの旗     | ドミニカ共和国の旗 | キュラソーの旗 | プエルトリコの旗 | メキシコの旗   | ニカラグアの旗 | 1              | 2              | 3              | 4              | 5              | 6              | 7              |
| ---- | ---------------------------------- | ------ | -------------- | -------------- | ------------------ | -------------- | ---------------- | -------------- | -------------- | -------------- | -------------- | -------------- | -------------- | -------------- | -------------- | -------------- |
| 1    | ティブロネス・デ・ラ・グアイラ     | 5勝1敗 | －             | ◯              | ◯                  | ◯              | ×                | ◯              | ◯              | ◯              | －             | ◯              | ×              | ◯              | ◯              | ◯              |
| 2    | フェデラーレス・デ・チリキ         | 5勝1敗 | ×              | －             | ◯                  | ◯              | ◯                | ◯              | ◯              | －             | ◯              | ◯              | ◯              | ◯              | ×              | ◯              |
| 3    | ティグレス・デル・リセイ           | 3勝3敗 | ×              | ×              | －                 | ◯              | ◯                | ×              | ◯              | ×              | ◯              | ◯              | ×              | －             | ◯              | ×              |
| 4    | キュラソー・サンズ                 | 3勝3敗 | ×              | ×              | ×                  | －             | ◯                | ◯              | ◯              | ◯              | ×              | ×              | －             | ◯              | ×              | ◯              |
| 5    | クリオージョス・デ・カグアス       | 3勝3敗 | ◯              | ×              | ×                  | ×              | －               | ◯              | ◯              | ◯              | ◯              | ×              | ◯              | ×              | －             | ×              |
| 6    | ナランヘーロス・デ・エルモシージョ | 2勝4敗 | ×              | ×              | ◯                  | ×              | ×                | －             | ◯              | ×              | ×              | ×              | ◯              | ×              | ◯              | －             |
| 7    | ヒガンテス・デ・リバス             | 0勝6敗 | ×              | ×              | ×                  | ×              | ×                | ×              | －             | ×              | ×              | －             | ×              | ×              | ×              | ×              |

#### 1日目 2月1日
第1試合
|                                             | 1 | 2 | 3 | 4 | 5 | 6 | 7 | 8 | 9 | R | H  | E |
| ------------------------------------------- | - | - | - | - | - | - | - | - | - | - | -- | - |
| ヒガンテス・デ・リバス（NIC、0勝1敗）       | 0 | 1 | 0 | 0 | 0 | 0 | 0 | 1 | 0 | 2 | 8  | 1 |
| クリオージョス・デ・カグアス（PUR、1勝0敗） | 0 | 0 | 0 | 0 | 1 | 2 | 0 | 2 | X | 5 | 10 | 0 |

1. 勝利：リカルド・ベレス（1勝）
2. セーブ：リンカーン・ヘンツマン（1S）
3. 敗戦：ヘスス・リナレス（1敗）
4. 審判
［球審］フェリックス・ネオン
［塁審］一塁: ヒルベルト・マイエル、二塁: ユニオール・トーレス、三塁: ハーリー・アコスタ
5. 試合開始時刻: 東部標準時（UTC-5）午前10時33分  試合時間: 3時間40分  観客: 7724人  気温: 72°F（22.2°C）
詳細: Serie del Caribe（スペイン語） / MLB.com Gameday（英語） / ESPN.com（英語）

| ヒガンテス・デ・リバス | ヒガンテス・デ・リバス | ヒガンテス・デ・リバス | ヒガンテス・デ・リバス | ヒガンテス・デ・リバス                                                                                        | クリオージョス・デ・カグアス | クリオージョス・デ・カグアス | クリオージョス・デ・カグアス | クリオージョス・デ・カグアス | クリオージョス・デ・カグアス                                                                                        |
| ---------------------- | ---------------------- | ---------------------- | ---------------------- | --- | ---------------------------- | ---------------------------- | ---------------------------- | ---------------------------- | --- |
| 打順                   | 守備                   | 選手                   | 打席                   | L・ラミレスM・ノボアR・リードJe・ロペスC・カスバートS・レイトンJ・モンテスJ・リチャーズF・ペゲーロE・ミランダ | 打順                         | 守備                         | 選手                         | 打席                         | Ed・リベラJo・モラレスJ・エスカーラV・マシンEm・リベラJa・ロペスD・オルティーズB・トーレスN・ベラスケスD・スミスJr. |
| 1                      | 中                     | J・リチャーズ          | 左                     | L・ラミレスM・ノボアR・リードJe・ロペスC・カスバートS・レイトンJ・モンテスJ・リチャーズF・ペゲーロE・ミランダ | 1                            | 中                           | B・トーレス                  | 左                           | Ed・リベラJo・モラレスJ・エスカーラV・マシンEm・リベラJa・ロペスD・オルティーズB・トーレスN・ベラスケスD・スミスJr. |
| 2                      | 遊                     | S・レイトン            | 右                     | L・ラミレスM・ノボアR・リードJe・ロペスC・カスバートS・レイトンJ・モンテスJ・リチャーズF・ペゲーロE・ミランダ | 2                            | 二                           | V・マシン                    | 左                           | Ed・リベラJo・モラレスJ・エスカーラV・マシンEm・リベラJa・ロペスD・オルティーズB・トーレスN・ベラスケスD・スミスJr. |
| 3                      | 右                     | F・ペゲーロ            | 右                     | L・ラミレスM・ノボアR・リードJe・ロペスC・カスバートS・レイトンJ・モンテスJ・リチャーズF・ペゲーロE・ミランダ | 3                            | 一                           | J・エスカーラ                | 左                           | Ed・リベラJo・モラレスJ・エスカーラV・マシンEm・リベラJa・ロペスD・オルティーズB・トーレスN・ベラスケスD・スミスJr. |
| 4                      | 一                     | R・リード              | 右                     | L・ラミレスM・ノボアR・リードJe・ロペスC・カスバートS・レイトンJ・モンテスJ・リチャーズF・ペゲーロE・ミランダ | 4                            | 右                           | N・ベラスケス                | 右                           | Ed・リベラJo・モラレスJ・エスカーラV・マシンEm・リベラJa・ロペスD・オルティーズB・トーレスN・ベラスケスD・スミスJr. |
| 5                      | DH                     | E・ミランダ            | 右                     | L・ラミレスM・ノボアR・リードJe・ロペスC・カスバートS・レイトンJ・モンテスJ・リチャーズF・ペゲーロE・ミランダ | 5                            | 左                           | D・オルティーズ              | 左                           | Ed・リベラJo・モラレスJ・エスカーラV・マシンEm・リベラJa・ロペスD・オルティーズB・トーレスN・ベラスケスD・スミスJr. |
| 6                      | 捕                     | M・ノボア              | 右                     | L・ラミレスM・ノボアR・リードJe・ロペスC・カスバートS・レイトンJ・モンテスJ・リチャーズF・ペゲーロE・ミランダ | 6                            | 捕                           | Jo・モラレス                 | 右                           | Ed・リベラJo・モラレスJ・エスカーラV・マシンEm・リベラJa・ロペスD・オルティーズB・トーレスN・ベラスケスD・スミスJr. |
| 7                      | 三                     | C・カスバート          | 右                     | L・ラミレスM・ノボアR・リードJe・ロペスC・カスバートS・レイトンJ・モンテスJ・リチャーズF・ペゲーロE・ミランダ | 7                            | 三                           | Em・リベラ                   | 右                           | Ed・リベラJo・モラレスJ・エスカーラV・マシンEm・リベラJa・ロペスD・オルティーズB・トーレスN・ベラスケスD・スミスJr. |
| 8                      | 二                     | Je・ロペス             | 右                     | L・ラミレスM・ノボアR・リードJe・ロペスC・カスバートS・レイトンJ・モンテスJ・リチャーズF・ペゲーロE・ミランダ | 8                            | DH                           | D・スミスJr.                 | 左                           | Ed・リベラJo・モラレスJ・エスカーラV・マシンEm・リベラJa・ロペスD・オルティーズB・トーレスN・ベラスケスD・スミスJr. |
| 9                      | 左                     | J・モンテス            | 両                     | L・ラミレスM・ノボアR・リードJe・ロペスC・カスバートS・レイトンJ・モンテスJ・リチャーズF・ペゲーロE・ミランダ | 9                            | 遊                           | Ja・ロペス                   | 右                           | Ed・リベラJo・モラレスJ・エスカーラV・マシンEm・リベラJa・ロペスD・オルティーズB・トーレスN・ベラスケスD・スミスJr. |
| 先発投手               | 先発投手               | 先発投手               | 投球                   | L・ラミレスM・ノボアR・リードJe・ロペスC・カスバートS・レイトンJ・モンテスJ・リチャーズF・ペゲーロE・ミランダ | 先発投手                     | 先発投手                     | 先発投手                     | 投球                         | Ed・リベラJo・モラレスJ・エスカーラV・マシンEm・リベラJa・ロペスD・オルティーズB・トーレスN・ベラスケスD・スミスJr. |
| L・ラミレス            | L・ラミレス            | L・ラミレス            | 右                     | L・ラミレスM・ノボアR・リードJe・ロペスC・カスバートS・レイトンJ・モンテスJ・リチャーズF・ペゲーロE・ミランダ | Ed・リベラ                   | Ed・リベラ                   | Ed・リベラ                   | 右                           | Ed・リベラJo・モラレスJ・エスカーラV・マシンEm・リベラJa・ロペスD・オルティーズB・トーレスN・ベラスケスD・スミスJr. |

第2試合
|                                                   | 1 | 2 | 3 | 4 | 5 | 6 | 7 | 8 | 9 | R | H  | E |
| ------------------------------------------------- | - | - | - | - | - | - | - | - | - | - | -- | - |
| キュラソー・サンズ（CUW、1勝0敗）                 | 0 | 0 | 3 | 0 | 0 | 2 | 0 | 1 | 0 | 6 | 10 | 0 |
| ナランヘーロス・デ・エルモシージョ（MEX、0勝1敗） | 0 | 2 | 0 | 0 | 0 | 0 | 0 | 0 | 3 | 5 | 7  | 0 |

1. 勝利：ケビン・ケリー（1勝）
2. セーブ：アンソニー・ヘレーラ（1S）
3. 敗戦：マニー・バレダ（1敗）
4. 本塁打
CUW：ジョナサン・スコープ1号ソロ、アデマー・リファエラ1号ソロ、ウラディミール・バレンティン1号ソロ
MEX：アーロン・アルテール1号ソロ、フリアン・オルネラス1号ソロ・2号2ラン
5. 審判
［球審］レイ・バレーロ
［塁審］一塁: ジョナタン・パーラ、二塁: ラウル・モレノ、三塁: ケルビス・ベレス
6. 試合開始時刻: 東部標準時（UTC-5）午後3時35分  試合時間: 2時間45分  観客: 5763人  気温: 72°F（22.2°C）
詳細: Serie del Caribe（スペイン語） / MLB.com Gameday（英語） / ESPN.com（英語）

| キュラソー・サンズ | キュラソー・サンズ | キュラソー・サンズ | キュラソー・サンズ | キュラソー・サンズ | ナランヘーロス・デ・エルモシージョ | ナランヘーロス・デ・エルモシージョ | ナランヘーロス・デ・エルモシージョ | ナランヘーロス・デ・エルモシージョ | ナランヘーロス・デ・エルモシージョ                                                                                      |
| ------------------ | ------------------ | ------------------ | ------------------ | --- | ---------------------------------- | ---------------------------------- | ---------------------------------- | ---------------------------------- | --- |
| 打順               | 守備               | 選手               | 打席               | C・ミンシーH・クレメンティナS・スコープJ・スコープD・グレゴリ · ウスA・シモンズR・バーナ · ディーナJuri・プロファーW・バレンティンA・リファエラ | 打順                               | 守備                               | 選手                               | 打席                               | M・バレダA・ウィルソンB・ブラッド · リーI・ロペスA・ムリーヨJ・ガンボアA・アルテールJ・カルドナJ・オルネラスR・ペーニャ |
| 1                  | 左                 | R・バーナディーナ  | 左                 | C・ミンシーH・クレメンティナS・スコープJ・スコープD・グレゴリ · ウスA・シモンズR・バーナ · ディーナJuri・プロファーW・バレンティンA・リファエラ | 1                                  | 中                                 | J・カルドナ                        | 右                                 | M・バレダA・ウィルソンB・ブラッド · リーI・ロペスA・ムリーヨJ・ガンボアA・アルテールJ・カルドナJ・オルネラスR・ペーニャ |
| 2                  | 中                 | Juri・プロファー   | 両                 | C・ミンシーH・クレメンティナS・スコープJ・スコープD・グレゴリ · ウスA・シモンズR・バーナ · ディーナJuri・プロファーW・バレンティンA・リファエラ | 2                                  | DH                                 | R・ペーニャ                        | 両                                 | M・バレダA・ウィルソンB・ブラッド · リーI・ロペスA・ムリーヨJ・ガンボアA・アルテールJ・カルドナJ・オルネラスR・ペーニャ |
| 3                  | 三                 | D・グレゴリウス    | 左                 | C・ミンシーH・クレメンティナS・スコープJ・スコープD・グレゴリ · ウスA・シモンズR・バーナ · ディーナJuri・プロファーW・バレンティンA・リファエラ | 3                                  | 一                                 | B・ブラッドリー                    | 左                                 | M・バレダA・ウィルソンB・ブラッド · リーI・ロペスA・ムリーヨJ・ガンボアA・アルテールJ・カルドナJ・オルネラスR・ペーニャ |
| 4                  | 二                 | J・スコープ        | 右                 | C・ミンシーH・クレメンティナS・スコープJ・スコープD・グレゴリ · ウスA・シモンズR・バーナ · ディーナJuri・プロファーW・バレンティンA・リファエラ | 4                                  | 左                                 | A・アルテール                      | 右                                 | M・バレダA・ウィルソンB・ブラッド · リーI・ロペスA・ムリーヨJ・ガンボアA・アルテールJ・カルドナJ・オルネラスR・ペーニャ |
| 5                  | DH                 | A・リファエラ      | 左                 | C・ミンシーH・クレメンティナS・スコープJ・スコープD・グレゴリ · ウスA・シモンズR・バーナ · ディーナJuri・プロファーW・バレンティンA・リファエラ | 5                                  | 右                                 | J・オルネラス                      | 左                                 | M・バレダA・ウィルソンB・ブラッド · リーI・ロペスA・ムリーヨJ・ガンボアA・アルテールJ・カルドナJ・オルネラスR・ペーニャ |
| 6                  | 右                 | W・バレンティン    | 右                 | C・ミンシーH・クレメンティナS・スコープJ・スコープD・グレゴリ · ウスA・シモンズR・バーナ · ディーナJuri・プロファーW・バレンティンA・リファエラ | 6                                  | 三                                 | A・ムリーヨ                        | 右                                 | M・バレダA・ウィルソンB・ブラッド · リーI・ロペスA・ムリーヨJ・ガンボアA・アルテールJ・カルドナJ・オルネラスR・ペーニャ |
| 7                  | 一                 | S・スコープ        | 右                 | C・ミンシーH・クレメンティナS・スコープJ・スコープD・グレゴリ · ウスA・シモンズR・バーナ · ディーナJuri・プロファーW・バレンティンA・リファエラ | 7                                  | 遊                                 | J・ガンボア                        | 左                                 | M・バレダA・ウィルソンB・ブラッド · リーI・ロペスA・ムリーヨJ・ガンボアA・アルテールJ・カルドナJ・オルネラスR・ペーニャ |
| 8                  | 捕                 | H・クレメンティナ  | 右                 | C・ミンシーH・クレメンティナS・スコープJ・スコープD・グレゴリ · ウスA・シモンズR・バーナ · ディーナJuri・プロファーW・バレンティンA・リファエラ | 8                                  | 捕                                 | A・ウィルソン                      | 右                                 | M・バレダA・ウィルソンB・ブラッド · リーI・ロペスA・ムリーヨJ・ガンボアA・アルテールJ・カルドナJ・オルネラスR・ペーニャ |
| 9                  | 遊                 | A・シモンズ        | 右                 | C・ミンシーH・クレメンティナS・スコープJ・スコープD・グレゴリ · ウスA・シモンズR・バーナ · ディーナJuri・プロファーW・バレンティンA・リファエラ | 9                                  | 二                                 | I・ロペス                          | 左                                 | M・バレダA・ウィルソンB・ブラッド · リーI・ロペスA・ムリーヨJ・ガンボアA・アルテールJ・カルドナJ・オルネラスR・ペーニャ |
| 先発投手           | 先発投手           | 先発投手           | 投球               | C・ミンシーH・クレメンティナS・スコープJ・スコープD・グレゴリ · ウスA・シモンズR・バーナ · ディーナJuri・プロファーW・バレンティンA・リファエラ | 先発投手                           | 先発投手                           | 先発投手                           | 投球                               | M・バレダA・ウィルソンB・ブラッド · リーI・ロペスA・ムリーヨJ・ガンボアA・アルテールJ・カルドナJ・オルネラスR・ペーニャ |
| C・ミンシー        | C・ミンシー        | C・ミンシー        | 右                 | C・ミンシーH・クレメンティナS・スコープJ・スコープD・グレゴリ · ウスA・シモンズR・バーナ · ディーナJuri・プロファーW・バレンティンA・リファエラ | M・バレダ                          | M・バレダ                          | M・バレダ                          | 右                                 | M・バレダA・ウィルソンB・ブラッド · リーI・ロペスA・ムリーヨJ・ガンボアA・アルテールJ・カルドナJ・オルネラスR・ペーニャ |

第3試合
|                                               | 1 | 2 | 3 | 4 | 5 | 6 | 7 | 8 | 9 | R | H  | E |
| --------------------------------------------- | - | - | - | - | - | - | - | - | - | - | -- | - |
| ティブロネス・デ・ラ・グアイラ（VEN、1勝0敗） | 0 | 0 | 1 | 0 | 0 | 1 | 0 | 1 | 0 | 3 | 10 | 1 |
| ティグレス・デル・リセイ（DOM、0勝1敗）       | 0 | 0 | 0 | 0 | 0 | 1 | 0 | 0 | 0 | 1 | 6  | 0 |

1. 勝利：ミゲル・ロメロ（1勝）
2. セーブ：アーナルド・ヘルナンデス（1S）
3. 敗戦：ラウル・バルデス（1敗）
4. 本塁打
VEN：ヤシエル・プイグ1号ソロ
5. 審判
［球審］ロバート・ヌネス
［塁審］一塁: マイケル・サラサー、二塁: ビンセント・モラレス、三塁: アーロン・レイバ
6. 試合開始時刻: 東部標準時（UTC-5）午後8時35分  試合時間: 2時間45分  観客: 2万7338人  気温: 72°F（22.2°C）
詳細: Serie del Caribe（スペイン語） / MLB.com Gameday（英語） / ESPN.com（英語）

| ティブロネス・デ・ラ・グアイラ | ティブロネス・デ・ラ・グアイラ | ティブロネス・デ・ラ・グアイラ | ティブロネス・デ・ラ・グアイラ | ティブロネス・デ・ラ・グアイラ                                                                                     | ティグレス・デル・リセイ | ティグレス・デル・リセイ | ティグレス・デル・リセイ | ティグレス・デル・リセイ | ティグレス・デル・リセイ                                                                                                   |
| ------------------------------ | ------------------------------ | ------------------------------ | ------------------------------ | --- | ------------------------ | ------------------------ | ------------------------ | ------------------------ | --- |
| 打順                           | 守備                           | 選手                           | 打席                           | M・ロメロL・トレンズL・レジナットA・エスコバーH・ペレスE・アドリアンサY・プイグA・アマリスタR・フローレスW・ラモス | 打順                     | 守備                     | 選手                     | 打席                     | R・バルデスW・リーバスR・ヘルナン · デスR・カノD・ルーゴSe・アルカンタラY・ヘルナンデスE・ボニファシオJ・レイクG・ヌニェス |
| 1                              | 中                             | A・アマリスタ                  | 左                             | M・ロメロL・トレンズL・レジナットA・エスコバーH・ペレスE・アドリアンサY・プイグA・アマリスタR・フローレスW・ラモス | 1                        | 中                       | E・ボニファシオ          | 両                       | R・バルデスW・リーバスR・ヘルナン · デスR・カノD・ルーゴSe・アルカンタラY・ヘルナンデスE・ボニファシオJ・レイクG・ヌニェス |
| 2                              | 二                             | A・エスコバー                  | 右                             | M・ロメロL・トレンズL・レジナットA・エスコバーH・ペレスE・アドリアンサY・プイグA・アマリスタR・フローレスW・ラモス | 2                        | DH                       | G・ヌニェス              | 両                       | R・バルデスW・リーバスR・ヘルナン · デスR・カノD・ルーゴSe・アルカンタラY・ヘルナンデスE・ボニファシオJ・レイクG・ヌニェス |
| 3                              | 三                             | H・ペレス                      | 右                             | M・ロメロL・トレンズL・レジナットA・エスコバーH・ペレスE・アドリアンサY・プイグA・アマリスタR・フローレスW・ラモス | 3                        | 二                       | R・カノ                  | 左                       | R・バルデスW・リーバスR・ヘルナン · デスR・カノD・ルーゴSe・アルカンタラY・ヘルナンデスE・ボニファシオJ・レイクG・ヌニェス |
| 4                              | 左                             | Y・プイグ                      | 右                             | M・ロメロL・トレンズL・レジナットA・エスコバーH・ペレスE・アドリアンサY・プイグA・アマリスタR・フローレスW・ラモス | 4                        | 一                       | R・ヘルナンデス          | 右                       | R・バルデスW・リーバスR・ヘルナン · デスR・カノD・ルーゴSe・アルカンタラY・ヘルナンデスE・ボニファシオJ・レイクG・ヌニェス |
| 5                              | DH                             | W・ラモス                      | 右                             | M・ロメロL・トレンズL・レジナットA・エスコバーH・ペレスE・アドリアンサY・プイグA・アマリスタR・フローレスW・ラモス | 5                        | 左                       | Y・ヘルナンデス          | 左                       | R・バルデスW・リーバスR・ヘルナン · デスR・カノD・ルーゴSe・アルカンタラY・ヘルナンデスE・ボニファシオJ・レイクG・ヌニェス |
| 6                              | 捕                             | L・トレンズ                    | 右                             | M・ロメロL・トレンズL・レジナットA・エスコバーH・ペレスE・アドリアンサY・プイグA・アマリスタR・フローレスW・ラモス | 6                        | 右                       | J・レイク                | 右                       | R・バルデスW・リーバスR・ヘルナン · デスR・カノD・ルーゴSe・アルカンタラY・ヘルナンデスE・ボニファシオJ・レイクG・ヌニェス |
| 7                              | 右                             | R・フローレス                  | 左                             | M・ロメロL・トレンズL・レジナットA・エスコバーH・ペレスE・アドリアンサY・プイグA・アマリスタR・フローレスW・ラモス | 7                        | 三                       | D・ルーゴ                | 右                       | R・バルデスW・リーバスR・ヘルナン · デスR・カノD・ルーゴSe・アルカンタラY・ヘルナンデスE・ボニファシオJ・レイクG・ヌニェス |
| 8                              | 一                             | L・レジナット                  | 右                             | M・ロメロL・トレンズL・レジナットA・エスコバーH・ペレスE・アドリアンサY・プイグA・アマリスタR・フローレスW・ラモス | 8                        | 捕                       | W・リーバス              | 右                       | R・バルデスW・リーバスR・ヘルナン · デスR・カノD・ルーゴSe・アルカンタラY・ヘルナンデスE・ボニファシオJ・レイクG・ヌニェス |
| 9                              | 遊                             | E・アドリアンサ                | 両                             | M・ロメロL・トレンズL・レジナットA・エスコバーH・ペレスE・アドリアンサY・プイグA・アマリスタR・フローレスW・ラモス | 9                        | 遊                       | Se・アルカンタラ         | 両                       | R・バルデスW・リーバスR・ヘルナン · デスR・カノD・ルーゴSe・アルカンタラY・ヘルナンデスE・ボニファシオJ・レイクG・ヌニェス |
| 先発投手                       | 先発投手                       | 先発投手                       | 投球                           | M・ロメロL・トレンズL・レジナットA・エスコバーH・ペレスE・アドリアンサY・プイグA・アマリスタR・フローレスW・ラモス | 先発投手                 | 先発投手                 | 先発投手                 | 投球                     | R・バルデスW・リーバスR・ヘルナン · デスR・カノD・ルーゴSe・アルカンタラY・ヘルナンデスE・ボニファシオJ・レイクG・ヌニェス |
| M・ロメロ                      | M・ロメロ                      | M・ロメロ                      | 右                             | M・ロメロL・トレンズL・レジナットA・エスコバーH・ペレスE・アドリアンサY・プイグA・アマリスタR・フローレスW・ラモス | R・バルデス              | R・バルデス              | R・バルデス              | 左                       | R・バルデスW・リーバスR・ヘルナン · デスR・カノD・ルーゴSe・アルカンタラY・ヘルナンデスE・ボニファシオJ・レイクG・ヌニェス |

#### 2日目 2月2日
第1試合
|                                           | 1 | 2 | 3 | 4 | 5 | 6 | 7 | 8 | 9 | R | H  | E |
| ----------------------------------------- | - | - | - | - | - | - | - | - | - | - | -- | - |
| フェデラーレス・デ・チリキ（PAN、1勝0敗） | 0 | 0 | 1 | 0 | 1 | 3 | 1 | 1 | 0 | 7 | 10 | 0 |
| キュラソー・サンズ（CUW、1勝1敗）         | 0 | 0 | 0 | 1 | 0 | 1 | 0 | 0 | 1 | 3 | 9  | 1 |

1. 勝利：ロナルド・ラミレス（1勝）
2. 敗戦：J.C.スルバラン（1敗）
3. 本塁打
PAN：イバン・ヘレーラ1号ソロ
CUW：ウラディミール・バレンティン2号ソロ
4. 審判
［球審］ヒルベルト・マイエル
［塁審］一塁: ハーリー・アコスタ、二塁: アーロン・レイバ、三塁: ガブリエル・アルフォンソ
5. 試合開始時刻: 東部標準時（UTC-5）午前10時33分  試合時間: 3時間23分  観客: 4887人  気温: 72°F（22.2°C）
詳細: Serie del Caribe（スペイン語） / MLB.com Gameday（英語） / ESPN.com（英語）

| フェデラーレス・デ・チリキ | フェデラーレス・デ・チリキ | フェデラーレス・デ・チリキ | フェデラーレス・デ・チリキ | フェデラーレス・デ・チリキ                                                                                         | キュラソー・サンズ | キュラソー・サンズ | キュラソー・サンズ | キュラソー・サンズ | キュラソー・サンズ |
| -------------------------- | -------------------------- | -------------------------- | -------------------------- | --- | ------------------ | ------------------ | ------------------ | ------------------ | --- |
| 打順                       | 守備                       | 選手                       | 打席                       | H・アラウスC・ベタンコートJ・アルナエスJ・ライトJ・カマルゴR・テハダA・コードバJ・サントスR・セスペデスI・ヘレーラ | 打順               | 守備               | 選手               | 打席               | J・スルバランH・クレメンティナJure・プロ · ファーJ・スコープS・スコープD・グレゴリウスR・バーナ · ディーナJuri・プロファーA・リファエラW・バレンティン |
| 1                          | 二                         | J・ライト                  | 右                         | H・アラウスC・ベタンコートJ・アルナエスJ・ライトJ・カマルゴR・テハダA・コードバJ・サントスR・セスペデスI・ヘレーラ | 1                  | 左                 | R・バーナディーナ  | 左                 | J・スルバランH・クレメンティナJure・プロ · ファーJ・スコープS・スコープD・グレゴリウスR・バーナ · ディーナJuri・プロファーA・リファエラW・バレンティン |
| 2                          | 左                         | A・コードバ                | 右                         | H・アラウスC・ベタンコートJ・アルナエスJ・ライトJ・カマルゴR・テハダA・コードバJ・サントスR・セスペデスI・ヘレーラ | 2                  | 中                 | Juri・プロファー   | 両                 | J・スルバランH・クレメンティナJure・プロ · ファーJ・スコープS・スコープD・グレゴリウスR・バーナ · ディーナJuri・プロファーA・リファエラW・バレンティン |
| 3                          | DH                         | I・ヘレーラ                | 右                         | H・アラウスC・ベタンコートJ・アルナエスJ・ライトJ・カマルゴR・テハダA・コードバJ・サントスR・セスペデスI・ヘレーラ | 3                  | 遊                 | D・グレゴリウス    | 左                 | J・スルバランH・クレメンティナJure・プロ · ファーJ・スコープS・スコープD・グレゴリウスR・バーナ · ディーナJuri・プロファーA・リファエラW・バレンティン |
| 4                          | 捕                         | C・ベタンコート            | 右                         | H・アラウスC・ベタンコートJ・アルナエスJ・ライトJ・カマルゴR・テハダA・コードバJ・サントスR・セスペデスI・ヘレーラ | 4                  | 二                 | J・スコープ        | 右                 | J・スルバランH・クレメンティナJure・プロ · ファーJ・スコープS・スコープD・グレゴリウスR・バーナ · ディーナJuri・プロファーA・リファエラW・バレンティン |
| 5                          | 遊                         | R・テハダ                  | 右                         | H・アラウスC・ベタンコートJ・アルナエスJ・ライトJ・カマルゴR・テハダA・コードバJ・サントスR・セスペデスI・ヘレーラ | 5                  | 右                 | A・リファエラ      | 左                 | J・スルバランH・クレメンティナJure・プロ · ファーJ・スコープS・スコープD・グレゴリウスR・バーナ · ディーナJuri・プロファーA・リファエラW・バレンティン |
| 6                          | 三                         | J・カマルゴ                | 両                         | H・アラウスC・ベタンコートJ・アルナエスJ・ライトJ・カマルゴR・テハダA・コードバJ・サントスR・セスペデスI・ヘレーラ | 6                  | DH                 | W・バレンティン    | 右                 | J・スルバランH・クレメンティナJure・プロ · ファーJ・スコープS・スコープD・グレゴリウスR・バーナ · ディーナJuri・プロファーA・リファエラW・バレンティン |
| 7                          | 一                         | J・アルナエス              | 右                         | H・アラウスC・ベタンコートJ・アルナエスJ・ライトJ・カマルゴR・テハダA・コードバJ・サントスR・セスペデスI・ヘレーラ | 7                  | 三                 | S・スコープ        | 右                 | J・スルバランH・クレメンティナJure・プロ · ファーJ・スコープS・スコープD・グレゴリウスR・バーナ · ディーナJuri・プロファーA・リファエラW・バレンティン |
| 8                          | 中                         | J・サントス                | 右                         | H・アラウスC・ベタンコートJ・アルナエスJ・ライトJ・カマルゴR・テハダA・コードバJ・サントスR・セスペデスI・ヘレーラ | 8                  | 一                 | Jure・プロファー   | 右                 | J・スルバランH・クレメンティナJure・プロ · ファーJ・スコープS・スコープD・グレゴリウスR・バーナ · ディーナJuri・プロファーA・リファエラW・バレンティン |
| 9                          | 右                         | R・セスペデス              | 左                         | H・アラウスC・ベタンコートJ・アルナエスJ・ライトJ・カマルゴR・テハダA・コードバJ・サントスR・セスペデスI・ヘレーラ | 9                  | 捕                 | H・クレメンティナ  | 右                 | J・スルバランH・クレメンティナJure・プロ · ファーJ・スコープS・スコープD・グレゴリウスR・バーナ · ディーナJuri・プロファーA・リファエラW・バレンティン |
| 先発投手                   | 先発投手                   | 先発投手                   | 投球                       | H・アラウスC・ベタンコートJ・アルナエスJ・ライトJ・カマルゴR・テハダA・コードバJ・サントスR・セスペデスI・ヘレーラ | 先発投手           | 先発投手           | 先発投手           | 投球               | J・スルバランH・クレメンティナJure・プロ · ファーJ・スコープS・スコープD・グレゴリウスR・バーナ · ディーナJuri・プロファーA・リファエラW・バレンティン |
| H・アラウス                | H・アラウス                | H・アラウス                | 右                         | H・アラウスC・ベタンコートJ・アルナエスJ・ライトJ・カマルゴR・テハダA・コードバJ・サントスR・セスペデスI・ヘレーラ | J・スルバラン      | J・スルバラン      | J・スルバラン      | 右                 | J・スルバランH・クレメンティナJure・プロ · ファーJ・スコープS・スコープD・グレゴリウスR・バーナ · ディーナJuri・プロファーA・リファエラW・バレンティン |

第2試合
|                                         | 1 | 2 | 3 | 4 | 5 | 6 | 7 | 8 | 9 | R | H  | E |
| --------------------------------------- | - | - | - | - | - | - | - | - | - | - | -- | - |
| ティグレス・デル・リセイ（DOM、1勝1敗） | 0 | 1 | 0 | 0 | 1 | 0 | 1 | 2 | 0 | 5 | 10 | 1 |
| ヒガンテス・デ・リバス（NIC、0勝2敗）   | 1 | 0 | 0 | 2 | 1 | 0 | 0 | 0 | 0 | 4 | 11 | 2 |

1. 勝利：ネフタリ・フェリス（1勝）
2. セーブ：ハイロ・アセンシオ（1S）
3. 敗戦：エウクリデス・レイエル（1敗）
4. 本塁打
NIC：エマヌエル・ガルシア1号ソロ
5. 審判
［球審］マイケル・サラサー
［塁審］一塁: ビンセント・モラレス、二塁: ケルビス・ベレス、三塁: イバン・メルカド
6. 試合開始時刻: 東部標準時（UTC-5）午後3時31分  試合時間: 3時間15分  観客: 1万710人  気温: 72°F（22.2°C）
詳細: Serie del Caribe（スペイン語） / MLB.com Gameday（英語） / ESPN.com（英語）

| ティグレス・デル・リセイ | ティグレス・デル・リセイ | ティグレス・デル・リセイ | ティグレス・デル・リセイ | ティグレス・デル・リセイ                                                                                          | ヒガンテス・デ・リバス | ヒガンテス・デ・リバス | ヒガンテス・デ・リバス | ヒガンテス・デ・リバス | ヒガンテス・デ・リバス                                                                                         |
| ------------------------ | ------------------------ | ------------------------ | ------------------------ | --- | ---------------------- | ---------------------- | ---------------------- | ---------------------- | --- |
| 打順                     | 守備                     | 選手                     | 打席                     | B・ホールW・リーバスR・ヘルナン · デスL・ガルシアD・ルーゴG・ヌニェスH・ロドリゲスE・ボニファシオJ・レイクR・カノ | 打順                   | 守備                   | 選手                   | 打席                   | Y・ネグリンM・ノボアR・リードE・ガルシアC・カスバートB・アレグリアN・バレJ・リチャーズF・ペゲーロO・メンドーサ |
| 1                        | 中                       | E・ボニファシオ          | 両                       | B・ホールW・リーバスR・ヘルナン · デスL・ガルシアD・ルーゴG・ヌニェスH・ロドリゲスE・ボニファシオJ・レイクR・カノ | 1                      | 中                     | J・リチャーズ          | 左                     | Y・ネグリンM・ノボアR・リードE・ガルシアC・カスバートB・アレグリアN・バレJ・リチャーズF・ペゲーロO・メンドーサ |
| 2                        | 遊                       | G・ヌニェス              | 両                       | B・ホールW・リーバスR・ヘルナン · デスL・ガルシアD・ルーゴG・ヌニェスH・ロドリゲスE・ボニファシオJ・レイクR・カノ | 2                      | 二                     | E・ガルシア            | 右                     | Y・ネグリンM・ノボアR・リードE・ガルシアC・カスバートB・アレグリアN・バレJ・リチャーズF・ペゲーロO・メンドーサ |
| 3                        | DH                       | R・カノ                  | 左                       | B・ホールW・リーバスR・ヘルナン · デスL・ガルシアD・ルーゴG・ヌニェスH・ロドリゲスE・ボニファシオJ・レイクR・カノ | 3                      | 右                     | F・ペゲーロ            | 右                     | Y・ネグリンM・ノボアR・リードE・ガルシアC・カスバートB・アレグリアN・バレJ・リチャーズF・ペゲーロO・メンドーサ |
| 4                        | 一                       | R・ヘルナンデス          | 右                       | B・ホールW・リーバスR・ヘルナン · デスL・ガルシアD・ルーゴG・ヌニェスH・ロドリゲスE・ボニファシオJ・レイクR・カノ | 4                      | 一                     | R・リード              | 右                     | Y・ネグリンM・ノボアR・リードE・ガルシアC・カスバートB・アレグリアN・バレJ・リチャーズF・ペゲーロO・メンドーサ |
| 5                        | 左                       | H・ロドリゲス            | 左                       | B・ホールW・リーバスR・ヘルナン · デスL・ガルシアD・ルーゴG・ヌニェスH・ロドリゲスE・ボニファシオJ・レイクR・カノ | 5                      | 三                     | C・カスバート          | 右                     | Y・ネグリンM・ノボアR・リードE・ガルシアC・カスバートB・アレグリアN・バレJ・リチャーズF・ペゲーロO・メンドーサ |
| 6                        | 三                       | D・ルーゴ                | 右                       | B・ホールW・リーバスR・ヘルナン · デスL・ガルシアD・ルーゴG・ヌニェスH・ロドリゲスE・ボニファシオJ・レイクR・カノ | 6                      | 捕                     | M・ノボア              | 右                     | Y・ネグリンM・ノボアR・リードE・ガルシアC・カスバートB・アレグリアN・バレJ・リチャーズF・ペゲーロO・メンドーサ |
| 7                        | 右                       | J・レイク                | 右                       | B・ホールW・リーバスR・ヘルナン · デスL・ガルシアD・ルーゴG・ヌニェスH・ロドリゲスE・ボニファシオJ・レイクR・カノ | 7                      | DH                     | O・メンドーサ          | 右                     | Y・ネグリンM・ノボアR・リードE・ガルシアC・カスバートB・アレグリアN・バレJ・リチャーズF・ペゲーロO・メンドーサ |
| 8                        | 捕                       | W・リーバス              | 右                       | B・ホールW・リーバスR・ヘルナン · デスL・ガルシアD・ルーゴG・ヌニェスH・ロドリゲスE・ボニファシオJ・レイクR・カノ | 8                      | 左                     | N・バレ                | 左                     | Y・ネグリンM・ノボアR・リードE・ガルシアC・カスバートB・アレグリアN・バレJ・リチャーズF・ペゲーロO・メンドーサ |
| 9                        | 二                       | L・ガルシア              | 両                       | B・ホールW・リーバスR・ヘルナン · デスL・ガルシアD・ルーゴG・ヌニェスH・ロドリゲスE・ボニファシオJ・レイクR・カノ | 9                      | 遊                     | B・アレグリア          | 右                     | Y・ネグリンM・ノボアR・リードE・ガルシアC・カスバートB・アレグリアN・バレJ・リチャーズF・ペゲーロO・メンドーサ |
| 先発投手                 | 先発投手                 | 先発投手                 | 投球                     | B・ホールW・リーバスR・ヘルナン · デスL・ガルシアD・ルーゴG・ヌニェスH・ロドリゲスE・ボニファシオJ・レイクR・カノ | 先発投手               | 先発投手               | 先発投手               | 投球                   | Y・ネグリンM・ノボアR・リードE・ガルシアC・カスバートB・アレグリアN・バレJ・リチャーズF・ペゲーロO・メンドーサ |
| B・ホール                | B・ホール                | B・ホール                | 右                       | B・ホールW・リーバスR・ヘルナン · デスL・ガルシアD・ルーゴG・ヌニェスH・ロドリゲスE・ボニファシオJ・レイクR・カノ | Y・ネグリン            | Y・ネグリン            | Y・ネグリン            | 右                     | Y・ネグリンM・ノボアR・リードE・ガルシアC・カスバートB・アレグリアN・バレJ・リチャーズF・ペゲーロO・メンドーサ |

第3試合
|                                                   | 1 | 2 | 3 | 4 | 5 | 6 | 7 | 8 | 9 | R | H | E |
| ------------------------------------------------- | - | - | - | - | - | - | - | - | - | - | - | - |
| クリオージョス・デ・カグアス（PUR、2勝0敗）       | 0 | 0 | 0 | 0 | 2 | 0 | 0 | 0 | 0 | 2 | 5 | 2 |
| ナランヘーロス・デ・エルモシージョ（MEX、0勝2敗） | 0 | 0 | 0 | 0 | 0 | 0 | 0 | 0 | 0 | 0 | 4 | 0 |

1. 勝利：アンヘル・レイエス（1勝）
2. セーブ：チャベス・フェルナンダー（1S）
3. 敗戦：オドリサメル・デスパイネ（1敗）
4. 審判
［球審］ラウル・モレノ
［塁審］一塁: ユニオール・トーレス、二塁: ジョナタン・パーラ、三塁: リカルド・カポイス
5. 試合開始時刻: 東部標準時（UTC-5）午後8時33分  試合時間: 3時間10分  観客: 1万1816人  気温: 72°F（22.2°C）
詳細: Serie del Caribe（スペイン語） / MLB.com Gameday（英語） / ESPN.com（英語）

| クリオージョス・デ・カグアス | クリオージョス・デ・カグアス | クリオージョス・デ・カグアス | クリオージョス・デ・カグアス | クリオージョス・デ・カグアス                                                                                      | ナランヘーロス・デ・エルモシージョ | ナランヘーロス・デ・エルモシージョ | ナランヘーロス・デ・エルモシージョ | ナランヘーロス・デ・エルモシージョ | ナランヘーロス・デ・エルモシージョ                                                                                          |
| ---------------------------- | ---------------------------- | ---------------------------- | ---------------------------- | --- | ---------------------------------- | ---------------------------------- | ---------------------------------- | ---------------------------------- | --- |
| 打順                         | 守備                         | 選手                         | 打席                         | A・サナビアJo・モラレスJ・エスカーラV・マシンEm・リベラJa・ロペスD・オルティーズB・トーレスH・ラモスN・ベラスケス | 打順                               | 守備                               | 選手                               | 打席                               | O・デスパイネA・ウィルソンB・ブラッド · リーI・ロペスA・ムリーヨJ・ガンボアA・アルテールJ・カルドナJ・オルネラスR・ペーニャ |
| 1                            | 中                           | B・トーレス                  | 左                           | A・サナビアJo・モラレスJ・エスカーラV・マシンEm・リベラJa・ロペスD・オルティーズB・トーレスH・ラモスN・ベラスケス | 1                                  | 中                                 | J・カルドナ                        | 右                                 | O・デスパイネA・ウィルソンB・ブラッド · リーI・ロペスA・ムリーヨJ・ガンボアA・アルテールJ・カルドナJ・オルネラスR・ペーニャ |
| 2                            | 二                           | V・マシン                    | 左                           | A・サナビアJo・モラレスJ・エスカーラV・マシンEm・リベラJa・ロペスD・オルティーズB・トーレスH・ラモスN・ベラスケス | 2                                  | DH                                 | R・ペーニャ                        | 両                                 | O・デスパイネA・ウィルソンB・ブラッド · リーI・ロペスA・ムリーヨJ・ガンボアA・アルテールJ・カルドナJ・オルネラスR・ペーニャ |
| 3                            | 一                           | J・エスカーラ                | 左                           | A・サナビアJo・モラレスJ・エスカーラV・マシンEm・リベラJa・ロペスD・オルティーズB・トーレスH・ラモスN・ベラスケス | 3                                  | 一                                 | B・ブラッドリー                    | 左                                 | O・デスパイネA・ウィルソンB・ブラッド · リーI・ロペスA・ムリーヨJ・ガンボアA・アルテールJ・カルドナJ・オルネラスR・ペーニャ |
| 4                            | DH                           | N・ベラスケス                | 右                           | A・サナビアJo・モラレスJ・エスカーラV・マシンEm・リベラJa・ロペスD・オルティーズB・トーレスH・ラモスN・ベラスケス | 4                                  | 左                                 | A・アルテール                      | 右                                 | O・デスパイネA・ウィルソンB・ブラッド · リーI・ロペスA・ムリーヨJ・ガンボアA・アルテールJ・カルドナJ・オルネラスR・ペーニャ |
| 5                            | 左                           | D・オルティーズ              | 左                           | A・サナビアJo・モラレスJ・エスカーラV・マシンEm・リベラJa・ロペスD・オルティーズB・トーレスH・ラモスN・ベラスケス | 5                                  | 右                                 | J・オルネラス                      | 左                                 | O・デスパイネA・ウィルソンB・ブラッド · リーI・ロペスA・ムリーヨJ・ガンボアA・アルテールJ・カルドナJ・オルネラスR・ペーニャ |
| 6                            | 右                           | H・ラモス                    | 右                           | A・サナビアJo・モラレスJ・エスカーラV・マシンEm・リベラJa・ロペスD・オルティーズB・トーレスH・ラモスN・ベラスケス | 6                                  | 三                                 | A・ムリーヨ                        | 右                                 | O・デスパイネA・ウィルソンB・ブラッド · リーI・ロペスA・ムリーヨJ・ガンボアA・アルテールJ・カルドナJ・オルネラスR・ペーニャ |
| 7                            | 捕                           | Jo・モラレス                 | 右                           | A・サナビアJo・モラレスJ・エスカーラV・マシンEm・リベラJa・ロペスD・オルティーズB・トーレスH・ラモスN・ベラスケス | 7                                  | 遊                                 | J・ガンボア                        | 左                                 | O・デスパイネA・ウィルソンB・ブラッド · リーI・ロペスA・ムリーヨJ・ガンボアA・アルテールJ・カルドナJ・オルネラスR・ペーニャ |
| 8                            | 三                           | Em・リベラ                   | 右                           | A・サナビアJo・モラレスJ・エスカーラV・マシンEm・リベラJa・ロペスD・オルティーズB・トーレスH・ラモスN・ベラスケス | 8                                  | 捕                                 | A・ウィルソン                      | 右                                 | O・デスパイネA・ウィルソンB・ブラッド · リーI・ロペスA・ムリーヨJ・ガンボアA・アルテールJ・カルドナJ・オルネラスR・ペーニャ |
| 9                            | 遊                           | Ja・ロペス                   | 右                           | A・サナビアJo・モラレスJ・エスカーラV・マシンEm・リベラJa・ロペスD・オルティーズB・トーレスH・ラモスN・ベラスケス | 9                                  | 二                                 | I・ロペス                          | 左                                 | O・デスパイネA・ウィルソンB・ブラッド · リーI・ロペスA・ムリーヨJ・ガンボアA・アルテールJ・カルドナJ・オルネラスR・ペーニャ |
| 先発投手                     | 先発投手                     | 先発投手                     | 投球                         | A・サナビアJo・モラレスJ・エスカーラV・マシンEm・リベラJa・ロペスD・オルティーズB・トーレスH・ラモスN・ベラスケス | 先発投手                           | 先発投手                           | 先発投手                           | 投球                               | O・デスパイネA・ウィルソンB・ブラッド · リーI・ロペスA・ムリーヨJ・ガンボアA・アルテールJ・カルドナJ・オルネラスR・ペーニャ |
| A・サナビア                  | A・サナビア                  | A・サナビア                  | 右                           | A・サナビアJo・モラレスJ・エスカーラV・マシンEm・リベラJa・ロペスD・オルティーズB・トーレスH・ラモスN・ベラスケス | O・デスパイネ                      | O・デスパイネ                      | O・デスパイネ                      | 右                                 | O・デスパイネA・ウィルソンB・ブラッド · リーI・ロペスA・ムリーヨJ・ガンボアA・アルテールJ・カルドナJ・オルネラスR・ペーニャ |

#### 3日目 2月3日
第1試合
|                                               | 1 | 2 | 3 | 4 | 5 | 6 | 7 | 8 | 9 | R | H | E |
| --------------------------------------------- | - | - | - | - | - | - | - | - | - | - | - | - |
| ティブロネス・デ・ラ・グアイラ（VEN、2勝0敗） | 2 | 0 | 2 | 0 | 0 | 0 | 0 | 0 | 0 | 4 | 7 | 0 |
| キュラソー・サンズ（CUW、1勝2敗）             | 0 | 1 | 1 | 0 | 0 | 0 | 0 | 0 | 0 | 2 | 6 | 0 |

1. 勝利：ルイス・マルティネス（1勝）
2. セーブ：アーナルド・ヘルナンデス（2S）
3. 敗戦：スコット・プリンス（1敗）
4. 本塁打
VEN：ラモン・フローレス1号2ラン
5. 審判
［球審］ケルビス・ベレス
［塁審］一塁: ロバート・ヌネス、二塁: ビンセント・モラレス、三塁: フェリックス・ネオン
6. 試合開始時刻: 東部標準時（UTC-5）午前10時33分  試合時間: 2時間58分  観客: 1万512人  気温: 72°F（22.2°C）
詳細: Serie del Caribe（スペイン語） / MLB.com Gameday（英語） / ESPN.com（英語）

| ティブロネス・デ・ラ・グアイラ | ティブロネス・デ・ラ・グアイラ | ティブロネス・デ・ラ・グアイラ | ティブロネス・デ・ラ・グアイラ | ティブロネス・デ・ラ・グアイラ                                                                                         | キュラソー・サンズ | キュラソー・サンズ | キュラソー・サンズ | キュラソー・サンズ | キュラソー・サンズ |
| ------------------------------ | ------------------------------ | ------------------------------ | ------------------------------ | --- | ------------------ | ------------------ | ------------------ | ------------------ | --- |
| 打順                           | 守備                           | 選手                           | 打席                           | L・マルティネスF・アルシアL・レジナットW・トーバーH・ペレスE・アドリアンサY・プイグA・アマリスタR・フローレスW・ラモス | 打順               | 守備               | 選手               | 打席               | S・プリンスH・クレメンティナS・スコープJ・スコープD・グレゴリ · ウスA・シモンズR・バーナ · ディーナJuri・プロファーA・リファエラW・バレンティン |
| 1                              | 中                             | A・アマリスタ                  | 左                             | L・マルティネスF・アルシアL・レジナットW・トーバーH・ペレスE・アドリアンサY・プイグA・アマリスタR・フローレスW・ラモス | 1                  | 左                 | R・バーナディーナ  | 左                 | S・プリンスH・クレメンティナS・スコープJ・スコープD・グレゴリ · ウスA・シモンズR・バーナ · ディーナJuri・プロファーA・リファエラW・バレンティン |
| 2                              | 二                             | W・トーバー                    | 右                             | L・マルティネスF・アルシアL・レジナットW・トーバーH・ペレスE・アドリアンサY・プイグA・アマリスタR・フローレスW・ラモス | 2                  | 中                 | Juri・プロファー   | 両                 | S・プリンスH・クレメンティナS・スコープJ・スコープD・グレゴリ · ウスA・シモンズR・バーナ · ディーナJuri・プロファーA・リファエラW・バレンティン |
| 3                              | 右                             | R・フローレス                  | 左                             | L・マルティネスF・アルシアL・レジナットW・トーバーH・ペレスE・アドリアンサY・プイグA・アマリスタR・フローレスW・ラモス | 3                  | 三                 | D・グレゴリウス    | 左                 | S・プリンスH・クレメンティナS・スコープJ・スコープD・グレゴリ · ウスA・シモンズR・バーナ · ディーナJuri・プロファーA・リファエラW・バレンティン |
| 4                              | 左                             | Y・プイグ                      | 右                             | L・マルティネスF・アルシアL・レジナットW・トーバーH・ペレスE・アドリアンサY・プイグA・アマリスタR・フローレスW・ラモス | 4                  | DH                 | W・バレンティン    | 右                 | S・プリンスH・クレメンティナS・スコープJ・スコープD・グレゴリ · ウスA・シモンズR・バーナ · ディーナJuri・プロファーA・リファエラW・バレンティン |
| 5                              | DH                             | W・ラモス                      | 右                             | L・マルティネスF・アルシアL・レジナットW・トーバーH・ペレスE・アドリアンサY・プイグA・アマリスタR・フローレスW・ラモス | 5                  | 右                 | A・リファエラ      | 左                 | S・プリンスH・クレメンティナS・スコープJ・スコープD・グレゴリ · ウスA・シモンズR・バーナ · ディーナJuri・プロファーA・リファエラW・バレンティン |
| 6                              | 三                             | H・ペレス                      | 右                             | L・マルティネスF・アルシアL・レジナットW・トーバーH・ペレスE・アドリアンサY・プイグA・アマリスタR・フローレスW・ラモス | 6                  | 二                 | J・スコープ        | 右                 | S・プリンスH・クレメンティナS・スコープJ・スコープD・グレゴリ · ウスA・シモンズR・バーナ · ディーナJuri・プロファーA・リファエラW・バレンティン |
| 7                              | 一                             | L・レジナット                  | 右                             | L・マルティネスF・アルシアL・レジナットW・トーバーH・ペレスE・アドリアンサY・プイグA・アマリスタR・フローレスW・ラモス | 7                  | 一                 | S・スコープ        | 右                 | S・プリンスH・クレメンティナS・スコープJ・スコープD・グレゴリ · ウスA・シモンズR・バーナ · ディーナJuri・プロファーA・リファエラW・バレンティン |
| 8                              | 捕                             | F・アルシア                    | 左                             | L・マルティネスF・アルシアL・レジナットW・トーバーH・ペレスE・アドリアンサY・プイグA・アマリスタR・フローレスW・ラモス | 8                  | 捕                 | H・クレメンティナ  | 右                 | S・プリンスH・クレメンティナS・スコープJ・スコープD・グレゴリ · ウスA・シモンズR・バーナ · ディーナJuri・プロファーA・リファエラW・バレンティン |
| 9                              | 遊                             | E・アドリアンサ                | 両                             | L・マルティネスF・アルシアL・レジナットW・トーバーH・ペレスE・アドリアンサY・プイグA・アマリスタR・フローレスW・ラモス | 9                  | 遊                 | A・シモンズ        | 右                 | S・プリンスH・クレメンティナS・スコープJ・スコープD・グレゴリ · ウスA・シモンズR・バーナ · ディーナJuri・プロファーA・リファエラW・バレンティン |
| 先発投手                       | 先発投手                       | 先発投手                       | 投球                           | L・マルティネスF・アルシアL・レジナットW・トーバーH・ペレスE・アドリアンサY・プイグA・アマリスタR・フローレスW・ラモス | 先発投手           | 先発投手           | 先発投手           | 投球               | S・プリンスH・クレメンティナS・スコープJ・スコープD・グレゴリ · ウスA・シモンズR・バーナ · ディーナJuri・プロファーA・リファエラW・バレンティン |
| L・マルティネス                | L・マルティネス                | L・マルティネス                | 右                             | L・マルティネスF・アルシアL・レジナットW・トーバーH・ペレスE・アドリアンサY・プイグA・アマリスタR・フローレスW・ラモス | S・プリンス        | S・プリンス        | S・プリンス        | 右                 | S・プリンスH・クレメンティナS・スコープJ・スコープD・グレゴリ · ウスA・シモンズR・バーナ · ディーナJuri・プロファーA・リファエラW・バレンティン |

第2試合
|                                                   | 1 | 2 | 3 | 4 | 5 | 6 | 7 | 8 | 9  | R | H  | E |
| ------------------------------------------------- | - | - | - | - | - | - | - | - | -- | - | -- | - |
| ナランヘーロス・デ・エルモシージョ（MEX、0勝3敗） | 1 | 0 | 0 | 0 | 1 | 0 | 0 | 0 | 1  | 3 | 10 | 0 |
| フェデラーレス・デ・チリキ（PAN、2勝0敗）         | 0 | 1 | 0 | 0 | 0 | 0 | 0 | 0 | 3x | 4 | 5  | 0 |

1. 勝利：セベリーノ・ゴンザレス（1勝）
2. 敗戦：ジェイク・サンチェス（1敗）
3. 本塁打
PAN：ジョニー・サントス1号ソロ
4. 審判
［球審］ユニオール・トーレス
［塁審］一塁: イバン・メルカド、二塁: リカルド・カポイス、三塁: ハーリー・アコスタ
5. 試合開始時刻: 東部標準時（UTC-5）午後3時31分  試合時間: 3時間11分  観客: 7034人  気温: 72°F（22.2°C）
詳細: Serie del Caribe（スペイン語） / MLB.com Gameday（英語） / ESPN.com（英語）

| ナランヘーロス・デ・エルモシージョ | ナランヘーロス・デ・エルモシージョ | ナランヘーロス・デ・エルモシージョ | ナランヘーロス・デ・エルモシージョ | ナランヘーロス・デ・エルモシージョ                                                                                    | フェデラーレス・デ・チリキ | フェデラーレス・デ・チリキ | フェデラーレス・デ・チリキ | フェデラーレス・デ・チリキ | フェデラーレス・デ・チリキ                                                                                         |
| ---------------------------------- | ---------------------------------- | ---------------------------------- | ---------------------------------- | --- | -------------------------- | -------------------------- | -------------------------- | -------------------------- | --- |
| 打順                               | 守備                               | 選手                               | 打席                               | W・リオスJ・レオンB・ブラッド · リーI・ロペスA・ムリーヨJ・ガンボアA・アルテールR・ロメロJ・オルネラスR・バレンズエラ | 打順                       | 守備                       | 選手                       | 打席                       | S・ブルゴスC・ベタンコートJ・アルナエスJ・ライトJ・カマルゴR・テハダA・コードバJ・サントスR・セスペデスI・ヘレーラ |
| 1                                  | 中                                 | R・ロメロ                          | 右                                 | W・リオスJ・レオンB・ブラッド · リーI・ロペスA・ムリーヨJ・ガンボアA・アルテールR・ロメロJ・オルネラスR・バレンズエラ | 1                          | 二                         | J・ライト                  | 右                         | S・ブルゴスC・ベタンコートJ・アルナエスJ・ライトJ・カマルゴR・テハダA・コードバJ・サントスR・セスペデスI・ヘレーラ |
| 2                                  | DH                                 | R・バレンズエラ                    | 右                                 | W・リオスJ・レオンB・ブラッド · リーI・ロペスA・ムリーヨJ・ガンボアA・アルテールR・ロメロJ・オルネラスR・バレンズエラ | 2                          | 左                         | A・コードバ                | 右                         | S・ブルゴスC・ベタンコートJ・アルナエスJ・ライトJ・カマルゴR・テハダA・コードバJ・サントスR・セスペデスI・ヘレーラ |
| 3                                  | 右                                 | J・オルネラス                      | 左                                 | W・リオスJ・レオンB・ブラッド · リーI・ロペスA・ムリーヨJ・ガンボアA・アルテールR・ロメロJ・オルネラスR・バレンズエラ | 3                          | DH                         | I・ヘレーラ                | 右                         | S・ブルゴスC・ベタンコートJ・アルナエスJ・ライトJ・カマルゴR・テハダA・コードバJ・サントスR・セスペデスI・ヘレーラ |
| 4                                  | 左                                 | A・アルテール                      | 右                                 | W・リオスJ・レオンB・ブラッド · リーI・ロペスA・ムリーヨJ・ガンボアA・アルテールR・ロメロJ・オルネラスR・バレンズエラ | 4                          | 捕                         | C・ベタンコート            | 右                         | S・ブルゴスC・ベタンコートJ・アルナエスJ・ライトJ・カマルゴR・テハダA・コードバJ・サントスR・セスペデスI・ヘレーラ |
| 5                                  | 一                                 | B・ブラッドリー                    | 左                                 | W・リオスJ・レオンB・ブラッド · リーI・ロペスA・ムリーヨJ・ガンボアA・アルテールR・ロメロJ・オルネラスR・バレンズエラ | 5                          | 遊                         | R・テハダ                  | 右                         | S・ブルゴスC・ベタンコートJ・アルナエスJ・ライトJ・カマルゴR・テハダA・コードバJ・サントスR・セスペデスI・ヘレーラ |
| 6                                  | 三                                 | A・ムリーヨ                        | 右                                 | W・リオスJ・レオンB・ブラッド · リーI・ロペスA・ムリーヨJ・ガンボアA・アルテールR・ロメロJ・オルネラスR・バレンズエラ | 6                          | 三                         | J・カマルゴ                | 両                         | S・ブルゴスC・ベタンコートJ・アルナエスJ・ライトJ・カマルゴR・テハダA・コードバJ・サントスR・セスペデスI・ヘレーラ |
| 7                                  | 遊                                 | J・ガンボア                        | 左                                 | W・リオスJ・レオンB・ブラッド · リーI・ロペスA・ムリーヨJ・ガンボアA・アルテールR・ロメロJ・オルネラスR・バレンズエラ | 7                          | 一                         | J・アルナエス              | 右                         | S・ブルゴスC・ベタンコートJ・アルナエスJ・ライトJ・カマルゴR・テハダA・コードバJ・サントスR・セスペデスI・ヘレーラ |
| 8                                  | 捕                                 | J・レオン                          | 右                                 | W・リオスJ・レオンB・ブラッド · リーI・ロペスA・ムリーヨJ・ガンボアA・アルテールR・ロメロJ・オルネラスR・バレンズエラ | 8                          | 中                         | J・サントス                | 右                         | S・ブルゴスC・ベタンコートJ・アルナエスJ・ライトJ・カマルゴR・テハダA・コードバJ・サントスR・セスペデスI・ヘレーラ |
| 9                                  | 二                                 | I・ロペス                          | 左                                 | W・リオスJ・レオンB・ブラッド · リーI・ロペスA・ムリーヨJ・ガンボアA・アルテールR・ロメロJ・オルネラスR・バレンズエラ | 9                          | 右                         | R・セスペデス              | 左                         | S・ブルゴスC・ベタンコートJ・アルナエスJ・ライトJ・カマルゴR・テハダA・コードバJ・サントスR・セスペデスI・ヘレーラ |
| 先発投手                           | 先発投手                           | 先発投手                           | 投球                               | W・リオスJ・レオンB・ブラッド · リーI・ロペスA・ムリーヨJ・ガンボアA・アルテールR・ロメロJ・オルネラスR・バレンズエラ | 先発投手                   | 先発投手                   | 先発投手                   | 投球                       | S・ブルゴスC・ベタンコートJ・アルナエスJ・ライトJ・カマルゴR・テハダA・コードバJ・サントスR・セスペデスI・ヘレーラ |
| W・リオス                          | W・リオス                          | W・リオス                          | 右                                 | W・リオスJ・レオンB・ブラッド · リーI・ロペスA・ムリーヨJ・ガンボアA・アルテールR・ロメロJ・オルネラスR・バレンズエラ | S・ブルゴス                | S・ブルゴス                | S・ブルゴス                | 右                         | S・ブルゴスC・ベタンコートJ・アルナエスJ・ライトJ・カマルゴR・テハダA・コードバJ・サントスR・セスペデスI・ヘレーラ |

第3試合
|                                             | 1 | 2 | 3 | 4 | 5 | 6 | 7 | 8 | 9 | R | H  | E |
| ------------------------------------------- | - | - | - | - | - | - | - | - | - | - | -- | - |
| ティグレス・デル・リセイ（DOM、2勝1敗）     | 0 | 1 | 3 | 0 | 0 | 0 | 1 | 0 | 0 | 5 | 12 | 1 |
| クリオージョス・デ・カグアス（PUR、2勝1敗） | 0 | 0 | 0 | 2 | 0 | 0 | 0 | 0 | 0 | 2 | 7  | 0 |

1. 勝利：シーザー・バルデス（1勝）
2. セーブ：ハイロ・アセンシオ（2S）
3. 敗戦：ダリル・トンプソン（1敗）
4. 本塁打
DOM：ロビンソン・カノ1号2ラン
5. 審判
［球審］ジョナタン・パーラ
［塁審］一塁: アーロン・レイバ、二塁: ガブリエル・アルフォンソ、三塁: レイ・バレーロ
6. 試合開始時刻: 東部標準時（UTC-5）午後8時33分  試合時間: 3時間1分  観客: 3万5972人  気温: 72°F（22.2°C）
詳細: Serie del Caribe（スペイン語） / MLB.com Gameday（英語） / ESPN.com（英語）

| ティグレス・デル・リセイ | ティグレス・デル・リセイ | ティグレス・デル・リセイ | ティグレス・デル・リセイ | ティグレス・デル・リセイ | クリオージョス・デ・カグアス | クリオージョス・デ・カグアス | クリオージョス・デ・カグアス | クリオージョス・デ・カグアス | クリオージョス・デ・カグアス                                                                                           |
| ------------------------ | ------------------------ | ------------------------ | ------------------------ | --- | ---------------------------- | ---------------------------- | ---------------------------- | ---------------------------- | --- |
| 打順                     | 守備                     | 選手                     | 打席                     | C・バルデスM・デラクルーズR・ヘルナン · デスR・カノK・グティ · エレスG・ヌニェスY・ヘルナンデスE・ボニファシオH・ロドリゲスD・ルーゴ | 打順                         | 守備                         | 選手                         | 打席                         | D・トンプソンJ・エスカーラV・マシンJ・シントロンEm・リベラT・クルーズD・オルティーズJ・ファーガスH・ラモスD・スミスJr. |
| 1                        | 中                       | E・ボニファシオ          | 両                       | C・バルデスM・デラクルーズR・ヘルナン · デスR・カノK・グティ · エレスG・ヌニェスY・ヘルナンデスE・ボニファシオH・ロドリゲスD・ルーゴ | 1                            | 遊                           | T・クルーズ                  | 両                           | D・トンプソンJ・エスカーラV・マシンJ・シントロンEm・リベラT・クルーズD・オルティーズJ・ファーガスH・ラモスD・スミスJr. |
| 2                        | 遊                       | G・ヌニェス              | 両                       | C・バルデスM・デラクルーズR・ヘルナン · デスR・カノK・グティ · エレスG・ヌニェスY・ヘルナンデスE・ボニファシオH・ロドリゲスD・ルーゴ | 2                            | 一                           | V・マシン                    | 左                           | D・トンプソンJ・エスカーラV・マシンJ・シントロンEm・リベラT・クルーズD・オルティーズJ・ファーガスH・ラモスD・スミスJr. |
| 3                        | 二                       | R・カノ                  | 左                       | C・バルデスM・デラクルーズR・ヘルナン · デスR・カノK・グティ · エレスG・ヌニェスY・ヘルナンデスE・ボニファシオH・ロドリゲスD・ルーゴ | 3                            | 捕                           | J・エスカーラ                | 左                           | D・トンプソンJ・エスカーラV・マシンJ・シントロンEm・リベラT・クルーズD・オルティーズJ・ファーガスH・ラモスD・スミスJr. |
| 4                        | 一                       | R・ヘルナンデス          | 右                       | C・バルデスM・デラクルーズR・ヘルナン · デスR・カノK・グティ · エレスG・ヌニェスY・ヘルナンデスE・ボニファシオH・ロドリゲスD・ルーゴ | 4                            | 右                           | H・ラモス                    | 右                           | D・トンプソンJ・エスカーラV・マシンJ・シントロンEm・リベラT・クルーズD・オルティーズJ・ファーガスH・ラモスD・スミスJr. |
| 5                        | DH                       | D・ルーゴ                | 右                       | C・バルデスM・デラクルーズR・ヘルナン · デスR・カノK・グティ · エレスG・ヌニェスY・ヘルナンデスE・ボニファシオH・ロドリゲスD・ルーゴ | 5                            | 左                           | D・オルティーズ              | 左                           | D・トンプソンJ・エスカーラV・マシンJ・シントロンEm・リベラT・クルーズD・オルティーズJ・ファーガスH・ラモスD・スミスJr. |
| 6                        | 右                       | H・ロドリゲス            | 左                       | C・バルデスM・デラクルーズR・ヘルナン · デスR・カノK・グティ · エレスG・ヌニェスY・ヘルナンデスE・ボニファシオH・ロドリゲスD・ルーゴ | 6                            | DH                           | D・スミスJr.                 | 左                           | D・トンプソンJ・エスカーラV・マシンJ・シントロンEm・リベラT・クルーズD・オルティーズJ・ファーガスH・ラモスD・スミスJr. |
| 7                        | 三                       | K・グティエレス          | 右                       | C・バルデスM・デラクルーズR・ヘルナン · デスR・カノK・グティ · エレスG・ヌニェスY・ヘルナンデスE・ボニファシオH・ロドリゲスD・ルーゴ | 7                            | 三                           | Em・リベラ                   | 右                           | D・トンプソンJ・エスカーラV・マシンJ・シントロンEm・リベラT・クルーズD・オルティーズJ・ファーガスH・ラモスD・スミスJr. |
| 8                        | 左                       | Y・ヘルナンデス          | 左                       | C・バルデスM・デラクルーズR・ヘルナン · デスR・カノK・グティ · エレスG・ヌニェスY・ヘルナンデスE・ボニファシオH・ロドリゲスD・ルーゴ | 8                            | 中                           | J・ファーガス                | 右                           | D・トンプソンJ・エスカーラV・マシンJ・シントロンEm・リベラT・クルーズD・オルティーズJ・ファーガスH・ラモスD・スミスJr. |
| 9                        | 捕                       | M・デラクルーズ          | 両                       | C・バルデスM・デラクルーズR・ヘルナン · デスR・カノK・グティ · エレスG・ヌニェスY・ヘルナンデスE・ボニファシオH・ロドリゲスD・ルーゴ | 9                            | 捕                           | J・シントロン                | 右                           | D・トンプソンJ・エスカーラV・マシンJ・シントロンEm・リベラT・クルーズD・オルティーズJ・ファーガスH・ラモスD・スミスJr. |
| 先発投手                 | 先発投手                 | 先発投手                 | 投球                     | C・バルデスM・デラクルーズR・ヘルナン · デスR・カノK・グティ · エレスG・ヌニェスY・ヘルナンデスE・ボニファシオH・ロドリゲスD・ルーゴ | 先発投手                     | 先発投手                     | 先発投手                     | 投球                         | D・トンプソンJ・エスカーラV・マシンJ・シントロンEm・リベラT・クルーズD・オルティーズJ・ファーガスH・ラモスD・スミスJr. |
| C・バルデス              | C・バルデス              | C・バルデス              | 右                       | C・バルデスM・デラクルーズR・ヘルナン · デスR・カノK・グティ · エレスG・ヌニェスY・ヘルナンデスE・ボニファシオH・ロドリゲスD・ルーゴ | D・トンプソン                | D・トンプソン                | D・トンプソン                | 右                           | D・トンプソンJ・エスカーラV・マシンJ・シントロンEm・リベラT・クルーズD・オルティーズJ・ファーガスH・ラモスD・スミスJr. |

#### 4日目 2月4日
第1試合
|                                           | 1 | 2 | 3 | 4 | 5 | 6 | 7 | 8 | 9 | R | H  | E |
| ----------------------------------------- | - | - | - | - | - | - | - | - | - | - | -- | - |
| フェデラーレス・デ・チリキ（PAN、3勝0敗） | 0 | 0 | 0 | 0 | 1 | 4 | 0 | 0 | 1 | 6 | 10 | 2 |
| ヒガンテス・デ・リバス（NIC、0勝3敗）     | 0 | 0 | 0 | 0 | 0 | 0 | 0 | 1 | 2 | 3 | 8  | 2 |

1. 勝利：ヘイター・トカー（1勝）
2. セーブ：セベリーノ・ゴンザレス（1勝1S）
3. 敗戦：ロナルド・メドラノ（1敗）
4. 審判
［球審］イバン・メルカド
［塁審］一塁: リカルド・カポイス、二塁: ヒルベルト・マイエル、三塁: ケルビス・ベレス
5. 試合開始時刻: 東部標準時（UTC-5）午前10時31分  試合時間: 3時間45分  観客: 1万2342人  気温: 72°F（22.2°C）
詳細: Serie del Caribe（スペイン語） / MLB.com Gameday（英語） / ESPN.com（英語）

| フェデラーレス・デ・チリキ | フェデラーレス・デ・チリキ | フェデラーレス・デ・チリキ | フェデラーレス・デ・チリキ | フェデラーレス・デ・チリキ                                                                                         | ヒガンテス・デ・リバス | ヒガンテス・デ・リバス | ヒガンテス・デ・リバス | ヒガンテス・デ・リバス | ヒガンテス・デ・リバス                                                                                         |
| -------------------------- | -------------------------- | -------------------------- | -------------------------- | --- | ---------------------- | ---------------------- | ---------------------- | ---------------------- | --- |
| 打順                       | 守備                       | 選手                       | 打席                       | H・トカーI・ヘレーラJ・アルナエスE・ムニョスJ・カマルゴR・テハダA・コードバJ・サントスR・セスペデスC・ベタンコート | 打順                   | 守備                   | 選手                   | 打席                   | R・メドラノM・ノボアR・リードE・ガルシアC・カスバートB・アレグリアN・バレJ・リチャーズF・ペゲーロO・メンドーサ |
| 1                          | 二                         | E・ムニョス                | 右                         | H・トカーI・ヘレーラJ・アルナエスE・ムニョスJ・カマルゴR・テハダA・コードバJ・サントスR・セスペデスC・ベタンコート | 1                      | 中                     | J・リチャーズ          | 左                     | R・メドラノM・ノボアR・リードE・ガルシアC・カスバートB・アレグリアN・バレJ・リチャーズF・ペゲーロO・メンドーサ |
| 2                          | 左                         | A・コードバ                | 右                         | H・トカーI・ヘレーラJ・アルナエスE・ムニョスJ・カマルゴR・テハダA・コードバJ・サントスR・セスペデスC・ベタンコート | 2                      | 二                     | E・ガルシア            | 右                     | R・メドラノM・ノボアR・リードE・ガルシアC・カスバートB・アレグリアN・バレJ・リチャーズF・ペゲーロO・メンドーサ |
| 3                          | 捕                         | I・ヘレーラ                | 右                         | H・トカーI・ヘレーラJ・アルナエスE・ムニョスJ・カマルゴR・テハダA・コードバJ・サントスR・セスペデスC・ベタンコート | 3                      | 右                     | F・ペゲーロ            | 右                     | R・メドラノM・ノボアR・リードE・ガルシアC・カスバートB・アレグリアN・バレJ・リチャーズF・ペゲーロO・メンドーサ |
| 4                          | DH                         | C・ベタンコート            | 右                         | H・トカーI・ヘレーラJ・アルナエスE・ムニョスJ・カマルゴR・テハダA・コードバJ・サントスR・セスペデスC・ベタンコート | 4                      | 一                     | R・リード              | 右                     | R・メドラノM・ノボアR・リードE・ガルシアC・カスバートB・アレグリアN・バレJ・リチャーズF・ペゲーロO・メンドーサ |
| 5                          | 遊                         | R・テハダ                  | 右                         | H・トカーI・ヘレーラJ・アルナエスE・ムニョスJ・カマルゴR・テハダA・コードバJ・サントスR・セスペデスC・ベタンコート | 5                      | 三                     | C・カスバート          | 右                     | R・メドラノM・ノボアR・リードE・ガルシアC・カスバートB・アレグリアN・バレJ・リチャーズF・ペゲーロO・メンドーサ |
| 6                          | 三                         | J・カマルゴ                | 両                         | H・トカーI・ヘレーラJ・アルナエスE・ムニョスJ・カマルゴR・テハダA・コードバJ・サントスR・セスペデスC・ベタンコート | 6                      | 捕                     | M・ノボア              | 右                     | R・メドラノM・ノボアR・リードE・ガルシアC・カスバートB・アレグリアN・バレJ・リチャーズF・ペゲーロO・メンドーサ |
| 7                          | 一                         | J・アルナエス              | 右                         | H・トカーI・ヘレーラJ・アルナエスE・ムニョスJ・カマルゴR・テハダA・コードバJ・サントスR・セスペデスC・ベタンコート | 7                      | DH                     | O・メンドーサ          | 右                     | R・メドラノM・ノボアR・リードE・ガルシアC・カスバートB・アレグリアN・バレJ・リチャーズF・ペゲーロO・メンドーサ |
| 8                          | 中                         | J・サントス                | 右                         | H・トカーI・ヘレーラJ・アルナエスE・ムニョスJ・カマルゴR・テハダA・コードバJ・サントスR・セスペデスC・ベタンコート | 8                      | 左                     | N・バレ                | 左                     | R・メドラノM・ノボアR・リードE・ガルシアC・カスバートB・アレグリアN・バレJ・リチャーズF・ペゲーロO・メンドーサ |
| 9                          | 右                         | R・セスペデス              | 左                         | H・トカーI・ヘレーラJ・アルナエスE・ムニョスJ・カマルゴR・テハダA・コードバJ・サントスR・セスペデスC・ベタンコート | 9                      | 遊                     | B・アレグリア          | 右                     | R・メドラノM・ノボアR・リードE・ガルシアC・カスバートB・アレグリアN・バレJ・リチャーズF・ペゲーロO・メンドーサ |
| 先発投手                   | 先発投手                   | 先発投手                   | 投球                       | H・トカーI・ヘレーラJ・アルナエスE・ムニョスJ・カマルゴR・テハダA・コードバJ・サントスR・セスペデスC・ベタンコート | 先発投手               | 先発投手               | 先発投手               | 投球                   | R・メドラノM・ノボアR・リードE・ガルシアC・カスバートB・アレグリアN・バレJ・リチャーズF・ペゲーロO・メンドーサ |
| H・トカー                  | H・トカー                  | H・トカー                  | 右                         | H・トカーI・ヘレーラJ・アルナエスE・ムニョスJ・カマルゴR・テハダA・コードバJ・サントスR・セスペデスC・ベタンコート | R・メドラノ            | R・メドラノ            | R・メドラノ            | 右                     | R・メドラノM・ノボアR・リードE・ガルシアC・カスバートB・アレグリアN・バレJ・リチャーズF・ペゲーロO・メンドーサ |

第2試合
|                                               | 1 | 2 | 3 | 4 | 5 | 6 | 7 | 8 | 9 | R | H  | E |
| --------------------------------------------- | - | - | - | - | - | - | - | - | - | - | -- | - |
| クリオージョス・デ・カグアス（PUR、3勝1敗）   | 2 | 1 | 0 | 1 | 1 | 0 | 0 | 1 | 0 | 6 | 10 | 1 |
| ティブロネス・デ・ラ・グアイラ（VEN、2勝1敗） | 0 | 0 | 0 | 1 | 0 | 0 | 1 | 0 | 0 | 2 | 6  | 1 |

1. 勝利：ダン・ウィアチャンスキー（1勝）
2. セーブ：チャベス・フェルナンダー（2S）
3. 敗戦：チアゴ・ダ・シルバ（1敗）
4. 審判
［球審］ハーリー・アコスタ
［塁審］一塁: フェリックス・ネオン、二塁: アーロン・レイバ、三塁: マイケル・サラサー
5. 試合開始時刻: 東部標準時（UTC-5）午後3時38分  試合時間: 3時間45分  観客: 3万2092人  気温: 72°F（22.2°C）
詳細: Serie del Caribe（スペイン語） / MLB.com Gameday（英語） / ESPN.com（英語）

| クリオージョス・デ・カグアス | クリオージョス・デ・カグアス | クリオージョス・デ・カグアス | クリオージョス・デ・カグアス | クリオージョス・デ・カグアス                                                                                            | ティブロネス・デ・ラ・グアイラ | ティブロネス・デ・ラ・グアイラ | ティブロネス・デ・ラ・グアイラ | ティブロネス・デ・ラ・グアイラ | ティブロネス・デ・ラ・グアイラ                                                                                         |
| ---------------------------- | ---------------------------- | ---------------------------- | ---------------------------- | --- | ------------------------------ | ------------------------------ | ------------------------------ | ------------------------------ | --- |
| 打順                         | 守備                         | 選手                         | 打席                         | L・ウェストファルJo・モラレスJ・エスカーラV・マシンEm・リベラJa・ロペスD・オルティーズB・トーレスN・ベラスケスH・ラモス | 打順                           | 守備                           | 選手                           | 打席                           | T・ダ・シルバL・トレンズH・ペレスA・エスコバーW・トーバーE・アドリアンサY・プイグA・アマリスタR・フローレスO・ヘレーラ |
| 1                            | 中                           | B・トーレス                  | 左                           | L・ウェストファルJo・モラレスJ・エスカーラV・マシンEm・リベラJa・ロペスD・オルティーズB・トーレスN・ベラスケスH・ラモス | 1                              | 中                             | A・アマリスタ                  | 左                             | T・ダ・シルバL・トレンズH・ペレスA・エスコバーW・トーバーE・アドリアンサY・プイグA・アマリスタR・フローレスO・ヘレーラ |
| 2                            | 二                           | V・マシン                    | 左                           | L・ウェストファルJo・モラレスJ・エスカーラV・マシンEm・リベラJa・ロペスD・オルティーズB・トーレスN・ベラスケスH・ラモス | 2                              | 三                             | W・トーバー                    | 右                             | T・ダ・シルバL・トレンズH・ペレスA・エスコバーW・トーバーE・アドリアンサY・プイグA・アマリスタR・フローレスO・ヘレーラ |
| 3                            | 一                           | J・エスカーラ                | 左                           | L・ウェストファルJo・モラレスJ・エスカーラV・マシンEm・リベラJa・ロペスD・オルティーズB・トーレスN・ベラスケスH・ラモス | 3                              | 右                             | R・フローレス                  | 左                             | T・ダ・シルバL・トレンズH・ペレスA・エスコバーW・トーバーE・アドリアンサY・プイグA・アマリスタR・フローレスO・ヘレーラ |
| 4                            | DH                           | H・ラモス                    | 右                           | L・ウェストファルJo・モラレスJ・エスカーラV・マシンEm・リベラJa・ロペスD・オルティーズB・トーレスN・ベラスケスH・ラモス | 4                              | 左                             | Y・プイグ                      | 右                             | T・ダ・シルバL・トレンズH・ペレスA・エスコバーW・トーバーE・アドリアンサY・プイグA・アマリスタR・フローレスO・ヘレーラ |
| 5                            | 左                           | D・オルティーズ              | 左                           | L・ウェストファルJo・モラレスJ・エスカーラV・マシンEm・リベラJa・ロペスD・オルティーズB・トーレスN・ベラスケスH・ラモス | 5                              | 捕                             | L・トレンズ                    | 右                             | T・ダ・シルバL・トレンズH・ペレスA・エスコバーW・トーバーE・アドリアンサY・プイグA・アマリスタR・フローレスO・ヘレーラ |
| 6                            | 捕                           | Jo・モラレス                 | 右                           | L・ウェストファルJo・モラレスJ・エスカーラV・マシンEm・リベラJa・ロペスD・オルティーズB・トーレスN・ベラスケスH・ラモス | 6                              | 一                             | H・ペレス                      | 右                             | T・ダ・シルバL・トレンズH・ペレスA・エスコバーW・トーバーE・アドリアンサY・プイグA・アマリスタR・フローレスO・ヘレーラ |
| 7                            | 右                           | N・ベラスケス                | 右                           | L・ウェストファルJo・モラレスJ・エスカーラV・マシンEm・リベラJa・ロペスD・オルティーズB・トーレスN・ベラスケスH・ラモス | 7                              | DH                             | O・ヘレーラ                    | 左                             | T・ダ・シルバL・トレンズH・ペレスA・エスコバーW・トーバーE・アドリアンサY・プイグA・アマリスタR・フローレスO・ヘレーラ |
| 8                            | 三                           | Em・リベラ                   | 右                           | L・ウェストファルJo・モラレスJ・エスカーラV・マシンEm・リベラJa・ロペスD・オルティーズB・トーレスN・ベラスケスH・ラモス | 8                              | 二                             | A・エスコバー                  | 右                             | T・ダ・シルバL・トレンズH・ペレスA・エスコバーW・トーバーE・アドリアンサY・プイグA・アマリスタR・フローレスO・ヘレーラ |
| 9                            | 遊                           | Ja・ロペス                   | 右                           | L・ウェストファルJo・モラレスJ・エスカーラV・マシンEm・リベラJa・ロペスD・オルティーズB・トーレスN・ベラスケスH・ラモス | 9                              | 遊                             | E・アドリアンサ                | 両                             | T・ダ・シルバL・トレンズH・ペレスA・エスコバーW・トーバーE・アドリアンサY・プイグA・アマリスタR・フローレスO・ヘレーラ |
| 先発投手                     | 先発投手                     | 先発投手                     | 投球                         | L・ウェストファルJo・モラレスJ・エスカーラV・マシンEm・リベラJa・ロペスD・オルティーズB・トーレスN・ベラスケスH・ラモス | 先発投手                       | 先発投手                       | 先発投手                       | 投球                           | T・ダ・シルバL・トレンズH・ペレスA・エスコバーW・トーバーE・アドリアンサY・プイグA・アマリスタR・フローレスO・ヘレーラ |
| L・ウェストファル            | L・ウェストファル            | L・ウェストファル            | 左                           | L・ウェストファルJo・モラレスJ・エスカーラV・マシンEm・リベラJa・ロペスD・オルティーズB・トーレスN・ベラスケスH・ラモス | T・ダ・シルバ                  | T・ダ・シルバ                  | T・ダ・シルバ                  | 右                             | T・ダ・シルバL・トレンズH・ペレスA・エスコバーW・トーバーE・アドリアンサY・プイグA・アマリスタR・フローレスO・ヘレーラ |

第3試合
|                                                   | 1 | 2 | 3 | 4 | 5 | 6 | 7 | 8 | 9 | R | H | E |
| ------------------------------------------------- | - | - | - | - | - | - | - | - | - | - | - | - |
| ナランヘーロス・デ・エルモシージョ（MEX、1勝3敗） | 0 | 0 | 4 | 0 | 0 | 1 | 0 | 2 | 2 | 9 | 9 | 1 |
| ティグレス・デル・リセイ（DOM、2勝2敗）           | 1 | 0 | 0 | 0 | 0 | 0 | 0 | 0 | 0 | 1 | 6 | 1 |

1. 勝利：ジェフ・キンリー（1勝）
2. 敗戦：アンディ・オテロ（1敗）
3. 本塁打
MEX：アガスティン・ムリーヨ1号ソロ
4. 審判
［球審］ガブリエル・アルフォンソ
［塁審］一塁: レイ・バレーロ、二塁: ロバート・ヌネス、三塁: ラウル・モレノ
5. 試合開始時刻: 東部標準時（UTC-5）午後9時1分  試合時間: 3時間15分  観客: 1万4308人  気温: 72°F（22.2°C）
詳細: Serie del Caribe（スペイン語） / MLB.com Gameday（英語） / ESPN.com（英語）

| ナランヘーロス・デ・エルモシージョ | ナランヘーロス・デ・エルモシージョ | ナランヘーロス・デ・エルモシージョ | ナランヘーロス・デ・エルモシージョ | ナランヘーロス・デ・エルモシージョ                                                                                            | ティグレス・デル・リセイ | ティグレス・デル・リセイ | ティグレス・デル・リセイ | ティグレス・デル・リセイ | ティグレス・デル・リセイ                                                                                          |
| ---------------------------------- | ---------------------------------- | ---------------------------------- | ---------------------------------- | --- | ------------------------ | ------------------------ | ------------------------ | ------------------------ | --- |
| 打順                               | 守備                               | 選手                               | 打席                               | J・キンリーA・ウィルソンB・ブラッド · リーI・ロペスA・ムリーヨR・バレンズエラA・アルテールJ・カルドナJ・オルネラスR・ペーニャ | 打順                     | 守備                     | 選手                     | 打席                     | A・オテロW・リーバスK・グティ · エレスR・カノD・ルーゴG・ヌニェスL・ガルシアE・ボニファシオJ・レイクH・ロドリゲス |
| 1                                  | 中                                 | J・カルドナ                        | 右                                 | J・キンリーA・ウィルソンB・ブラッド · リーI・ロペスA・ムリーヨR・バレンズエラA・アルテールJ・カルドナJ・オルネラスR・ペーニャ | 1                        | 中                       | E・ボニファシオ          | 両                       | A・オテロW・リーバスK・グティ · エレスR・カノD・ルーゴG・ヌニェスL・ガルシアE・ボニファシオJ・レイクH・ロドリゲス |
| 2                                  | 遊                                 | R・バレンズエラ                    | 右                                 | J・キンリーA・ウィルソンB・ブラッド · リーI・ロペスA・ムリーヨR・バレンズエラA・アルテールJ・カルドナJ・オルネラスR・ペーニャ | 2                        | 遊                       | G・ヌニェス              | 両                       | A・オテロW・リーバスK・グティ · エレスR・カノD・ルーゴG・ヌニェスL・ガルシアE・ボニファシオJ・レイクH・ロドリゲス |
| 3                                  | 右                                 | J・オルネラス                      | 左                                 | J・キンリーA・ウィルソンB・ブラッド · リーI・ロペスA・ムリーヨR・バレンズエラA・アルテールJ・カルドナJ・オルネラスR・ペーニャ | 3                        | 二                       | R・カノ                  | 左                       | A・オテロW・リーバスK・グティ · エレスR・カノD・ルーゴG・ヌニェスL・ガルシアE・ボニファシオJ・レイクH・ロドリゲス |
| 4                                  | 左                                 | A・アルテール                      | 右                                 | J・キンリーA・ウィルソンB・ブラッド · リーI・ロペスA・ムリーヨR・バレンズエラA・アルテールJ・カルドナJ・オルネラスR・ペーニャ | 4                        | 三                       | D・ルーゴ                | 右                       | A・オテロW・リーバスK・グティ · エレスR・カノD・ルーゴG・ヌニェスL・ガルシアE・ボニファシオJ・レイクH・ロドリゲス |
| 5                                  | 一                                 | B・ブラッドリー                    | 左                                 | J・キンリーA・ウィルソンB・ブラッド · リーI・ロペスA・ムリーヨR・バレンズエラA・アルテールJ・カルドナJ・オルネラスR・ペーニャ | 5                        | DH                       | H・ロドリゲス            | 左                       | A・オテロW・リーバスK・グティ · エレスR・カノD・ルーゴG・ヌニェスL・ガルシアE・ボニファシオJ・レイクH・ロドリゲス |
| 6                                  | 三                                 | A・ムリーヨ                        | 右                                 | J・キンリーA・ウィルソンB・ブラッド · リーI・ロペスA・ムリーヨR・バレンズエラA・アルテールJ・カルドナJ・オルネラスR・ペーニャ | 6                        | 捕                       | W・リーバス              | 右                       | A・オテロW・リーバスK・グティ · エレスR・カノD・ルーゴG・ヌニェスL・ガルシアE・ボニファシオJ・レイクH・ロドリゲス |
| 7                                  | DH                                 | R・ペーニャ                        | 両                                 | J・キンリーA・ウィルソンB・ブラッド · リーI・ロペスA・ムリーヨR・バレンズエラA・アルテールJ・カルドナJ・オルネラスR・ペーニャ | 7                        | 一                       | K・グティエレス          | 右                       | A・オテロW・リーバスK・グティ · エレスR・カノD・ルーゴG・ヌニェスL・ガルシアE・ボニファシオJ・レイクH・ロドリゲス |
| 8                                  | 捕                                 | A・ウィルソン                      | 右                                 | J・キンリーA・ウィルソンB・ブラッド · リーI・ロペスA・ムリーヨR・バレンズエラA・アルテールJ・カルドナJ・オルネラスR・ペーニャ | 8                        | 右                       | J・レイク                | 右                       | A・オテロW・リーバスK・グティ · エレスR・カノD・ルーゴG・ヌニェスL・ガルシアE・ボニファシオJ・レイクH・ロドリゲス |
| 9                                  | 二                                 | I・ロペス                          | 左                                 | J・キンリーA・ウィルソンB・ブラッド · リーI・ロペスA・ムリーヨR・バレンズエラA・アルテールJ・カルドナJ・オルネラスR・ペーニャ | 9                        | 左                       | L・ガルシア              | 両                       | A・オテロW・リーバスK・グティ · エレスR・カノD・ルーゴG・ヌニェスL・ガルシアE・ボニファシオJ・レイクH・ロドリゲス |
| 先発投手                           | 先発投手                           | 先発投手                           | 投球                               | J・キンリーA・ウィルソンB・ブラッド · リーI・ロペスA・ムリーヨR・バレンズエラA・アルテールJ・カルドナJ・オルネラスR・ペーニャ | 先発投手                 | 先発投手                 | 先発投手                 | 投球                     | A・オテロW・リーバスK・グティ · エレスR・カノD・ルーゴG・ヌニェスL・ガルシアE・ボニファシオJ・レイクH・ロドリゲス |
| J・キンリー                        | J・キンリー                        | J・キンリー                        | 左                                 | J・キンリーA・ウィルソンB・ブラッド · リーI・ロペスA・ムリーヨR・バレンズエラA・アルテールJ・カルドナJ・オルネラスR・ペーニャ | A・オテロ                | A・オテロ                | A・オテロ                | 左                       | A・オテロW・リーバスK・グティ · エレスR・カノD・ルーゴG・ヌニェスL・ガルシアE・ボニファシオJ・レイクH・ロドリゲス |

#### 5日目 2月5日
第1試合
|                                       | 1 | 2 | 3 | 4 | 5 | 6 | 7 | 8 | 9 | R | H | E |
| ------------------------------------- | - | - | - | - | - | - | - | - | - | - | - | - |
| ヒガンテス・デ・リバス（NIC、0勝4敗） | 0 | 1 | 0 | 1 | 0 | 0 | 0 | 0 | 1 | 3 | 7 | 0 |
| キュラソー・サンズ（CUW、2勝2敗）     | 0 | 0 | 0 | 3 | 0 | 3 | 0 | 0 | X | 6 | 9 | 0 |

1. 勝利：シャイロン・マルティス（1勝）
2. セーブ：ケビン・ケリー（1勝1S）
3. 敗戦：ペドロ・トーレス（1敗）
4. 本塁打
CUW：ヘンドリック・クレメンティナ1号3ラン
5. 審判
［球審］ビンセント・モラレス
［塁審］一塁: ガブリエル・アルフォンソ、二塁: マイケル・サラサー、三塁: ハーリー・アコスタ
6. 試合開始時刻: 東部標準時（UTC-5）午前10時33分  試合時間: 2時間36分  観客: 5225人  気温: 72°F（22.2°C）
詳細: Serie del Caribe（スペイン語） / MLB.com Gameday（英語） / ESPN.com（英語）

| ヒガンテス・デ・リバス | ヒガンテス・デ・リバス | ヒガンテス・デ・リバス | ヒガンテス・デ・リバス | ヒガンテス・デ・リバス                                                                                      | キュラソー・サンズ | キュラソー・サンズ | キュラソー・サンズ | キュラソー・サンズ | キュラソー・サンズ |
| ---------------------- | ---------------------- | ---------------------- | ---------------------- | --- | ------------------ | ------------------ | ------------------ | ------------------ | --- |
| 打順                   | 守備                   | 選手                   | 打席                   | P・トーレスR・リードC・カスバートJe・ロペスE・ガルシアS・オロスコN・バレJ・リチャーズF・ペゲーロE・ミランダ | 打順               | 守備               | 選手               | 打席               | S・マルティスH・クレメンティナS・スコープJ・スコープD・グレゴリ · ウスA・シモンズR・バーナ · ディーナJuri・プロファーW・バレンティンJure・プロファー |
| 1                      | 中                     | J・リチャーズ          | 左                     | P・トーレスR・リードC・カスバートJe・ロペスE・ガルシアS・オロスコN・バレJ・リチャーズF・ペゲーロE・ミランダ | 1                  | 左                 | R・バーナディーナ  | 左                 | S・マルティスH・クレメンティナS・スコープJ・スコープD・グレゴリ · ウスA・シモンズR・バーナ · ディーナJuri・プロファーW・バレンティンJure・プロファー |
| 2                      | 左                     | N・バレ                | 左                     | P・トーレスR・リードC・カスバートJe・ロペスE・ガルシアS・オロスコN・バレJ・リチャーズF・ペゲーロE・ミランダ | 2                  | 中                 | Juri・プロファー   | 両                 | S・マルティスH・クレメンティナS・スコープJ・スコープD・グレゴリ · ウスA・シモンズR・バーナ · ディーナJuri・プロファーW・バレンティンJure・プロファー |
| 3                      | 三                     | E・ガルシア            | 右                     | P・トーレスR・リードC・カスバートJe・ロペスE・ガルシアS・オロスコN・バレJ・リチャーズF・ペゲーロE・ミランダ | 3                  | 右                 | W・バレンティン    | 右                 | S・マルティスH・クレメンティナS・スコープJ・スコープD・グレゴリ · ウスA・シモンズR・バーナ · ディーナJuri・プロファーW・バレンティンJure・プロファー |
| 4                      | 捕                     | R・リード              | 右                     | P・トーレスR・リードC・カスバートJe・ロペスE・ガルシアS・オロスコN・バレJ・リチャーズF・ペゲーロE・ミランダ | 4                  | 三                 | D・グレゴリウス    | 左                 | S・マルティスH・クレメンティナS・スコープJ・スコープD・グレゴリ · ウスA・シモンズR・バーナ · ディーナJuri・プロファーW・バレンティンJure・プロファー |
| 5                      | 一                     | C・カスバート          | 右                     | P・トーレスR・リードC・カスバートJe・ロペスE・ガルシアS・オロスコN・バレJ・リチャーズF・ペゲーロE・ミランダ | 5                  | 二                 | J・スコープ        | 右                 | S・マルティスH・クレメンティナS・スコープJ・スコープD・グレゴリ · ウスA・シモンズR・バーナ · ディーナJuri・プロファーW・バレンティンJure・プロファー |
| 6                      | 右                     | F・ペゲーロ            | 右                     | P・トーレスR・リードC・カスバートJe・ロペスE・ガルシアS・オロスコN・バレJ・リチャーズF・ペゲーロE・ミランダ | 6                  | 一                 | S・スコープ        | 右                 | S・マルティスH・クレメンティナS・スコープJ・スコープD・グレゴリ · ウスA・シモンズR・バーナ · ディーナJuri・プロファーW・バレンティンJure・プロファー |
| 7                      | DH                     | E・ミランダ            | 右                     | P・トーレスR・リードC・カスバートJe・ロペスE・ガルシアS・オロスコN・バレJ・リチャーズF・ペゲーロE・ミランダ | 7                  | 捕                 | H・クレメンティナ  | 右                 | S・マルティスH・クレメンティナS・スコープJ・スコープD・グレゴリ · ウスA・シモンズR・バーナ · ディーナJuri・プロファーW・バレンティンJure・プロファー |
| 8                      | 二                     | Je・ロペス             | 右                     | P・トーレスR・リードC・カスバートJe・ロペスE・ガルシアS・オロスコN・バレJ・リチャーズF・ペゲーロE・ミランダ | 8                  | DH                 | Jure・プロファー   | 右                 | S・マルティスH・クレメンティナS・スコープJ・スコープD・グレゴリ · ウスA・シモンズR・バーナ · ディーナJuri・プロファーW・バレンティンJure・プロファー |
| 9                      | 遊                     | S・オロスコ            | 左                     | P・トーレスR・リードC・カスバートJe・ロペスE・ガルシアS・オロスコN・バレJ・リチャーズF・ペゲーロE・ミランダ | 9                  | 遊                 | A・シモンズ        | 右                 | S・マルティスH・クレメンティナS・スコープJ・スコープD・グレゴリ · ウスA・シモンズR・バーナ · ディーナJuri・プロファーW・バレンティンJure・プロファー |
| 先発投手               | 先発投手               | 先発投手               | 投球                   | P・トーレスR・リードC・カスバートJe・ロペスE・ガルシアS・オロスコN・バレJ・リチャーズF・ペゲーロE・ミランダ | 先発投手           | 先発投手           | 先発投手           | 投球               | S・マルティスH・クレメンティナS・スコープJ・スコープD・グレゴリ · ウスA・シモンズR・バーナ · ディーナJuri・プロファーW・バレンティンJure・プロファー |
| P・トーレス            | P・トーレス            | P・トーレス            | 左                     | P・トーレスR・リードC・カスバートJe・ロペスE・ガルシアS・オロスコN・バレJ・リチャーズF・ペゲーロE・ミランダ | S・マルティス      | S・マルティス      | S・マルティス      | 右                 | S・マルティスH・クレメンティナS・スコープJ・スコープD・グレゴリ · ウスA・シモンズR・バーナ · ディーナJuri・プロファーW・バレンティンJure・プロファー |

第2試合
|                                                   | 1 | 2 | 3 | 4 | 5 | 6 | 7 | 8 | 9 | R | H  | E |
| ------------------------------------------------- | - | - | - | - | - | - | - | - | - | - | -- | - |
| ティブロネス・デ・ラ・グアイラ（VEN、3勝1敗）     | 0 | 0 | 0 | 0 | 0 | 0 | 6 | 0 | 0 | 6 | 13 | 0 |
| ナランヘーロス・デ・エルモシージョ（MEX、1勝4敗） | 0 | 0 | 1 | 0 | 0 | 0 | 0 | 0 | 0 | 1 | 8  | 0 |

1. 勝利：ヨルガン・カバネリオ（1勝）
2. 敗戦：フアン・ガーメス（1敗）
3. 審判
［球審］フェリックス・ネオン
［塁審］一塁: ロバート・ヌネス、二塁: ケルビス・ベレス、三塁: リカルド・カポイス
4. 試合開始時刻: 東部標準時（UTC-5）午後3時34分  試合時間: 3時間35分  観客: 9021人  気温: 72°F（22.2°C）
詳細: Serie del Caribe（スペイン語） / MLB.com Gameday（英語） / ESPN.com（英語）

| ティブロネス・デ・ラ・グアイラ | ティブロネス・デ・ラ・グアイラ | ティブロネス・デ・ラ・グアイラ | ティブロネス・デ・ラ・グアイラ | ティブロネス・デ・ラ・グアイラ                                                                                   | ナランヘーロス・デ・エルモシージョ | ナランヘーロス・デ・エルモシージョ | ナランヘーロス・デ・エルモシージョ | ナランヘーロス・デ・エルモシージョ | ナランヘーロス・デ・エルモシージョ                                                                                            |
| ------------------------------ | ------------------------------ | ------------------------------ | ------------------------------ | --- | ---------------------------------- | ---------------------------------- | ---------------------------------- | ---------------------------------- | --- |
| 打順                           | 守備                           | 選手                           | 打席                           | R・ピントL・トレンズL・レジナットA・エスコバーH・ペレスW・トーバーO・ヘレーラA・アマリスタR・フローレスW・ラモス | 打順                               | 守備                               | 選手                               | 打席                               | Z・マトソンA・ウィルソンB・ブラッド · リーI・ロペスA・ムリーヨJ・ガンボアA・アルテールJ・カルドナJ・オルネラスR・バレンズエラ |
| 1                              | 中                             | A・アマリスタ                  | 左                             | R・ピントL・トレンズL・レジナットA・エスコバーH・ペレスW・トーバーO・ヘレーラA・アマリスタR・フローレスW・ラモス | 1                                  | 中                                 | J・カルドナ                        | 右                                 | Z・マトソンA・ウィルソンB・ブラッド · リーI・ロペスA・ムリーヨJ・ガンボアA・アルテールJ・カルドナJ・オルネラスR・バレンズエラ |
| 2                              | 遊                             | W・トーバー                    | 右                             | R・ピントL・トレンズL・レジナットA・エスコバーH・ペレスW・トーバーO・ヘレーラA・アマリスタR・フローレスW・ラモス | 2                                  | DH                                 | R・バレンズエラ                    | 右                                 | Z・マトソンA・ウィルソンB・ブラッド · リーI・ロペスA・ムリーヨJ・ガンボアA・アルテールJ・カルドナJ・オルネラスR・バレンズエラ |
| 3                              | 右                             | R・フローレス                  | 左                             | R・ピントL・トレンズL・レジナットA・エスコバーH・ペレスW・トーバーO・ヘレーラA・アマリスタR・フローレスW・ラモス | 3                                  | 右                                 | J・オルネラス                      | 左                                 | Z・マトソンA・ウィルソンB・ブラッド · リーI・ロペスA・ムリーヨJ・ガンボアA・アルテールJ・カルドナJ・オルネラスR・バレンズエラ |
| 4                              | DH                             | W・ラモス                      | 右                             | R・ピントL・トレンズL・レジナットA・エスコバーH・ペレスW・トーバーO・ヘレーラA・アマリスタR・フローレスW・ラモス | 4                                  | 左                                 | A・アルテール                      | 右                                 | Z・マトソンA・ウィルソンB・ブラッド · リーI・ロペスA・ムリーヨJ・ガンボアA・アルテールJ・カルドナJ・オルネラスR・バレンズエラ |
| 5                              | 三                             | H・ペレス                      | 右                             | R・ピントL・トレンズL・レジナットA・エスコバーH・ペレスW・トーバーO・ヘレーラA・アマリスタR・フローレスW・ラモス | 5                                  | 一                                 | B・ブラッドリー                    | 左                                 | Z・マトソンA・ウィルソンB・ブラッド · リーI・ロペスA・ムリーヨJ・ガンボアA・アルテールJ・カルドナJ・オルネラスR・バレンズエラ |
| 6                              | 捕                             | L・トレンズ                    | 右                             | R・ピントL・トレンズL・レジナットA・エスコバーH・ペレスW・トーバーO・ヘレーラA・アマリスタR・フローレスW・ラモス | 6                                  | 三                                 | A・ムリーヨ                        | 右                                 | Z・マトソンA・ウィルソンB・ブラッド · リーI・ロペスA・ムリーヨJ・ガンボアA・アルテールJ・カルドナJ・オルネラスR・バレンズエラ |
| 7                              | 左                             | O・ヘレーラ                    | 左                             | R・ピントL・トレンズL・レジナットA・エスコバーH・ペレスW・トーバーO・ヘレーラA・アマリスタR・フローレスW・ラモス | 7                                  | 遊                                 | J・ガンボア                        | 左                                 | Z・マトソンA・ウィルソンB・ブラッド · リーI・ロペスA・ムリーヨJ・ガンボアA・アルテールJ・カルドナJ・オルネラスR・バレンズエラ |
| 8                              | 一                             | L・レジナット                  | 右                             | R・ピントL・トレンズL・レジナットA・エスコバーH・ペレスW・トーバーO・ヘレーラA・アマリスタR・フローレスW・ラモス | 8                                  | 捕                                 | A・ウィルソン                      | 右                                 | Z・マトソンA・ウィルソンB・ブラッド · リーI・ロペスA・ムリーヨJ・ガンボアA・アルテールJ・カルドナJ・オルネラスR・バレンズエラ |
| 9                              | 二                             | A・エスコバー                  | 右                             | R・ピントL・トレンズL・レジナットA・エスコバーH・ペレスW・トーバーO・ヘレーラA・アマリスタR・フローレスW・ラモス | 9                                  | 二                                 | I・ロペス                          | 左                                 | Z・マトソンA・ウィルソンB・ブラッド · リーI・ロペスA・ムリーヨJ・ガンボアA・アルテールJ・カルドナJ・オルネラスR・バレンズエラ |
| 先発投手                       | 先発投手                       | 先発投手                       | 投球                           | R・ピントL・トレンズL・レジナットA・エスコバーH・ペレスW・トーバーO・ヘレーラA・アマリスタR・フローレスW・ラモス | 先発投手                           | 先発投手                           | 先発投手                           | 投球                               | Z・マトソンA・ウィルソンB・ブラッド · リーI・ロペスA・ムリーヨJ・ガンボアA・アルテールJ・カルドナJ・オルネラスR・バレンズエラ |
| R・ピント                      | R・ピント                      | R・ピント                      | 右                             | R・ピントL・トレンズL・レジナットA・エスコバーH・ペレスW・トーバーO・ヘレーラA・アマリスタR・フローレスW・ラモス | Z・マトソン                        | Z・マトソン                        | Z・マトソン                        | 左                                 | Z・マトソンA・ウィルソンB・ブラッド · リーI・ロペスA・ムリーヨJ・ガンボアA・アルテールJ・カルドナJ・オルネラスR・バレンズエラ |

第3試合
|                                             | 1 | 2 | 3 | 4 | 5 | 6 | 7 | 8 | 9 | R | H  | E |
| ------------------------------------------- | - | - | - | - | - | - | - | - | - | - | -- | - |
| クリオージョス・デ・カグアス（PUR、3勝2敗） | 1 | 0 | 2 | 0 | 0 | 1 | 2 | 0 | 1 | 7 | 9  | 3 |
| フェデラーレス・デ・チリキ（PAN、4勝0敗）   | 0 | 4 | 3 | 0 | 0 | 0 | 0 | 2 | X | 9 | 13 | 1 |

1. 勝利：フェルナンド・ペレス（1勝）
2. セーブ：セベリーノ・ゴンザレス（1勝2S）
3. 敗戦：デリック・アダムス（1敗）
4. 本塁打
PUR：ネルソン・ベラスケス1号2ラン、エリオット・ラモス1号ソロ
5. 審判
［球審］アーロン・レイバ
［塁審］一塁: ラウル・モレノ、二塁: ジョナタン・パーラ、三塁: ユニオール・トーレス
6. 試合開始時刻: 東部標準時（UTC-5）午後8時34分  試合時間: 4時間2分  観客: 7218人  気温: 72°F（22.2°C）
詳細: Serie del Caribe（スペイン語） / MLB.com Gameday（英語） / ESPN.com（英語）

| クリオージョス・デ・カグアス | クリオージョス・デ・カグアス | クリオージョス・デ・カグアス | クリオージョス・デ・カグアス | クリオージョス・デ・カグアス                                                                                      | フェデラーレス・デ・チリキ | フェデラーレス・デ・チリキ | フェデラーレス・デ・チリキ | フェデラーレス・デ・チリキ | フェデラーレス・デ・チリキ                                                                                            |
| ---------------------------- | ---------------------------- | ---------------------------- | ---------------------------- | --- | -------------------------- | -------------------------- | -------------------------- | -------------------------- | --- |
| 打順                         | 守備                         | 選手                         | 打席                         | A・アダムスJo・モラレスJ・エスカーラV・マシンEm・リベラJa・ロペスD・オルティーズB・トーレスH・ラモスN・ベラスケス | 打順                       | 守備                       | 選手                       | 打席                       | J・ゴンザレスI・ヘレーラC・ベタン · コートJ・ライトJ・カマルゴR・テハダE・ムニョスA・コードバJ・サントスJ・アルナエス |
| 1                            | 中                           | B・トーレス                  | 左                           | A・アダムスJo・モラレスJ・エスカーラV・マシンEm・リベラJa・ロペスD・オルティーズB・トーレスH・ラモスN・ベラスケス | 1                          | 左                         | E・ムニョス                | 右                         | J・ゴンザレスI・ヘレーラC・ベタン · コートJ・ライトJ・カマルゴR・テハダE・ムニョスA・コードバJ・サントスJ・アルナエス |
| 2                            | DH                           | N・ベラスケス                | 右                           | A・アダムスJo・モラレスJ・エスカーラV・マシンEm・リベラJa・ロペスD・オルティーズB・トーレスH・ラモスN・ベラスケス | 2                          | 中                         | A・コードバ                | 右                         | J・ゴンザレスI・ヘレーラC・ベタン · コートJ・ライトJ・カマルゴR・テハダE・ムニョスA・コードバJ・サントスJ・アルナエス |
| 3                            | 一                           | J・エスカーラ                | 左                           | A・アダムスJo・モラレスJ・エスカーラV・マシンEm・リベラJa・ロペスD・オルティーズB・トーレスH・ラモスN・ベラスケス | 3                          | 捕                         | I・ヘレーラ                | 右                         | J・ゴンザレスI・ヘレーラC・ベタン · コートJ・ライトJ・カマルゴR・テハダE・ムニョスA・コードバJ・サントスJ・アルナエス |
| 4                            | 三                           | Em・リベラ                   | 右                           | A・アダムスJo・モラレスJ・エスカーラV・マシンEm・リベラJa・ロペスD・オルティーズB・トーレスH・ラモスN・ベラスケス | 4                          | 一                         | C・ベタンコート            | 右                         | J・ゴンザレスI・ヘレーラC・ベタン · コートJ・ライトJ・カマルゴR・テハダE・ムニョスA・コードバJ・サントスJ・アルナエス |
| 5                            | 左                           | D・オルティーズ              | 左                           | A・アダムスJo・モラレスJ・エスカーラV・マシンEm・リベラJa・ロペスD・オルティーズB・トーレスH・ラモスN・ベラスケス | 5                          | 遊                         | R・テハダ                  | 右                         | J・ゴンザレスI・ヘレーラC・ベタン · コートJ・ライトJ・カマルゴR・テハダE・ムニョスA・コードバJ・サントスJ・アルナエス |
| 6                            | 右                           | H・ラモス                    | 右                           | A・アダムスJo・モラレスJ・エスカーラV・マシンEm・リベラJa・ロペスD・オルティーズB・トーレスH・ラモスN・ベラスケス | 6                          | 三                         | J・カマルゴ                | 両                         | J・ゴンザレスI・ヘレーラC・ベタン · コートJ・ライトJ・カマルゴR・テハダE・ムニョスA・コードバJ・サントスJ・アルナエス |
| 7                            | 二                           | V・マシン                    | 左                           | A・アダムスJo・モラレスJ・エスカーラV・マシンEm・リベラJa・ロペスD・オルティーズB・トーレスH・ラモスN・ベラスケス | 7                          | DH                         | J・アルナエス              | 右                         | J・ゴンザレスI・ヘレーラC・ベタン · コートJ・ライトJ・カマルゴR・テハダE・ムニョスA・コードバJ・サントスJ・アルナエス |
| 8                            | 捕                           | Jo・モラレス                 | 右                           | A・アダムスJo・モラレスJ・エスカーラV・マシンEm・リベラJa・ロペスD・オルティーズB・トーレスH・ラモスN・ベラスケス | 8                          | 右                         | J・サントス                | 右                         | J・ゴンザレスI・ヘレーラC・ベタン · コートJ・ライトJ・カマルゴR・テハダE・ムニョスA・コードバJ・サントスJ・アルナエス |
| 9                            | 遊                           | Ja・ロペス                   | 右                           | A・アダムスJo・モラレスJ・エスカーラV・マシンEm・リベラJa・ロペスD・オルティーズB・トーレスH・ラモスN・ベラスケス | 9                          | 二                         | J・ライト                  | 右                         | J・ゴンザレスI・ヘレーラC・ベタン · コートJ・ライトJ・カマルゴR・テハダE・ムニョスA・コードバJ・サントスJ・アルナエス |
| 先発投手                     | 先発投手                     | 先発投手                     | 投球                         | A・アダムスJo・モラレスJ・エスカーラV・マシンEm・リベラJa・ロペスD・オルティーズB・トーレスH・ラモスN・ベラスケス | 先発投手                   | 先発投手                   | 先発投手                   | 投球                       | J・ゴンザレスI・ヘレーラC・ベタン · コートJ・ライトJ・カマルゴR・テハダE・ムニョスA・コードバJ・サントスJ・アルナエス |
| A・アダムス                  | A・アダムス                  | A・アダムス                  | 左                           | A・アダムスJo・モラレスJ・エスカーラV・マシンEm・リベラJa・ロペスD・オルティーズB・トーレスH・ラモスN・ベラスケス | J・ゴンザレス              | J・ゴンザレス              | J・ゴンザレス              | 左                         | J・ゴンザレスI・ヘレーラC・ベタン · コートJ・ライトJ・カマルゴR・テハダE・ムニョスA・コードバJ・サントスJ・アルナエス |

#### 6日目 2月6日
第1試合
|                                                   | 1 | 2 | 3 | 4 | 5 | 6 | 7 | 8 | 9 | R | H  | E |
| ------------------------------------------------- | - | - | - | - | - | - | - | - | - | - | -- | - |
| ナランヘーロス・デ・エルモシージョ（MEX、2勝4敗） | 2 | 0 | 3 | 0 | 0 | 0 | 0 | 0 | 0 | 5 | 13 | 0 |
| ヒガンテス・デ・リバス（NIC、0勝5敗）             | 0 | 0 | 0 | 1 | 0 | 1 | 0 | 0 | 0 | 2 | 5  | 1 |

1. 勝利：マニー・バレダ（1勝1敗）
2. セーブ：ルイス・マルケス（1S）
3. 敗戦：ルイス・ラミレス（1敗）
4. 本塁打
MEX：アーロン・アルテール2号2ラン
5. 審判
［球審］リカルド・カポイス
［塁審］一塁: ジョナタン・パーラ、二塁: ラウル・モレノ、三塁: イバン・メルカド
6. 試合開始時刻: 東部標準時（UTC-5）午前10時32分  試合時間: 3時間27分  観客: 6267人  気温: 72°F（22.2°C）
詳細: Serie del Caribe（スペイン語） / MLB.com Gameday（英語） / ESPN.com（英語）

| ナランヘーロス・デ・エルモシージョ | ナランヘーロス・デ・エルモシージョ | ナランヘーロス・デ・エルモシージョ | ナランヘーロス・デ・エルモシージョ | ナランヘーロス・デ・エルモシージョ                                                                                          | ヒガンテス・デ・リバス | ヒガンテス・デ・リバス | ヒガンテス・デ・リバス | ヒガンテス・デ・リバス | ヒガンテス・デ・リバス                                                                                        |
| ---------------------------------- | ---------------------------------- | ---------------------------------- | ---------------------------------- | --- | ---------------------- | ---------------------- | ---------------------- | ---------------------- | --- |
| 打順                               | 守備                               | 選手                               | 打席                               | M・バレダS・ブルーエルB・ブラッド · リーR・ペーニャA・ムリーヨJ・ガンボアA・アルテールR・ロメロJ・オルネラスR・バレンズエラ | 打順                   | 守備                   | 選手                   | 打席                   | L・ラミレスM・ノボアC・カスバートJe・ロペスE・ガルシアB・アレグリアN・バレJ・リチャーズF・ペゲーロE・ミランダ |
| 1                                  | 中                                 | R・ロメロ                          | 右                                 | M・バレダS・ブルーエルB・ブラッド · リーR・ペーニャA・ムリーヨJ・ガンボアA・アルテールR・ロメロJ・オルネラスR・バレンズエラ | 1                      | 中                     | J・リチャーズ          | 左                     | L・ラミレスM・ノボアC・カスバートJe・ロペスE・ガルシアB・アレグリアN・バレJ・リチャーズF・ペゲーロE・ミランダ |
| 2                                  | DH                                 | R・バレンズエラ                    | 右                                 | M・バレダS・ブルーエルB・ブラッド · リーR・ペーニャA・ムリーヨJ・ガンボアA・アルテールR・ロメロJ・オルネラスR・バレンズエラ | 2                      | 左                     | N・バレ                | 左                     | L・ラミレスM・ノボアC・カスバートJe・ロペスE・ガルシアB・アレグリアN・バレJ・リチャーズF・ペゲーロE・ミランダ |
| 3                                  | 右                                 | J・オルネラス                      | 左                                 | M・バレダS・ブルーエルB・ブラッド · リーR・ペーニャA・ムリーヨJ・ガンボアA・アルテールR・ロメロJ・オルネラスR・バレンズエラ | 3                      | 三                     | E・ガルシア            | 右                     | L・ラミレスM・ノボアC・カスバートJe・ロペスE・ガルシアB・アレグリアN・バレJ・リチャーズF・ペゲーロE・ミランダ |
| 4                                  | 左                                 | A・アルテール                      | 右                                 | M・バレダS・ブルーエルB・ブラッド · リーR・ペーニャA・ムリーヨJ・ガンボアA・アルテールR・ロメロJ・オルネラスR・バレンズエラ | 4                      | 捕                     | M・ノボア              | 右                     | L・ラミレスM・ノボアC・カスバートJe・ロペスE・ガルシアB・アレグリアN・バレJ・リチャーズF・ペゲーロE・ミランダ |
| 5                                  | 一                                 | B・ブラッドリー                    | 左                                 | M・バレダS・ブルーエルB・ブラッド · リーR・ペーニャA・ムリーヨJ・ガンボアA・アルテールR・ロメロJ・オルネラスR・バレンズエラ | 5                      | DH                     | E・ミランダ            | 右                     | L・ラミレスM・ノボアC・カスバートJe・ロペスE・ガルシアB・アレグリアN・バレJ・リチャーズF・ペゲーロE・ミランダ |
| 6                                  | 三                                 | A・ムリーヨ                        | 右                                 | M・バレダS・ブルーエルB・ブラッド · リーR・ペーニャA・ムリーヨJ・ガンボアA・アルテールR・ロメロJ・オルネラスR・バレンズエラ | 6                      | 右                     | F・ペゲーロ            | 右                     | L・ラミレスM・ノボアC・カスバートJe・ロペスE・ガルシアB・アレグリアN・バレJ・リチャーズF・ペゲーロE・ミランダ |
| 7                                  | 遊                                 | J・ガンボア                        | 左                                 | M・バレダS・ブルーエルB・ブラッド · リーR・ペーニャA・ムリーヨJ・ガンボアA・アルテールR・ロメロJ・オルネラスR・バレンズエラ | 7                      | 一                     | C・カスバート          | 右                     | L・ラミレスM・ノボアC・カスバートJe・ロペスE・ガルシアB・アレグリアN・バレJ・リチャーズF・ペゲーロE・ミランダ |
| 8                                  | 二                                 | R・ペーニャ                        | 両                                 | M・バレダS・ブルーエルB・ブラッド · リーR・ペーニャA・ムリーヨJ・ガンボアA・アルテールR・ロメロJ・オルネラスR・バレンズエラ | 8                      | 二                     | Je・ロペス             | 右                     | L・ラミレスM・ノボアC・カスバートJe・ロペスE・ガルシアB・アレグリアN・バレJ・リチャーズF・ペゲーロE・ミランダ |
| 9                                  | 捕                                 | S・ブルーエル                      | 左                                 | M・バレダS・ブルーエルB・ブラッド · リーR・ペーニャA・ムリーヨJ・ガンボアA・アルテールR・ロメロJ・オルネラスR・バレンズエラ | 9                      | 遊                     | B・アレグリア          | 右                     | L・ラミレスM・ノボアC・カスバートJe・ロペスE・ガルシアB・アレグリアN・バレJ・リチャーズF・ペゲーロE・ミランダ |
| 先発投手                           | 先発投手                           | 先発投手                           | 投球                               | M・バレダS・ブルーエルB・ブラッド · リーR・ペーニャA・ムリーヨJ・ガンボアA・アルテールR・ロメロJ・オルネラスR・バレンズエラ | 先発投手               | 先発投手               | 先発投手               | 投球                   | L・ラミレスM・ノボアC・カスバートJe・ロペスE・ガルシアB・アレグリアN・バレJ・リチャーズF・ペゲーロE・ミランダ |
| M・バレダ                          | M・バレダ                          | M・バレダ                          | 右                                 | M・バレダS・ブルーエルB・ブラッド · リーR・ペーニャA・ムリーヨJ・ガンボアA・アルテールR・ロメロJ・オルネラスR・バレンズエラ | L・ラミレス            | L・ラミレス            | L・ラミレス            | 右                     | L・ラミレスM・ノボアC・カスバートJe・ロペスE・ガルシアB・アレグリアN・バレJ・リチャーズF・ペゲーロE・ミランダ |

第2試合
|                                         | 1 | 2 | 3 | 4 | 5 | 6 | 7 | 8 | 9 | R | H | E |
| --------------------------------------- | - | - | - | - | - | - | - | - | - | - | - | - |
| キュラソー・サンズ（CUW、2勝3敗）       | 0 | 0 | 0 | 0 | 0 | 0 | 0 | 0 | 0 | 0 | 3 | 0 |
| ティグレス・デル・リセイ（DOM、3勝2敗） | 0 | 0 | 0 | 1 | 0 | 0 | 0 | 1 | X | 2 | 7 | 1 |

1. 勝利：ラウル・バルデス（1勝1敗）
2. セーブ：ハイロ・アセンシオ（3S）
3. 敗戦：コディ・ミンシー（1敗）
4. 審判
［球審］レイ・バレーロ
［塁審］一塁: マイケル・サラサー、二塁: ガブリエル・アルフォンソ、三塁: ケルビス・ベレス
5. 試合開始時刻: 東部標準時（UTC-5）午後3時37分  試合時間: 2時間18分  観客: 8761人  気温: 72°F（22.2°C）
詳細: Serie del Caribe（スペイン語） / MLB.com Gameday（英語） / ESPN.com（英語）

| キュラソー・サンズ | キュラソー・サンズ | キュラソー・サンズ | キュラソー・サンズ | キュラソー・サンズ | ティグレス・デル・リセイ | ティグレス・デル・リセイ | ティグレス・デル・リセイ | ティグレス・デル・リセイ | ティグレス・デル・リセイ                                                                                                |
| ------------------ | ------------------ | ------------------ | ------------------ | --- | ------------------------ | ------------------------ | ------------------------ | ------------------------ | --- |
| 打順               | 守備               | 選手               | 打席               | C・ミンシーH・クレメンティナS・スコープJ・スコープD・グレゴリ · ウスA・シモンズR・バーナ · ディーナJuri・プロファーW・バレンティンJure・プロファー | 打順                     | 守備                     | 選手                     | 打席                     | R・バルデスW・リーバスR・ヘルナン · デスR・カノD・ルーゴG・ヌニェスY・ヘルナンデスH・ロドリゲスJ・レイクE・ボニファシオ |
| 1                  | 左                 | R・バーナディーナ  | 左                 | C・ミンシーH・クレメンティナS・スコープJ・スコープD・グレゴリ · ウスA・シモンズR・バーナ · ディーナJuri・プロファーW・バレンティンJure・プロファー | 1                        | DH                       | E・ボニファシオ          | 両                       | R・バルデスW・リーバスR・ヘルナン · デスR・カノD・ルーゴG・ヌニェスY・ヘルナンデスH・ロドリゲスJ・レイクE・ボニファシオ |
| 2                  | 中                 | Juri・プロファー   | 両                 | C・ミンシーH・クレメンティナS・スコープJ・スコープD・グレゴリ · ウスA・シモンズR・バーナ · ディーナJuri・プロファーW・バレンティンJure・プロファー | 2                        | 遊                       | G・ヌニェス              | 両                       | R・バルデスW・リーバスR・ヘルナン · デスR・カノD・ルーゴG・ヌニェスY・ヘルナンデスH・ロドリゲスJ・レイクE・ボニファシオ |
| 3                  | 右                 | W・バレンティン    | 右                 | C・ミンシーH・クレメンティナS・スコープJ・スコープD・グレゴリ · ウスA・シモンズR・バーナ · ディーナJuri・プロファーW・バレンティンJure・プロファー | 3                        | 二                       | R・カノ                  | 左                       | R・バルデスW・リーバスR・ヘルナン · デスR・カノD・ルーゴG・ヌニェスY・ヘルナンデスH・ロドリゲスJ・レイクE・ボニファシオ |
| 4                  | 三                 | D・グレゴリウス    | 左                 | C・ミンシーH・クレメンティナS・スコープJ・スコープD・グレゴリ · ウスA・シモンズR・バーナ · ディーナJuri・プロファーW・バレンティンJure・プロファー | 4                        | 一                       | R・ヘルナンデス          | 右                       | R・バルデスW・リーバスR・ヘルナン · デスR・カノD・ルーゴG・ヌニェスY・ヘルナンデスH・ロドリゲスJ・レイクE・ボニファシオ |
| 5                  | 二                 | J・スコープ        | 右                 | C・ミンシーH・クレメンティナS・スコープJ・スコープD・グレゴリ · ウスA・シモンズR・バーナ · ディーナJuri・プロファーW・バレンティンJure・プロファー | 5                        | 三                       | D・ルーゴ                | 右                       | R・バルデスW・リーバスR・ヘルナン · デスR・カノD・ルーゴG・ヌニェスY・ヘルナンデスH・ロドリゲスJ・レイクE・ボニファシオ |
| 6                  | 一                 | S・スコープ        | 右                 | C・ミンシーH・クレメンティナS・スコープJ・スコープD・グレゴリ · ウスA・シモンズR・バーナ · ディーナJuri・プロファーW・バレンティンJure・プロファー | 6                        | 中                       | H・ロドリゲス            | 左                       | R・バルデスW・リーバスR・ヘルナン · デスR・カノD・ルーゴG・ヌニェスY・ヘルナンデスH・ロドリゲスJ・レイクE・ボニファシオ |
| 7                  | 捕                 | H・クレメンティナ  | 右                 | C・ミンシーH・クレメンティナS・スコープJ・スコープD・グレゴリ · ウスA・シモンズR・バーナ · ディーナJuri・プロファーW・バレンティンJure・プロファー | 7                        | 捕                       | W・リーバス              | 右                       | R・バルデスW・リーバスR・ヘルナン · デスR・カノD・ルーゴG・ヌニェスY・ヘルナンデスH・ロドリゲスJ・レイクE・ボニファシオ |
| 8                  | DH                 | Jure・プロファー   | 右                 | C・ミンシーH・クレメンティナS・スコープJ・スコープD・グレゴリ · ウスA・シモンズR・バーナ · ディーナJuri・プロファーW・バレンティンJure・プロファー | 8                        | 左                       | Y・ヘルナンデス          | 左                       | R・バルデスW・リーバスR・ヘルナン · デスR・カノD・ルーゴG・ヌニェスY・ヘルナンデスH・ロドリゲスJ・レイクE・ボニファシオ |
| 9                  | 遊                 | A・シモンズ        | 右                 | C・ミンシーH・クレメンティナS・スコープJ・スコープD・グレゴリ · ウスA・シモンズR・バーナ · ディーナJuri・プロファーW・バレンティンJure・プロファー | 9                        | 右                       | J・レイク                | 右                       | R・バルデスW・リーバスR・ヘルナン · デスR・カノD・ルーゴG・ヌニェスY・ヘルナンデスH・ロドリゲスJ・レイクE・ボニファシオ |
| 先発投手           | 先発投手           | 先発投手           | 投球               | C・ミンシーH・クレメンティナS・スコープJ・スコープD・グレゴリ · ウスA・シモンズR・バーナ · ディーナJuri・プロファーW・バレンティンJure・プロファー | 先発投手                 | 先発投手                 | 先発投手                 | 投球                     | R・バルデスW・リーバスR・ヘルナン · デスR・カノD・ルーゴG・ヌニェスY・ヘルナンデスH・ロドリゲスJ・レイクE・ボニファシオ |
| C・ミンシー        | C・ミンシー        | C・ミンシー        | 右                 | C・ミンシーH・クレメンティナS・スコープJ・スコープD・グレゴリ · ウスA・シモンズR・バーナ · ディーナJuri・プロファーW・バレンティンJure・プロファー | R・バルデス              | R・バルデス              | R・バルデス              | 左                       | R・バルデスW・リーバスR・ヘルナン · デスR・カノD・ルーゴG・ヌニェスY・ヘルナンデスH・ロドリゲスJ・レイクE・ボニファシオ |

第3試合
|                                               | 1 | 2 | 3 | 4 | 5 | 6 | 7 | 8 | 9 | R | H | E |
| --------------------------------------------- | - | - | - | - | - | - | - | - | - | - | - | - |
| フェデラーレス・デ・チリキ（PAN、4勝1敗）     | 2 | 0 | 1 | 0 | 0 | 0 | 0 | 0 | 1 | 4 | 9 | 0 |
| ティブロネス・デ・ラ・グアイラ（VEN、4勝1敗） | 0 | 1 | 0 | 0 | 0 | 3 | 1 | 0 | X | 5 | 6 | 1 |

1. 勝利：エルビス・アラウホ（1勝）
2. セーブ：アーナルド・ヘルナンデス（3S）
3. 敗戦：アブディエル・サルダナ（1敗）
4. 本塁打
PAN：アレン・コードバ1号ソロ、イバン・ヘレーラ2号ソロ
VEN：アルシデス・エスコバー1号ソロ
5. 審判
［球審］ロバート・ヌネス
［塁審］一塁: ユニオール・トーレス、二塁: ヒルベルト・マイエル、三塁: ビンセント・モラレス
6. 試合開始時刻: 東部標準時（UTC-5）午後8時34分  試合時間: 3時間1分  観客: 1万1801人  気温: 72°F（22.2°C）
詳細: Serie del Caribe（スペイン語） / MLB.com Gameday（英語） / ESPN.com（英語）

| フェデラーレス・デ・チリキ | フェデラーレス・デ・チリキ | フェデラーレス・デ・チリキ | フェデラーレス・デ・チリキ | フェデラーレス・デ・チリキ                                                                                   | ティブロネス・デ・ラ・グアイラ | ティブロネス・デ・ラ・グアイラ | ティブロネス・デ・ラ・グアイラ | ティブロネス・デ・ラ・グアイラ | ティブロネス・デ・ラ・グアイラ                                                                                   |
| -------------------------- | -------------------------- | -------------------------- | -------------------------- | --- | ------------------------------ | ------------------------------ | ------------------------------ | ------------------------------ | --- |
| 打順                       | 守備                       | 選手                       | 打席                       | A・フリアスC・ベタンコートI・ヘレーラE・バリアJ・カマルゴR・テハダE・ムニョスA・コードバL・テヨE・カバレーロ | 打順                           | 守備                           | 選手                           | 打席                           | A・ミランダL・トレンズL・レジナットA・エスコバーH・ペレスW・トーバーY・プイグA・アマリスタR・フローレスW・ラモス |
| 1                          | 左                         | E・ムニョス                | 右                         | A・フリアスC・ベタンコートI・ヘレーラE・バリアJ・カマルゴR・テハダE・ムニョスA・コードバL・テヨE・カバレーロ | 1                              | 中                             | A・アマリスタ                  | 左                             | A・ミランダL・トレンズL・レジナットA・エスコバーH・ペレスW・トーバーY・プイグA・アマリスタR・フローレスW・ラモス |
| 2                          | 中                         | A・コードバ                | 右                         | A・フリアスC・ベタンコートI・ヘレーラE・バリアJ・カマルゴR・テハダE・ムニョスA・コードバL・テヨE・カバレーロ | 2                              | 遊                             | W・トーバー                    | 右                             | A・ミランダL・トレンズL・レジナットA・エスコバーH・ペレスW・トーバーY・プイグA・アマリスタR・フローレスW・ラモス |
| 3                          | 一                         | I・ヘレーラ                | 右                         | A・フリアスC・ベタンコートI・ヘレーラE・バリアJ・カマルゴR・テハダE・ムニョスA・コードバL・テヨE・カバレーロ | 3                              | 右                             | R・フローレス                  | 左                             | A・ミランダL・トレンズL・レジナットA・エスコバーH・ペレスW・トーバーY・プイグA・アマリスタR・フローレスW・ラモス |
| 4                          | 捕                         | C・ベタンコート            | 右                         | A・フリアスC・ベタンコートI・ヘレーラE・バリアJ・カマルゴR・テハダE・ムニョスA・コードバL・テヨE・カバレーロ | 4                              | DH                             | W・ラモス                      | 右                             | A・ミランダL・トレンズL・レジナットA・エスコバーH・ペレスW・トーバーY・プイグA・アマリスタR・フローレスW・ラモス |
| 5                          | 遊                         | R・テハダ                  | 右                         | A・フリアスC・ベタンコートI・ヘレーラE・バリアJ・カマルゴR・テハダE・ムニョスA・コードバL・テヨE・カバレーロ | 5                              | 左                             | Y・プイグ                      | 右                             | A・ミランダL・トレンズL・レジナットA・エスコバーH・ペレスW・トーバーY・プイグA・アマリスタR・フローレスW・ラモス |
| 6                          | 三                         | J・カマルゴ                | 両                         | A・フリアスC・ベタンコートI・ヘレーラE・バリアJ・カマルゴR・テハダE・ムニョスA・コードバL・テヨE・カバレーロ | 6                              | 三                             | H・ペレス                      | 右                             | A・ミランダL・トレンズL・レジナットA・エスコバーH・ペレスW・トーバーY・プイグA・アマリスタR・フローレスW・ラモス |
| 7                          | DH                         | E・カバレーロ              | 右                         | A・フリアスC・ベタンコートI・ヘレーラE・バリアJ・カマルゴR・テハダE・ムニョスA・コードバL・テヨE・カバレーロ | 7                              | 捕                             | L・トレンズ                    | 右                             | A・ミランダL・トレンズL・レジナットA・エスコバーH・ペレスW・トーバーY・プイグA・アマリスタR・フローレスW・ラモス |
| 8                          | 右                         | L・テヨ                    | 右                         | A・フリアスC・ベタンコートI・ヘレーラE・バリアJ・カマルゴR・テハダE・ムニョスA・コードバL・テヨE・カバレーロ | 8                              | 一                             | L・レジナット                  | 右                             | A・ミランダL・トレンズL・レジナットA・エスコバーH・ペレスW・トーバーY・プイグA・アマリスタR・フローレスW・ラモス |
| 9                          | 二                         | E・バリア                  | 右                         | A・フリアスC・ベタンコートI・ヘレーラE・バリアJ・カマルゴR・テハダE・ムニョスA・コードバL・テヨE・カバレーロ | 9                              | 二                             | A・エスコバー                  | 右                             | A・ミランダL・トレンズL・レジナットA・エスコバーH・ペレスW・トーバーY・プイグA・アマリスタR・フローレスW・ラモス |
| 先発投手                   | 先発投手                   | 先発投手                   | 投球                       | A・フリアスC・ベタンコートI・ヘレーラE・バリアJ・カマルゴR・テハダE・ムニョスA・コードバL・テヨE・カバレーロ | 先発投手                       | 先発投手                       | 先発投手                       | 投球                           | A・ミランダL・トレンズL・レジナットA・エスコバーH・ペレスW・トーバーY・プイグA・アマリスタR・フローレスW・ラモス |
| A・フリアス                | A・フリアス                | A・フリアス                | 右                         | A・フリアスC・ベタンコートI・ヘレーラE・バリアJ・カマルゴR・テハダE・ムニョスA・コードバL・テヨE・カバレーロ | A・ミランダ                    | A・ミランダ                    | A・ミランダ                    | 左                             | A・ミランダL・トレンズL・レジナットA・エスコバーH・ペレスW・トーバーY・プイグA・アマリスタR・フローレスW・ラモス |

#### 7日目 2月7日
第1試合
|                                             | 1 | 2 | 3 | 4 | 5 | 6 | 7 | 8 | 9 | R | H | E |
| ------------------------------------------- | - | - | - | - | - | - | - | - | - | - | - | - |
| キュラソー・サンズ（CUW、3勝3敗）           | 0 | 0 | 0 | 1 | 0 | 0 | 0 | 0 | 1 | 2 | 8 | 0 |
| クリオージョス・デ・カグアス（PUR、3勝3敗） | 0 | 0 | 0 | 0 | 0 | 0 | 0 | 0 | 0 | 0 | 5 | 3 |

1. 勝利：J.C.スルバラン（1勝1敗）
2. セーブ：アンソニー・ヘレーラ（2S）
3. 敗戦：ダリル・トンプソン（2敗）
4. 審判
［球審］ヒルベルト・マイエル
［塁審］一塁: ラウル・モレノ、二塁: ユニオール・トーレス、三塁: フェリックス・ネオン
5. 試合開始時刻: 東部標準時（UTC-5）午前10時34分  試合時間: 2時間44分  観客: 6870人  気温: 72°F（22.2°C）
詳細: Serie del Caribe（スペイン語） / MLB.com Gameday（英語） / ESPN.com（英語）

| キュラソー・サンズ | キュラソー・サンズ | キュラソー・サンズ | キュラソー・サンズ | キュラソー・サンズ | クリオージョス・デ・カグアス | クリオージョス・デ・カグアス | クリオージョス・デ・カグアス | クリオージョス・デ・カグアス | クリオージョス・デ・カグアス                                                                                        |
| ------------------ | ------------------ | ------------------ | ------------------ | --- | ---------------------------- | ---------------------------- | ---------------------------- | ---------------------------- | --- |
| 打順               | 守備               | 選手               | 打席               | J・スルバランH・クレメンティナJure・プロ · ファーJ・スコープD・グレゴリ · ウスA・シモンズR・バーナ · ディーナJuri・プロファーA・リファエラW・バレンティン | 打順                         | 守備                         | 選手                         | 打席                         | D・トンプソンJo・モラレスJ・エスカーラV・マシンEm・リベラJa・ロペスD・オルティーズB・トーレスN・ベラスケスH・ラモス |
| 1                  | 左                 | R・バーナディーナ  | 左                 | J・スルバランH・クレメンティナJure・プロ · ファーJ・スコープD・グレゴリ · ウスA・シモンズR・バーナ · ディーナJuri・プロファーA・リファエラW・バレンティン | 1                            | 中                           | B・トーレス                  | 左                           | D・トンプソンJo・モラレスJ・エスカーラV・マシンEm・リベラJa・ロペスD・オルティーズB・トーレスN・ベラスケスH・ラモス |
| 2                  | 中                 | Juri・プロファー   | 両                 | J・スルバランH・クレメンティナJure・プロ · ファーJ・スコープD・グレゴリ · ウスA・シモンズR・バーナ · ディーナJuri・プロファーA・リファエラW・バレンティン | 2                            | 二                           | V・マシン                    | 左                           | D・トンプソンJo・モラレスJ・エスカーラV・マシンEm・リベラJa・ロペスD・オルティーズB・トーレスN・ベラスケスH・ラモス |
| 3                  | 三                 | D・グレゴリウス    | 左                 | J・スルバランH・クレメンティナJure・プロ · ファーJ・スコープD・グレゴリ · ウスA・シモンズR・バーナ · ディーナJuri・プロファーA・リファエラW・バレンティン | 3                            | 右                           | N・ベラスケス                | 右                           | D・トンプソンJo・モラレスJ・エスカーラV・マシンEm・リベラJa・ロペスD・オルティーズB・トーレスN・ベラスケスH・ラモス |
| 4                  | DH                 | W・バレンティン    | 右                 | J・スルバランH・クレメンティナJure・プロ · ファーJ・スコープD・グレゴリ · ウスA・シモンズR・バーナ · ディーナJuri・プロファーA・リファエラW・バレンティン | 4                            | 三                           | Em・リベラ                   | 右                           | D・トンプソンJo・モラレスJ・エスカーラV・マシンEm・リベラJa・ロペスD・オルティーズB・トーレスN・ベラスケスH・ラモス |
| 5                  | 二                 | J・スコープ        | 右                 | J・スルバランH・クレメンティナJure・プロ · ファーJ・スコープD・グレゴリ · ウスA・シモンズR・バーナ · ディーナJuri・プロファーA・リファエラW・バレンティン | 5                            | 一                           | J・エスカーラ                | 左                           | D・トンプソンJo・モラレスJ・エスカーラV・マシンEm・リベラJa・ロペスD・オルティーズB・トーレスN・ベラスケスH・ラモス |
| 6                  | 右                 | A・リファエラ      | 左                 | J・スルバランH・クレメンティナJure・プロ · ファーJ・スコープD・グレゴリ · ウスA・シモンズR・バーナ · ディーナJuri・プロファーA・リファエラW・バレンティン | 6                            | DH                           | H・ラモス                    | 右                           | D・トンプソンJo・モラレスJ・エスカーラV・マシンEm・リベラJa・ロペスD・オルティーズB・トーレスN・ベラスケスH・ラモス |
| 7                  | 捕                 | H・クレメンティナ  | 右                 | J・スルバランH・クレメンティナJure・プロ · ファーJ・スコープD・グレゴリ · ウスA・シモンズR・バーナ · ディーナJuri・プロファーA・リファエラW・バレンティン | 7                            | 左                           | D・オルティーズ              | 左                           | D・トンプソンJo・モラレスJ・エスカーラV・マシンEm・リベラJa・ロペスD・オルティーズB・トーレスN・ベラスケスH・ラモス |
| 8                  | 一                 | Jure・プロファー   | 右                 | J・スルバランH・クレメンティナJure・プロ · ファーJ・スコープD・グレゴリ · ウスA・シモンズR・バーナ · ディーナJuri・プロファーA・リファエラW・バレンティン | 8                            | 捕                           | Jo・モラレス                 | 右                           | D・トンプソンJo・モラレスJ・エスカーラV・マシンEm・リベラJa・ロペスD・オルティーズB・トーレスN・ベラスケスH・ラモス |
| 9                  | 遊                 | A・シモンズ        | 右                 | J・スルバランH・クレメンティナJure・プロ · ファーJ・スコープD・グレゴリ · ウスA・シモンズR・バーナ · ディーナJuri・プロファーA・リファエラW・バレンティン | 9                            | 遊                           | Ja・ロペス                   | 右                           | D・トンプソンJo・モラレスJ・エスカーラV・マシンEm・リベラJa・ロペスD・オルティーズB・トーレスN・ベラスケスH・ラモス |
| 先発投手           | 先発投手           | 先発投手           | 投球               | J・スルバランH・クレメンティナJure・プロ · ファーJ・スコープD・グレゴリ · ウスA・シモンズR・バーナ · ディーナJuri・プロファーA・リファエラW・バレンティン | 先発投手                     | 先発投手                     | 先発投手                     | 投球                         | D・トンプソンJo・モラレスJ・エスカーラV・マシンEm・リベラJa・ロペスD・オルティーズB・トーレスN・ベラスケスH・ラモス |
| J・スルバラン      | J・スルバラン      | J・スルバラン      | 右                 | J・スルバランH・クレメンティナJure・プロ · ファーJ・スコープD・グレゴリ · ウスA・シモンズR・バーナ · ディーナJuri・プロファーA・リファエラW・バレンティン | D・トンプソン                | D・トンプソン                | D・トンプソン                | 右                           | D・トンプソンJo・モラレスJ・エスカーラV・マシンEm・リベラJa・ロペスD・オルティーズB・トーレスN・ベラスケスH・ラモス |

第2試合
|                                           | 1 | 2 | 3 | 4 | 5 | 6 | 7 | 8 | 9 | R | H | E |
| ----------------------------------------- | - | - | - | - | - | - | - | - | - | - | - | - |
| ティグレス・デル・リセイ（DOM、3勝3敗）   | 0 | 0 | 1 | 0 | 0 | 0 | 0 | 0 | 0 | 1 | 8 | 0 |
| フェデラーレス・デ・チリキ（PAN、5勝1敗） | 0 | 1 | 0 | 0 | 0 | 1 | 0 | 1 | X | 3 | 7 | 1 |

1. 勝利：デイビス・ロメロ（1勝）
2. 敗戦：リサルベルト・ボニーヤ（1敗）
3. 本塁打
PAN：ジョニー・サントス2号ソロ、クリスチャン・ベタンコート1号ソロ
4. 審判
［球審］ジョナタン・パーラ
［塁審］一塁: ケルビス・ベレス、二塁: ガブリエル・アルフォンソ、三塁: イバン・メルカド
5. 試合開始時刻: 東部標準時（UTC-5）午後3時33分  試合時間: 2時間48分  観客: 8817人  気温: 72°F（22.2°C）
詳細: Serie del Caribe（スペイン語） / MLB.com Gameday（英語） / ESPN.com（英語）

| ティグレス・デル・リセイ | ティグレス・デル・リセイ | ティグレス・デル・リセイ | ティグレス・デル・リセイ | ティグレス・デル・リセイ | フェデラーレス・デ・チリキ | フェデラーレス・デ・チリキ | フェデラーレス・デ・チリキ | フェデラーレス・デ・チリキ | フェデラーレス・デ・チリキ                                                                                                |
| ------------------------ | ------------------------ | ------------------------ | ------------------------ | --- | -------------------------- | -------------------------- | -------------------------- | -------------------------- | --- |
| 打順                     | 守備                     | 選手                     | 打席                     | J・マルティネスM・デラクルーズR・ヘルナン · デスR・カノD・ルーゴSe・アルカンタラY・ヘルナンデスH・ロドリゲスJ・レイクE・ボニファシオ | 打順                       | 守備                       | 選手                       | 打席                       | E・シルバI・ヘレーラC・ベタン · コートJ・アルナエスJ・ライトJ・カマルゴA・コードバJ・サントスR・セスペデスJ・サンタマリア |
| 1                        | DH                       | E・ボニファシオ          | 両                       | J・マルティネスM・デラクルーズR・ヘルナン · デスR・カノD・ルーゴSe・アルカンタラY・ヘルナンデスH・ロドリゲスJ・レイクE・ボニファシオ | 1                          | 三                         | J・ライト                  | 右                         | E・シルバI・ヘレーラC・ベタン · コートJ・アルナエスJ・ライトJ・カマルゴA・コードバJ・サントスR・セスペデスJ・サンタマリア |
| 2                        | 中                       | H・ロドリゲス            | 左                       | J・マルティネスM・デラクルーズR・ヘルナン · デスR・カノD・ルーゴSe・アルカンタラY・ヘルナンデスH・ロドリゲスJ・レイクE・ボニファシオ | 2                          | 左                         | A・コードバ                | 右                         | E・シルバI・ヘレーラC・ベタン · コートJ・アルナエスJ・ライトJ・カマルゴA・コードバJ・サントスR・セスペデスJ・サンタマリア |
| 3                        | 二                       | R・カノ                  | 左                       | J・マルティネスM・デラクルーズR・ヘルナン · デスR・カノD・ルーゴSe・アルカンタラY・ヘルナンデスH・ロドリゲスJ・レイクE・ボニファシオ | 3                          | 捕                         | I・ヘレーラ                | 右                         | E・シルバI・ヘレーラC・ベタン · コートJ・アルナエスJ・ライトJ・カマルゴA・コードバJ・サントスR・セスペデスJ・サンタマリア |
| 4                        | 一                       | R・ヘルナンデス          | 右                       | J・マルティネスM・デラクルーズR・ヘルナン · デスR・カノD・ルーゴSe・アルカンタラY・ヘルナンデスH・ロドリゲスJ・レイクE・ボニファシオ | 4                          | 一                         | C・ベタンコート            | 右                         | E・シルバI・ヘレーラC・ベタン · コートJ・アルナエスJ・ライトJ・カマルゴA・コードバJ・サントスR・セスペデスJ・サンタマリア |
| 5                        | 三                       | D・ルーゴ                | 右                       | J・マルティネスM・デラクルーズR・ヘルナン · デスR・カノD・ルーゴSe・アルカンタラY・ヘルナンデスH・ロドリゲスJ・レイクE・ボニファシオ | 5                          | 遊                         | J・カマルゴ                | 両                         | E・シルバI・ヘレーラC・ベタン · コートJ・アルナエスJ・ライトJ・カマルゴA・コードバJ・サントスR・セスペデスJ・サンタマリア |
| 6                        | 左                       | Y・ヘルナンデス          | 左                       | J・マルティネスM・デラクルーズR・ヘルナン · デスR・カノD・ルーゴSe・アルカンタラY・ヘルナンデスH・ロドリゲスJ・レイクE・ボニファシオ | 6                          | 二                         | J・アルナエス              | 右                         | E・シルバI・ヘレーラC・ベタン · コートJ・アルナエスJ・ライトJ・カマルゴA・コードバJ・サントスR・セスペデスJ・サンタマリア |
| 7                        | 捕                       | M・デラクルーズ          | 両                       | J・マルティネスM・デラクルーズR・ヘルナン · デスR・カノD・ルーゴSe・アルカンタラY・ヘルナンデスH・ロドリゲスJ・レイクE・ボニファシオ | 7                          | 中                         | J・サントス                | 右                         | E・シルバI・ヘレーラC・ベタン · コートJ・アルナエスJ・ライトJ・カマルゴA・コードバJ・サントスR・セスペデスJ・サンタマリア |
| 8                        | 右                       | J・レイク                | 右                       | J・マルティネスM・デラクルーズR・ヘルナン · デスR・カノD・ルーゴSe・アルカンタラY・ヘルナンデスH・ロドリゲスJ・レイクE・ボニファシオ | 8                          | 右                         | R・セスペデス              | 左                         | E・シルバI・ヘレーラC・ベタン · コートJ・アルナエスJ・ライトJ・カマルゴA・コードバJ・サントスR・セスペデスJ・サンタマリア |
| 9                        | 遊                       | Se・アルカンタラ         | 両                       | J・マルティネスM・デラクルーズR・ヘルナン · デスR・カノD・ルーゴSe・アルカンタラY・ヘルナンデスH・ロドリゲスJ・レイクE・ボニファシオ | 9                          | DH                         | J・サンタマリア            | 右                         | E・シルバI・ヘレーラC・ベタン · コートJ・アルナエスJ・ライトJ・カマルゴA・コードバJ・サントスR・セスペデスJ・サンタマリア |
| 先発投手                 | 先発投手                 | 先発投手                 | 投球                     | J・マルティネスM・デラクルーズR・ヘルナン · デスR・カノD・ルーゴSe・アルカンタラY・ヘルナンデスH・ロドリゲスJ・レイクE・ボニファシオ | 先発投手                   | 先発投手                   | 先発投手                   | 投球                       | E・シルバI・ヘレーラC・ベタン · コートJ・アルナエスJ・ライトJ・カマルゴA・コードバJ・サントスR・セスペデスJ・サンタマリア |
| J・マルティネス          | J・マルティネス          | J・マルティネス          | 右                       | J・マルティネスM・デラクルーズR・ヘルナン · デスR・カノD・ルーゴSe・アルカンタラY・ヘルナンデスH・ロドリゲスJ・レイクE・ボニファシオ | E・シルバ                  | E・シルバ                  | E・シルバ                  | 右                         | E・シルバI・ヘレーラC・ベタン · コートJ・アルナエスJ・ライトJ・カマルゴA・コードバJ・サントスR・セスペデスJ・サンタマリア |

第3試合
|                                               | 1 | 2 | 3 | 4 | 5 | 6 | 7 | 8 | 9 | R | H  | E |
| --------------------------------------------- | - | - | - | - | - | - | - | - | - | - | -- | - |
| ヒガンテス・デ・リバス（NIC、0勝6敗）         | 0 | 0 | 0 | 0 | 0 | 0 | 0 | 0 | 0 | 0 | 0  | 0 |
| ティブロネス・デ・ラ・グアイラ（VEN、5勝1敗） | 0 | 0 | 0 | 2 | 0 | 1 | 1 | 5 | X | 9 | 18 | 0 |

1. 勝利：アンヘル・パドロン（1勝）
2. 敗戦：ヨアンネル・ネグリン（1敗）
3. 審判
［球審］マイケル・サラサー
［塁審］一塁: アーロン・レイバ、二塁: ハーリー・アコスタ、三塁: リカルド・カポイス
4. 試合開始時刻: 東部標準時（UTC-5）午後8時32分  試合時間: 2時間30分  観客: 1万3488人  気温: 72°F（22.2°C）
詳細: Serie del Caribe（スペイン語） / MLB.com Gameday（英語） / ESPN.com（英語）

| ヒガンテス・デ・リバス | ヒガンテス・デ・リバス | ヒガンテス・デ・リバス | ヒガンテス・デ・リバス | ヒガンテス・デ・リバス                                                                                          | ティブロネス・デ・ラ・グアイラ | ティブロネス・デ・ラ・グアイラ | ティブロネス・デ・ラ・グアイラ | ティブロネス・デ・ラ・グアイラ | ティブロネス・デ・ラ・グアイラ                                                                             |
| ---------------------- | ---------------------- | ---------------------- | ---------------------- | --- | ------------------------------ | ------------------------------ | ------------------------------ | ------------------------------ | --- |
| 打順                   | 守備                   | 選手                   | 打席                   | Y・ネグリンM・ノボアR・リードJe・ロペスC・カスバートB・アレグリアE・ガルシアJ・リチャーズF・ペゲーロE・ミランダ | 打順                           | 守備                           | 選手                           | 打席                           | A・パドロンF・アルシアL・レジナットA・エスコバーH・ペレスW・トーバーY・プイグF・バレトO・ヘレーラW・ラモス |
| 1                      | 遊                     | B・アレグリア          | 右                     | Y・ネグリンM・ノボアR・リードJe・ロペスC・カスバートB・アレグリアE・ガルシアJ・リチャーズF・ペゲーロE・ミランダ | 1                              | 右                             | O・ヘレーラ                    | 左                             | A・パドロンF・アルシアL・レジナットA・エスコバーH・ペレスW・トーバーY・プイグF・バレトO・ヘレーラW・ラモス |
| 2                      | 左                     | E・ガルシア            | 右                     | Y・ネグリンM・ノボアR・リードJe・ロペスC・カスバートB・アレグリアE・ガルシアJ・リチャーズF・ペゲーロE・ミランダ | 2                              | 遊                             | W・トーバー                    | 右                             | A・パドロンF・アルシアL・レジナットA・エスコバーH・ペレスW・トーバーY・プイグF・バレトO・ヘレーラW・ラモス |
| 3                      | 右                     | F・ペゲーロ            | 右                     | Y・ネグリンM・ノボアR・リードJe・ロペスC・カスバートB・アレグリアE・ガルシアJ・リチャーズF・ペゲーロE・ミランダ | 3                              | 三                             | H・ペレス                      | 右                             | A・パドロンF・アルシアL・レジナットA・エスコバーH・ペレスW・トーバーY・プイグF・バレトO・ヘレーラW・ラモス |
| 4                      | 一                     | R・リード              | 右                     | Y・ネグリンM・ノボアR・リードJe・ロペスC・カスバートB・アレグリアE・ガルシアJ・リチャーズF・ペゲーロE・ミランダ | 4                              | DH                             | W・ラモス                      | 右                             | A・パドロンF・アルシアL・レジナットA・エスコバーH・ペレスW・トーバーY・プイグF・バレトO・ヘレーラW・ラモス |
| 5                      | 捕                     | M・ノボア              | 右                     | Y・ネグリンM・ノボアR・リードJe・ロペスC・カスバートB・アレグリアE・ガルシアJ・リチャーズF・ペゲーロE・ミランダ | 5                              | 左                             | Y・プイグ                      | 右                             | A・パドロンF・アルシアL・レジナットA・エスコバーH・ペレスW・トーバーY・プイグF・バレトO・ヘレーラW・ラモス |
| 6                      | 三                     | C・カスバート          | 右                     | Y・ネグリンM・ノボアR・リードJe・ロペスC・カスバートB・アレグリアE・ガルシアJ・リチャーズF・ペゲーロE・ミランダ | 6                              | 一                             | L・レジナット                  | 右                             | A・パドロンF・アルシアL・レジナットA・エスコバーH・ペレスW・トーバーY・プイグF・バレトO・ヘレーラW・ラモス |
| 7                      | DH                     | E・ミランダ            | 右                     | Y・ネグリンM・ノボアR・リードJe・ロペスC・カスバートB・アレグリアE・ガルシアJ・リチャーズF・ペゲーロE・ミランダ | 7                              | 二                             | A・エスコバー                  | 右                             | A・パドロンF・アルシアL・レジナットA・エスコバーH・ペレスW・トーバーY・プイグF・バレトO・ヘレーラW・ラモス |
| 8                      | 二                     | Je・ロペス             | 右                     | Y・ネグリンM・ノボアR・リードJe・ロペスC・カスバートB・アレグリアE・ガルシアJ・リチャーズF・ペゲーロE・ミランダ | 8                              | 捕                             | F・アルシア                    | 左                             | A・パドロンF・アルシアL・レジナットA・エスコバーH・ペレスW・トーバーY・プイグF・バレトO・ヘレーラW・ラモス |
| 9                      | 中                     | J・リチャーズ          | 左                     | Y・ネグリンM・ノボアR・リードJe・ロペスC・カスバートB・アレグリアE・ガルシアJ・リチャーズF・ペゲーロE・ミランダ | 9                              | 中                             | F・バレト                      | 右                             | A・パドロンF・アルシアL・レジナットA・エスコバーH・ペレスW・トーバーY・プイグF・バレトO・ヘレーラW・ラモス |
| 先発投手               | 先発投手               | 先発投手               | 投球                   | Y・ネグリンM・ノボアR・リードJe・ロペスC・カスバートB・アレグリアE・ガルシアJ・リチャーズF・ペゲーロE・ミランダ | 先発投手                       | 先発投手                       | 先発投手                       | 投球                           | A・パドロンF・アルシアL・レジナットA・エスコバーH・ペレスW・トーバーY・プイグF・バレトO・ヘレーラW・ラモス |
| Y・ネグリン            | Y・ネグリン            | Y・ネグリン            | 右                     | Y・ネグリンM・ノボアR・リードJe・ロペスC・カスバートB・アレグリアE・ガルシアJ・リチャーズF・ペゲーロE・ミランダ | A・パドロン                    | A・パドロン                    | A・パドロン                    | 左                             | A・パドロンF・アルシアL・レジナットA・エスコバーH・ペレスW・トーバーY・プイグF・バレトO・ヘレーラW・ラモス |

### 決勝トーナメント
予選ラウンド終了の翌日から2日間、決勝トーナメントが行われた。準決勝の組み合わせは、予選ラウンド1位のベネズエラ代表ティブロネス・デ・ラ・グアイラ対4位のキュラソー代表キュラソー・サンズ、および2位のパナマ代表フェデラーレス・デ・チリキ対3位のドミニカ共和国代表ティグレス・デル・リセイとなった。決勝戦・3位決定戦も含めて全て予選ラウンド上位のチームが後攻となる。

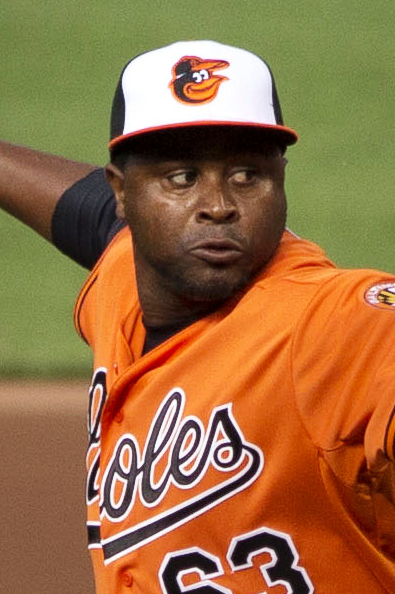
ハイロ・アセンシオ（写真は2013年7月13日、メジャーリーグベースボールのボルチモア・オリオールズ在籍時に撮影）

準決勝第1試合のティグレス対フェデラーレスは、前日の第2試合と同じ顔合わせとなった。フェデラーレスは、前日はエルネスト・シルバ→デイビス・ロメロの投手リレーでティグレス打線を1得点のみに封じていた。しかし準決勝では、守りのミスを相手打線に付け込まれ、序盤から失点を重ねた。初回表、ティグレスは一死一塁から、3番ロビンソン・カノが内野ゴロに倒れる。フェデラーレスの二塁手ジョシュワン・ライトはこの打球処理にもたつき併殺を取ることができず、カノを一塁でアウトにしたものの二塁に走者を残した。この走者を4番ダウェル・ルーゴが中前打で還し、ティグレスが1点を先制した。3回表には、フェデラーレスの先発投手ハロルド・アラウスが先頭打者ジュニオール・レイクをストレートの四球で歩かせ、ボークで二塁へ進める。ティグレスは次打者エミリオ・ボニファシオの中前打で追加点を挙げた。アラウスは一死一・二塁と走者を溜めて降板し、マウンドを引き継いだスティーブン・フエンテスは4番ルーゴへ四球のあと、5番ヤディエル・ヘルナンデスの犠牲フライでさらに1点を失った。フェデラーレス打線は2回裏二死一・二塁、3回裏無死一・二塁や5回裏一死一・二塁など、たびたび走者を得点圏へ進めながらも、ティグレスの先発投手キャメロン・ガンや救援陣に抑えられ得点を奪えない。8回裏、5番手投手J.C.メヒアから先頭打者アレン・コードバが二塁打で出塁し、次打者イバン・ヘレーラの中前打で1点を返したが、反撃はこの1点にとどまった。フェデラーレス打線はこの試合、走者を得点圏に置いた場面では11打数1安打に抑えられた。ティグレスは3点リードの9回裏、抑え投手ハイロ・アセンシオを登板させる。フェデラーレスは二死一塁から1番ライトが右前打を放つが、一塁走者リカルド・セスペデスが三塁を狙ったところを右翼手レイクが送球で刺して試合終了、ティグレスが決勝へ進出した。ドミニカ共和国勢の決勝進出はこれで5年連続となる。アセンシオは今大会4セーブ目で1大会の最多記録に並ぶと同時に、通算10セーブ目で歴代最多記録を更新した。
準決勝第2試合は、序盤はサンズが優位に進める。相手先発投手ミゲル・ロメロの立ち上がりを捉え、初回表無死二塁から2番ジュリクソン・プロファーの右前打で先制点を挙げると、4回表にも一死一塁から7番ジュレミ・プロファーの適時二塁打でさらに1点を追加した。サンズの先発投手ネルマーソン・アンジェラは相手打線を3イニング無安打に封じ、4回裏も先頭から2打者を打ち取った。しかしティブロネスはそこから内野安打と四球で一・二塁とし、6番ラモン・フローレスの中前打で1点を返した。なおも二・三塁で、サンズはアンジェラからケビン・ケリーへ継投したが、ティブロネスは7番ルイス・トレンズの左前打で2走者を還して逆転した。トレンズは今大会で打撃不振に陥り予選ラウンド最終戦を欠場、その間に不振の原因をバッティンググローブへの違和感に求め、この日はバットを素手で握ったところ第2打席で成果が出た。ティブロネスは6回裏にも、4番手投手ウェンデル・フロラヌスから二死一塁として6番R・フローレスの二塁打で1点、代わったフランクリン・バングルプから7番トレンズの四球を挟み8番レオナルド・レジナットの二塁打で2点を加え、4点差に突き放した。監督のオジー・ギーエンも指摘するように、この日の6得点は全て二死からもたらされた。7回表以降、ティブロネスは1イニングずつシルビーノ・ブラチョ→アンソニー・ビスカヤ→アーナルド・ヘルナンデスと継投する。サンズは7回と9回にいずれも二死一・二塁としたものの、S・ブラチョやA・ヘルナンデスから得点を奪うには至らず。こうしてティブロネスがリードを守り切り、6－2でサンズを下して決勝へ駒を進めた。この試合ではティブロネスが7安打に7四球を絡めて6点を奪ったのに対し、サンズは相手を上回る11安打を放ちながら2得点しか挙げられなかった。結果的に準決勝は、2試合とも主催団体カリブ海プロ野球連合加盟国のチームと招待国・地域のチームとの対戦で、いずれも前者が格上の実力を示す格好となった。これにより翌日の決勝は、前回大会と同じくドミニカ共和国勢とベネズエラ勢の対戦になった。

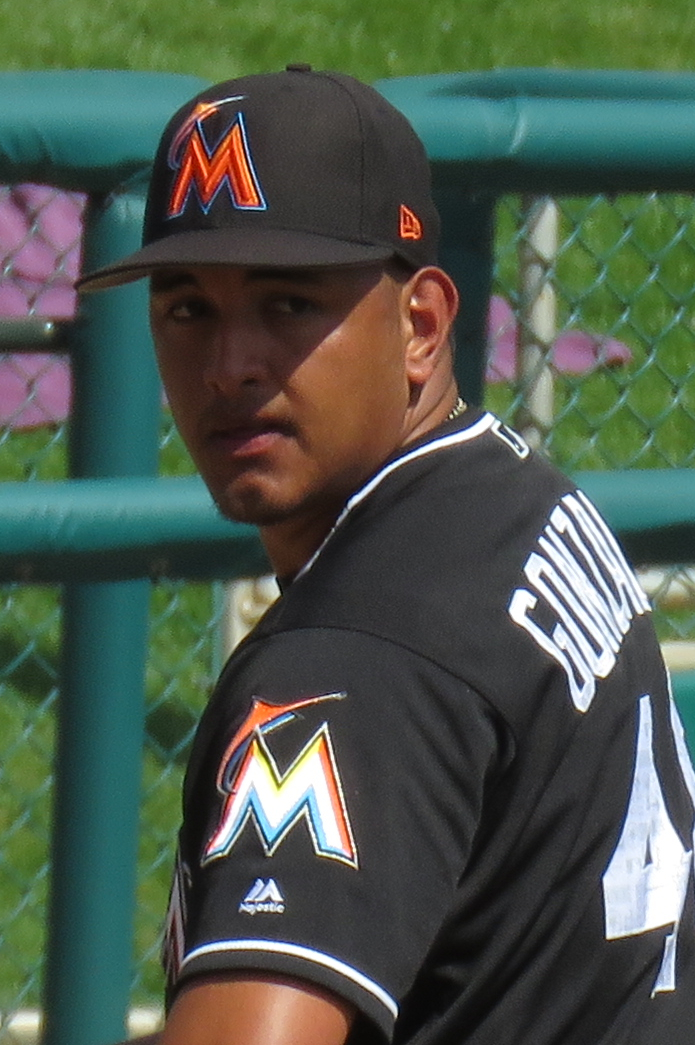
セベリーノ・ゴンザレス（写真は2017年3月4日、メジャーリーグベースボールのマイアミ・マーリンズ在籍時に撮影）

翌日、9日間におよぶ大会も最終日を迎え、まず3位決定戦のサンズ対フェデラーレスが行われた。2回表、サンズは5番Jure・プロファーと6番ディディ・グレゴリウスの連打で一死一・三塁とすると、7番アデマー・リファエラも左前打で続いて1点を先制する。その裏、フェデラーレスは二死一・三塁で9番ライトが三ゴロに打ち取られるも、これを三塁手ダレン・セフェリナが一塁へ悪送球し同点に追いつく。3回表、サンズは先頭打者セフェリナが右前打で出塁後、次打者ロジャー・バーナディーナの中前打で一塁から長駆生還して勝ち越す。二死後には4番ジョナサン・スコープに左翼ポール直撃の2点本塁打が出て、4－1と点差が広がった。しかしフェデラーレスが先発投手ヘイター・トカーを諦めてサムエル・ブルゴスへ継投すると、ブルゴスは後続を断ったうえに4回以降も続投して試合の流れを変えた。4回裏、フェデラーレスは一死二・三塁から8番セスペデスの一ゴロと9番ライトの中前打で1点差に追い上げる。二死一塁でサンズは先発投手スコット・プリンスを降板させ、コディ・ミンシーをマウンドへ送った。今大会のサンズは、先発投手がイニング途中で降板に追い込まれる場面が目立った。フェデラーレスはこの回こそさらなる追加点を挙げられなかったが、6回裏にはミンシーから一死満塁の好機を作り、9番ライトの犠牲フライで再び同点とする。そして7回裏、3番I・ヘレーラがミンシーからソロ本塁打を放ち、5－4と逆転した。I・ヘレーラは3本塁打・10打点のいずれも今大会の全選手中最多である。ブルゴスは8回表一死一・二塁の危機を招いて降板するまで4.2イニングで無失点と好投、マウンドを引き継いだロナルド・ラミレスも後続を断ち1点リードを守った。9回表、フェデラーレスは抑え投手セベリーノ・ゴンザレスが登板、味方守備の失策で同点の走者を背負ったものの1番バーナディーナを三飛、2番Juri・プロファーを見逃し三振に仕留めて試合を締めた。この結果、フェデラーレスが3位で大会を終えた。パナマ勢は前回大会の6位から今大会は3位へ、キュラソー勢は前回大会の7位から今大会は4位へ、それぞれ順位を上げた。どちらも招待国・地域であり次回大会参加は確約されておらず、フェデラーレス監督のホセ・マヨルガやサンズの4番J・スコープは試合後、参加継続希望の旨を口にした。
1万958人を集めた3位決定戦も終わり、ティグレス対ティブロネスの決勝戦を目当てにした観客が入れ替わりでローンデポ・パークに入場してくる。多くの観客が足を運び、最終的な観客動員は3万6677人にのぼった。これは今大会3日目で樹立された大会最多記録3万5972人をさらに更新するとともに、前年3月に同じ球場で開催された第5回ワールド・ベースボール・クラシック（WBC）の決勝戦、アメリカ合衆国代表対日本代表戦の3万6098人をも上回った。試合前の始球式では、マイアミ・マーリンズ所属でドミニカ共和国出身の投手エウリー・ペレスとベネズエラ出身の内野手ルイス・アラエスがボールを投じた。マーリンズの選手では彼ら以外にもサンディ・アルカンタラやヘスス・サンチェス、アビサイル・ガルシアといった面々が観戦に訪れ、MLB他球団の現役選手や元選手でもフアン・ソトやグレイバー・トーレス、ミゲル・カブレラが来場するなど、両国出身者の姿がみられた。観客はみたところでは、開催地・南フロリダの民族構成を反映してか、ティブロネスのファンの姿がやや目立っていた。彼らの一部は場内に楽器を持ち込み、客席のあちらこちらでサンバのリズムを奏でて雰囲気を盛り上げていた。

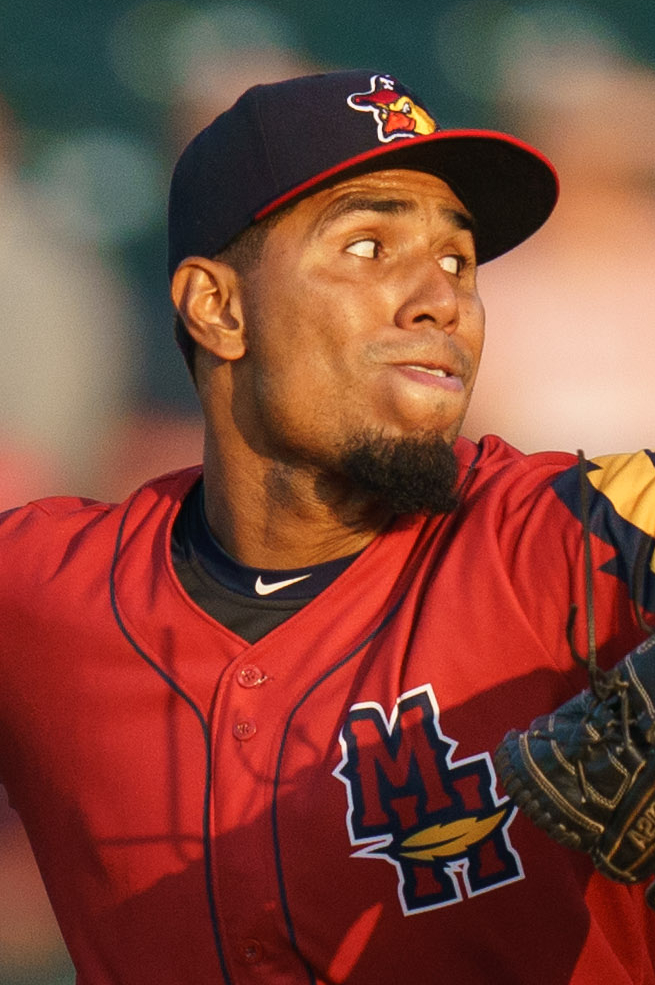
リカルド・ピント（写真は2021年7月7日、マイナーリーグベースボールAAA級トレド在籍時に撮影）

決勝戦の先発投手は、ティブロネスがリカルド・ピント、ティグレスがシーザー・バルデス。ティブロネスは当初、最終日にジョーリス・チャシーンを投げさせるように先発ローテーションを組んでいたが、そのチャシーンが4日目の試合前練習で負傷したため予定を変更し、5日目に先発したピントを中3日で起用した。ティグレスは準決勝の先発にガンを抜擢することでC・バルデスを温存し、3日目から中5日で決勝戦に投げさせることが可能になった。初回表、ティグレスは二死から3番カノの二塁打で得点圏に走者を置き、4番ルーゴが左翼方向へライナー性の打球を放つも、左翼手ヤシエル・プイグのスライディングキャッチに先制適時打を阻まれる。ティブロネスはその裏に二死一・二塁としたが、5番プイグが遊ゴロに打ち取られてこちらも先制点を奪えず。プイグはこのとき、足を痛めて引きずるような仕草を見せながら一塁へ向かったが、2回以降も交代せずに出場を続けた。2回裏にもティブロネスが二死一・三塁の好機を作ったものの、1番アレクシー・アマリスタが一ゴロに倒れ、序盤3イニングは互いに得点を挙げられないまま過ぎていった。4回裏、ティブロネスは先頭打者プイグが中前打で出塁し代走のオデュベル・ヘレーラと交代、そこから6番R・フローレスの左前打と7番トレンズの犠牲バントで一死二・三塁とする。ティグレスは8番レジナットを敬遠して満塁策を採ったが、ティブロネスは9番アルシデス・エスコバーの犠牲フライで1点を先制した。C・バルデスは1番アマリスタを三振させてこの回を1失点のみにとどめたが、ここまでの4イニング中3イニングで複数の走者を塁上に溜める苦しい投球を強いられた。ピントは3回表から5回表までの3イニングで出塁を許した場面は3番カノの中前打のみ、その走者も三振併殺で帳消しにし、相手の攻撃を最少の9人で終わらせた。
ティグレスは5回裏もC・バルデスを続投させた。その結果、ティブロネスは先頭打者ウィルフレド・トーバーが右前打で出塁したのを次打者エルナン・ペレスが三塁打で還して追加点を挙げ、ティグレスはC・バルデスを降板させざるを得なくなった。継投が遅れたことや、捕手に彼と組み慣れたマイケル・デラクルーズではなくウェブスター・リーバスを起用したことについて試合後、監督のギルバート・ゴメスは批判の槍玉に挙げられることとなる。このあと5番O・ヘレーラはジョナサン・アロとの対戦で二ゴロに打ち取られたが、その間に三塁走者H・ペレスが3点目のホームを踏んだ。ピントは無失点のまま6回表も続投し、二死一塁から3番カノを四球で歩かせると4番ルーゴには死球をぶつけ、同点の走者を一塁に背負う満塁の危機を招く。ここで「中3日の疲労を少し感じるようになり、指に違和感が出てきた」としてヨルガン・カバネリオの救援を仰いだ。5番Y・ヘルナンデスは今大会では打撃が低調だったが、G・ゴメスは彼の経験を買い、代打を送らずそのまま打席に立たせた。Y・ヘルナンデスはフルカウントまで持ち込みながら、遊ゴロで走者を還せずに終わった。ティグレスは全8試合で平均2.4得点が7チーム中6位、決勝トーナメントの2試合で打率.222・OPS.550は4チーム中最下位と打線が貧弱だった。7回表以降ティブロネスは、前日と同じく1イニングずつの継投でS・ブラチョ→ビスカヤ→A・ヘルナンデスとつないで逃げ切りを図る。今大会のティブロネスは防御率が7チーム中最高の1.88と投手陣が強力で、そのなかでもこの3人にカバネリオを加えた救援4投手は合計20.2イニングで防御率0.44と安定していた。3－0のまま最後はA・ヘルナンデスが7番ケルビン・グティエレスを二ゴロに打ち取り、9回表を三者凡退で締めて試合終了、ティブロネスが優勝を決めた。
ティブロネスというチームにとっては、今大会は初優勝をかけた戦いだった。だがそのなかには、各々の理由から今大会を雪辱の機会として捉えている選手もいた。例えば内野手のH・ペレスは、ベネズエラで開催された前回大会に地元レオネス・デル・カラカスの一員として出場し、決勝戦でティグレスと対戦するも0－3で敗れていた。また、救援投手のS・ブラチョは第5回WBCのベネズエラ代表に選出され、ローンデポ・パークでアメリカ合衆国代表と対戦したトーナメント準々決勝、2点リードの8回表に登板したがトレイ・ターナーに逆転満塁本塁打を浴びて敗退を喫していた。今大会、H・ペレスは打率.321・OPS.905・5打点の好成績を残し、S・ブラチョは勝ちパターンの継投で7回を担った。試合後、H・ペレスは「喉元に刺さっていた小骨が取れた」、S・ブラチョは「リベンジの機会をくれるのが野球というスポーツの美しさだ」、とそれぞれの喜びを表現した。その一方で、今大会に関して因縁を持ちながら雪辱の意思を否定する人物もいた。監督のギーエンは、ローンデポ・パークが――"マーリンズ・パーク" として――開場した2012年にマーリンズ監督に就任したが、69勝93敗でナショナルリーグ東地区最下位に沈み、1年限りで解任されていた。今大会に際し、当時のことを訊かれたギーエンは「野球人生で最も困難な時期のひとつがあのときだった」とは認めながらも「今大会がメキシコで開催されていたとしても、大会に臨む姿勢は変わらないよ」「マーリンズが（2003年のワールドシリーズで）優勝したときの三塁コーチが俺だったことはみんな忘れてるんだな」と述べた。ただギーエンについては、優勝決定直後のフィールド上で選手たちとひとしきり喜び合ったあと、午前0時を過ぎて日付が変わってもなおマーリンズ時代と同じ三塁側のダグアウトに佇んでいた姿が確認されている。
ベネズエラではティブロネスが優勝を決めた直後から、大統領ニコラス・マドゥロをはじめ、副大統領デルシー・ロドリゲスや外務大臣イバン・ヒル、若者・スポーツ大臣メルビン・マルドナードら閣僚がX（旧Twitter）上で祝福の言葉を相次いで投稿した。地元ラ・グアイラ州では数千人のファンが、雨が降るのもお構いなしに外へと繰り出し夜通し歓喜に湧いた。2月11日、ティブロネスは空路でアメリカ合衆国からベネズエラへ帰国した。同州マイケティアのシモン・ボリバル国際空港に航空機が着陸すると、ファンの歓声とレッドカーペットが一行を出迎えた。そこから一行はカティア・ラ・マールに設けられた祝賀カーニバル会場までパレードを行い、優勝トロフィーを掲げて沿道や会場のファンと喜びを分かち合った。同州知事ホセ・アレハンドロ・テラーンは、祝賀カーニバルを13日までの3日間にわたって続けると発表した。翌週20日には球団オーナーのウィルメル・ルペルティやエスコバーら一部選手たちが首都カラカスの国民議会議事堂を表敬訪問し、議長のホルヘ・ロドリゲス・ゴメスや、現職議員で与党・統一社会党副党首のディオスダド・カベージョらと面会した。一行はカベージョらにサイン入りユニフォームを贈呈し、議会はカベージョが提出したティブロネス称揚慶賀決議案を全会一致で採択した。
|  | 準決勝                                | 準決勝 |                                 |           | 決勝戦                                | 決勝戦 |
|  |                                       |        |                                 |           |                                       |        |
|  | 第1試合                               |        |                                 |           |                                       |        |
|  | ティグレス・デル・リセイ（3位）       | 4      | ティグレス・デル・リセイ（3位） | 0         |                                       |        |
|  | フェデラーレス・デ・チリキ（2位）     | 1      |                                 |           | ティブロネス・デ・ラ・グアイラ（1位） | 3      |
|  | 第2試合                               |        |                                 |           |                                       |        |
|  | キュラソー・サンズ（4位）             | 2      |                                 | 3位決定戦 | 3位決定戦                             |        |
|  | ティブロネス・デ・ラ・グアイラ（1位） | 6      |                                 |           |                                       |        |
|  |                                       |        |                                 |           | キュラソー・サンズ（4位）             | 4      |
|  |                                       |        |                                 |           | フェレラーレス・デ・チリキ（2位）     | 5      |
|  |                                       |        |                                 |           |                                       |        |

#### 8日目 2月8日（準決勝）
第1試合
|                                                | 1 | 2 | 3 | 4 | 5 | 6 | 7 | 8 | 9 | R | H | E |
| ---------------------------------------------- | - | - | - | - | - | - | - | - | - | - | - | - |
| ティグレス・デル・リセイ（DOM、決勝戦へ）      | 1 | 0 | 2 | 0 | 0 | 1 | 0 | 0 | 0 | 4 | 8 | 2 |
| フェデラーレス・デ・チリキ（PAN、3位決定戦へ） | 0 | 0 | 0 | 0 | 0 | 0 | 0 | 1 | 0 | 1 | 8 | 0 |

1. 勝利：フェルナンド・エイバッド（1勝）
2. セーブ：ハイロ・アセンシオ（4S）
3. 敗戦：ハロルド・アラウス（1敗）
4. 審判
［球審］ラウル・モレノ
［塁審］一塁: ロバート・ヌネス、二塁: レイ・バレーロ、三塁: ジョナタン・パーラ
［外審］左翼: ビンセント・モラレス、右翼: ユニオール・トーレス
5. 試合開始時刻: 東部標準時（UTC-5）午後3時3分  試合時間: 3時間12分  観客: 1万4265人  気温: 72°F（22.2°C）
詳細: Serie del Caribe（スペイン語） / MLB.com Gameday（英語） / ESPN.com（英語）

| ティグレス・デル・リセイ | ティグレス・デル・リセイ | ティグレス・デル・リセイ | ティグレス・デル・リセイ | ティグレス・デル・リセイ                                                                                            | フェデラーレス・デ・チリキ | フェデラーレス・デ・チリキ | フェデラーレス・デ・チリキ | フェデラーレス・デ・チリキ | フェデラーレス・デ・チリキ                                                                                         |
| ------------------------ | ------------------------ | ------------------------ | ------------------------ | --- | -------------------------- | -------------------------- | -------------------------- | -------------------------- | --- |
| 打順                     | 守備                     | 選手                     | 打席                     | C・ガンW・リーバスK・グティ · エレスR・カノD・ルーゴG・ヌニェスY・ヘルナンデスE・ボニファシオJ・レイクH・ロドリゲス | 打順                       | 守備                       | 選手                       | 打席                       | H・アラウスC・ベタンコートJ・アルナエスJ・ライトJ・カマルゴR・テハダA・コードバJ・サントスR・セスペデスI・ヘレーラ |
| 1                        | 中                       | E・ボニファシオ          | 両                       | C・ガンW・リーバスK・グティ · エレスR・カノD・ルーゴG・ヌニェスY・ヘルナンデスE・ボニファシオJ・レイクH・ロドリゲス | 1                          | 二                         | J・ライト                  | 右                         | H・アラウスC・ベタンコートJ・アルナエスJ・ライトJ・カマルゴR・テハダA・コードバJ・サントスR・セスペデスI・ヘレーラ |
| 2                        | 遊                       | G・ヌニェス              | 両                       | C・ガンW・リーバスK・グティ · エレスR・カノD・ルーゴG・ヌニェスY・ヘルナンデスE・ボニファシオJ・レイクH・ロドリゲス | 2                          | 左                         | A・コードバ                | 右                         | H・アラウスC・ベタンコートJ・アルナエスJ・ライトJ・カマルゴR・テハダA・コードバJ・サントスR・セスペデスI・ヘレーラ |
| 3                        | 二                       | R・カノ                  | 左                       | C・ガンW・リーバスK・グティ · エレスR・カノD・ルーゴG・ヌニェスY・ヘルナンデスE・ボニファシオJ・レイクH・ロドリゲス | 3                          | DH                         | I・ヘレーラ                | 右                         | H・アラウスC・ベタンコートJ・アルナエスJ・ライトJ・カマルゴR・テハダA・コードバJ・サントスR・セスペデスI・ヘレーラ |
| 4                        | 三                       | D・ルーゴ                | 右                       | C・ガンW・リーバスK・グティ · エレスR・カノD・ルーゴG・ヌニェスY・ヘルナンデスE・ボニファシオJ・レイクH・ロドリゲス | 4                          | 捕                         | C・ベタンコート            | 右                         | H・アラウスC・ベタンコートJ・アルナエスJ・ライトJ・カマルゴR・テハダA・コードバJ・サントスR・セスペデスI・ヘレーラ |
| 5                        | 左                       | Y・ヘルナンデス          | 左                       | C・ガンW・リーバスK・グティ · エレスR・カノD・ルーゴG・ヌニェスY・ヘルナンデスE・ボニファシオJ・レイクH・ロドリゲス | 5                          | 遊                         | R・テハダ                  | 右                         | H・アラウスC・ベタンコートJ・アルナエスJ・ライトJ・カマルゴR・テハダA・コードバJ・サントスR・セスペデスI・ヘレーラ |
| 6                        | 捕                       | W・リーバス              | 右                       | C・ガンW・リーバスK・グティ · エレスR・カノD・ルーゴG・ヌニェスY・ヘルナンデスE・ボニファシオJ・レイクH・ロドリゲス | 6                          | 三                         | J・カマルゴ                | 両                         | H・アラウスC・ベタンコートJ・アルナエスJ・ライトJ・カマルゴR・テハダA・コードバJ・サントスR・セスペデスI・ヘレーラ |
| 7                        | 一                       | K・グティエレス          | 右                       | C・ガンW・リーバスK・グティ · エレスR・カノD・ルーゴG・ヌニェスY・ヘルナンデスE・ボニファシオJ・レイクH・ロドリゲス | 7                          | 一                         | J・アルナエス              | 右                         | H・アラウスC・ベタンコートJ・アルナエスJ・ライトJ・カマルゴR・テハダA・コードバJ・サントスR・セスペデスI・ヘレーラ |
| 8                        | DH                       | H・ロドリゲス            | 左                       | C・ガンW・リーバスK・グティ · エレスR・カノD・ルーゴG・ヌニェスY・ヘルナンデスE・ボニファシオJ・レイクH・ロドリゲス | 8                          | 中                         | J・サントス                | 右                         | H・アラウスC・ベタンコートJ・アルナエスJ・ライトJ・カマルゴR・テハダA・コードバJ・サントスR・セスペデスI・ヘレーラ |
| 9                        | 右                       | J・レイク                | 右                       | C・ガンW・リーバスK・グティ · エレスR・カノD・ルーゴG・ヌニェスY・ヘルナンデスE・ボニファシオJ・レイクH・ロドリゲス | 9                          | 右                         | R・セスペデス              | 左                         | H・アラウスC・ベタンコートJ・アルナエスJ・ライトJ・カマルゴR・テハダA・コードバJ・サントスR・セスペデスI・ヘレーラ |
| 先発投手                 | 先発投手                 | 先発投手                 | 投球                     | C・ガンW・リーバスK・グティ · エレスR・カノD・ルーゴG・ヌニェスY・ヘルナンデスE・ボニファシオJ・レイクH・ロドリゲス | 先発投手                   | 先発投手                   | 先発投手                   | 投球                       | H・アラウスC・ベタンコートJ・アルナエスJ・ライトJ・カマルゴR・テハダA・コードバJ・サントスR・セスペデスI・ヘレーラ |
| C・ガン                  | C・ガン                  | C・ガン                  | 右                       | C・ガンW・リーバスK・グティ · エレスR・カノD・ルーゴG・ヌニェスY・ヘルナンデスE・ボニファシオJ・レイクH・ロドリゲス | H・アラウス                | H・アラウス                | H・アラウス                | 右                         | H・アラウスC・ベタンコートJ・アルナエスJ・ライトJ・カマルゴR・テハダA・コードバJ・サントスR・セスペデスI・ヘレーラ |

第2試合
|                                                 | 1 | 2 | 3 | 4 | 5 | 6 | 7 | 8 | 9 | R | H  | E |
| ----------------------------------------------- | - | - | - | - | - | - | - | - | - | - | -- | - |
| キュラソー・サンズ（CUW、3位決定戦へ）          | 1 | 0 | 0 | 1 | 0 | 0 | 0 | 0 | 0 | 2 | 11 | 0 |
| ティブロネス・デ・ラ・グアイラ（VEN、決勝戦へ） | 0 | 0 | 0 | 3 | 0 | 3 | 0 | 0 | X | 6 | 7  | 0 |

1. 勝利：ミゲル・ロメロ（2勝）
2. 敗戦：ネルマーソン・アンジェラ（1敗）
3. 審判
［球審］ケルビス・ベレス
［塁審］一塁: ヒルベルト・マイエル、二塁: ハーリー・アコスタ、三塁: フェリックス・ネオン
［外審］左翼: ビンセント・モラレス、右翼: リカルド・カポイス
4. 試合開始時刻: 東部標準時（UTC-5）午後8時4分  試合時間: 3時間12分  観客: 2万459人  気温: 72°F（22.2°C）
詳細: Serie del Caribe（スペイン語） / MLB.com Gameday（英語） / ESPN.com（英語）

| キュラソー・サンズ | キュラソー・サンズ | キュラソー・サンズ | キュラソー・サンズ | キュラソー・サンズ | ティブロネス・デ・ラ・グアイラ | ティブロネス・デ・ラ・グアイラ | ティブロネス・デ・ラ・グアイラ | ティブロネス・デ・ラ・グアイラ | ティブロネス・デ・ラ・グアイラ                                                                                 |
| ------------------ | ------------------ | ------------------ | ------------------ | --- | ------------------------------ | ------------------------------ | ------------------------------ | ------------------------------ | --- |
| 打順               | 守備               | 選手               | 打席               | N・アンジェラH・クレメンティナJure・プロ · ファーJ・スコープD・グレゴリ · ウスA・シモンズR・バーナ · ディーナJuri・プロファーA・リファエラW・バレンティン | 打順                           | 守備                           | 選手                           | 打席                           | M・ロメロL・トレンズL・レジナットA・エスコバーH・ペレスW・トーバーY・プイグA・アマリスタR・フローレスW・ラモス |
| 1                  | 左                 | R・バーナディーナ  | 左                 | N・アンジェラH・クレメンティナJure・プロ · ファーJ・スコープD・グレゴリ · ウスA・シモンズR・バーナ · ディーナJuri・プロファーA・リファエラW・バレンティン | 1                              | 中                             | A・アマリスタ                  | 左                             | M・ロメロL・トレンズL・レジナットA・エスコバーH・ペレスW・トーバーY・プイグA・アマリスタR・フローレスW・ラモス |
| 2                  | 中                 | Juri・プロファー   | 両                 | N・アンジェラH・クレメンティナJure・プロ · ファーJ・スコープD・グレゴリ · ウスA・シモンズR・バーナ · ディーナJuri・プロファーA・リファエラW・バレンティン | 2                              | 遊                             | W・トーバー                    | 右                             | M・ロメロL・トレンズL・レジナットA・エスコバーH・ペレスW・トーバーY・プイグA・アマリスタR・フローレスW・ラモス |
| 3                  | 三                 | D・グレゴリウス    | 左                 | N・アンジェラH・クレメンティナJure・プロ · ファーJ・スコープD・グレゴリ · ウスA・シモンズR・バーナ · ディーナJuri・プロファーA・リファエラW・バレンティン | 3                              | 三                             | H・ペレス                      | 右                             | M・ロメロL・トレンズL・レジナットA・エスコバーH・ペレスW・トーバーY・プイグA・アマリスタR・フローレスW・ラモス |
| 4                  | DH                 | W・バレンティン    | 右                 | N・アンジェラH・クレメンティナJure・プロ · ファーJ・スコープD・グレゴリ · ウスA・シモンズR・バーナ · ディーナJuri・プロファーA・リファエラW・バレンティン | 4                              | DH                             | W・ラモス                      | 右                             | M・ロメロL・トレンズL・レジナットA・エスコバーH・ペレスW・トーバーY・プイグA・アマリスタR・フローレスW・ラモス |
| 5                  | 二                 | J・スコープ        | 右                 | N・アンジェラH・クレメンティナJure・プロ · ファーJ・スコープD・グレゴリ · ウスA・シモンズR・バーナ · ディーナJuri・プロファーA・リファエラW・バレンティン | 5                              | 左                             | Y・プイグ                      | 右                             | M・ロメロL・トレンズL・レジナットA・エスコバーH・ペレスW・トーバーY・プイグA・アマリスタR・フローレスW・ラモス |
| 6                  | 右                 | A・リファエラ      | 左                 | N・アンジェラH・クレメンティナJure・プロ · ファーJ・スコープD・グレゴリ · ウスA・シモンズR・バーナ · ディーナJuri・プロファーA・リファエラW・バレンティン | 6                              | 右                             | R・フローレス                  | 左                             | M・ロメロL・トレンズL・レジナットA・エスコバーH・ペレスW・トーバーY・プイグA・アマリスタR・フローレスW・ラモス |
| 7                  | 一                 | Jure・プロファー   | 右                 | N・アンジェラH・クレメンティナJure・プロ · ファーJ・スコープD・グレゴリ · ウスA・シモンズR・バーナ · ディーナJuri・プロファーA・リファエラW・バレンティン | 7                              | 捕                             | L・トレンズ                    | 右                             | M・ロメロL・トレンズL・レジナットA・エスコバーH・ペレスW・トーバーY・プイグA・アマリスタR・フローレスW・ラモス |
| 8                  | 捕                 | H・クレメンティナ  | 右                 | N・アンジェラH・クレメンティナJure・プロ · ファーJ・スコープD・グレゴリ · ウスA・シモンズR・バーナ · ディーナJuri・プロファーA・リファエラW・バレンティン | 8                              | 一                             | L・レジナット                  | 右                             | M・ロメロL・トレンズL・レジナットA・エスコバーH・ペレスW・トーバーY・プイグA・アマリスタR・フローレスW・ラモス |
| 9                  | 遊                 | A・シモンズ        | 右                 | N・アンジェラH・クレメンティナJure・プロ · ファーJ・スコープD・グレゴリ · ウスA・シモンズR・バーナ · ディーナJuri・プロファーA・リファエラW・バレンティン | 9                              | 二                             | A・エスコバー                  | 右                             | M・ロメロL・トレンズL・レジナットA・エスコバーH・ペレスW・トーバーY・プイグA・アマリスタR・フローレスW・ラモス |
| 先発投手           | 先発投手           | 先発投手           | 投球               | N・アンジェラH・クレメンティナJure・プロ · ファーJ・スコープD・グレゴリ · ウスA・シモンズR・バーナ · ディーナJuri・プロファーA・リファエラW・バレンティン | 先発投手                       | 先発投手                       | 先発投手                       | 投球                           | M・ロメロL・トレンズL・レジナットA・エスコバーH・ペレスW・トーバーY・プイグA・アマリスタR・フローレスW・ラモス |
| N・アンジェラ      | N・アンジェラ      | N・アンジェラ      | 左                 | N・アンジェラH・クレメンティナJure・プロ · ファーJ・スコープD・グレゴリ · ウスA・シモンズR・バーナ · ディーナJuri・プロファーA・リファエラW・バレンティン | M・ロメロ                      | M・ロメロ                      | M・ロメロ                      | 右                             | M・ロメロL・トレンズL・レジナットA・エスコバーH・ペレスW・トーバーY・プイグA・アマリスタR・フローレスW・ラモス |

#### 9日目 2月9日（決勝・3位決定戦）
第1試合 3位決定戦
|                                        | 1 | 2 | 3 | 4 | 5 | 6 | 7 | 8 | 9 | R | H  | E |
| -------------------------------------- | - | - | - | - | - | - | - | - | - | - | -- | - |
| キュラソー・サンズ（CUW、4位）         | 0 | 1 | 3 | 0 | 0 | 0 | 0 | 0 | 0 | 4 | 10 | 1 |
| フェデラーレス・デ・チリキ（PAN、3位） | 0 | 1 | 0 | 2 | 0 | 1 | 1 | 0 | X | 5 | 10 | 1 |

1. 勝利：サムエル・ブルゴス（1勝）
2. セーブ：セベリーノ・ゴンザレス（1勝3S）
3. 敗戦：コディ・ミンシー（2敗）
4. 本塁打
CUW：ジョナサン・スコープ2号2ラン
PAN：イバン・ヘレーラ3号ソロ
5. 審判
［球審］ユニオール・トーレス
［塁審］一塁: ハーリー・アコスタ、二塁: ジョナタン・パーラ、三塁: フェリックス・ネオン
［外審］左翼: レイ・バレーロ、右翼: ラウル・モレノ
6. 試合開始時刻: 東部標準時（UTC-5）午後3時4分  試合時間: 3時間11分  観客: 1万958人  気温: 72°F（22.2°C）
詳細: Serie del Caribe（スペイン語） / MLB.com Gameday（英語） / ESPN.com（英語）

| キュラソー・サンズ | キュラソー・サンズ | キュラソー・サンズ | キュラソー・サンズ | キュラソー・サンズ | フェデラーレス・デ・チリキ | フェデラーレス・デ・チリキ | フェデラーレス・デ・チリキ | フェデラーレス・デ・チリキ | フェデラーレス・デ・チリキ                                                                                        |
| ------------------ | ------------------ | ------------------ | ------------------ | --- | -------------------------- | -------------------------- | -------------------------- | -------------------------- | --- |
| 打順               | 守備               | 選手               | 打席               | S・プリンスH・クレメンティナJure・プロ · ファーJ・スコープD・セフェリナD・グレゴリウスR・バーナ · ディーナJuri・プロファーA・リファエラW・バレンティン | 打順                       | 守備                       | 選手                       | 打席                       | H・トカーI・ヘレーラC・ベタン · コートJ・ライトJ・カマルゴR・テハダA・コードバJ・サントスR・セスペデスE・ムニョス |
| 1                  | 左                 | R・バーナディーナ  | 左                 | S・プリンスH・クレメンティナJure・プロ · ファーJ・スコープD・セフェリナD・グレゴリウスR・バーナ · ディーナJuri・プロファーA・リファエラW・バレンティン | 1                          | DH                         | E・ムニョス                | 右                         | H・トカーI・ヘレーラC・ベタン · コートJ・ライトJ・カマルゴR・テハダA・コードバJ・サントスR・セスペデスE・ムニョス |
| 2                  | 中                 | Juri・プロファー   | 両                 | S・プリンスH・クレメンティナJure・プロ · ファーJ・スコープD・セフェリナD・グレゴリウスR・バーナ · ディーナJuri・プロファーA・リファエラW・バレンティン | 2                          | 左                         | A・コードバ                | 右                         | H・トカーI・ヘレーラC・ベタン · コートJ・ライトJ・カマルゴR・テハダA・コードバJ・サントスR・セスペデスE・ムニョス |
| 3                  | DH                 | W・バレンティン    | 右                 | S・プリンスH・クレメンティナJure・プロ · ファーJ・スコープD・セフェリナD・グレゴリウスR・バーナ · ディーナJuri・プロファーA・リファエラW・バレンティン | 3                          | 捕                         | I・ヘレーラ                | 右                         | H・トカーI・ヘレーラC・ベタン · コートJ・ライトJ・カマルゴR・テハダA・コードバJ・サントスR・セスペデスE・ムニョス |
| 4                  | 二                 | J・スコープ        | 右                 | S・プリンスH・クレメンティナJure・プロ · ファーJ・スコープD・セフェリナD・グレゴリウスR・バーナ · ディーナJuri・プロファーA・リファエラW・バレンティン | 4                          | 一                         | C・ベタンコート            | 右                         | H・トカーI・ヘレーラC・ベタン · コートJ・ライトJ・カマルゴR・テハダA・コードバJ・サントスR・セスペデスE・ムニョス |
| 5                  | 一                 | Jure・プロファー   | 右                 | S・プリンスH・クレメンティナJure・プロ · ファーJ・スコープD・セフェリナD・グレゴリウスR・バーナ · ディーナJuri・プロファーA・リファエラW・バレンティン | 5                          | 遊                         | R・テハダ                  | 右                         | H・トカーI・ヘレーラC・ベタン · コートJ・ライトJ・カマルゴR・テハダA・コードバJ・サントスR・セスペデスE・ムニョス |
| 6                  | 遊                 | D・グレゴリウス    | 左                 | S・プリンスH・クレメンティナJure・プロ · ファーJ・スコープD・セフェリナD・グレゴリウスR・バーナ · ディーナJuri・プロファーA・リファエラW・バレンティン | 6                          | 三                         | J・カマルゴ                | 両                         | H・トカーI・ヘレーラC・ベタン · コートJ・ライトJ・カマルゴR・テハダA・コードバJ・サントスR・セスペデスE・ムニョス |
| 7                  | 右                 | A・リファエラ      | 左                 | S・プリンスH・クレメンティナJure・プロ · ファーJ・スコープD・セフェリナD・グレゴリウスR・バーナ · ディーナJuri・プロファーA・リファエラW・バレンティン | 7                          | 中                         | J・サントス                | 右                         | H・トカーI・ヘレーラC・ベタン · コートJ・ライトJ・カマルゴR・テハダA・コードバJ・サントスR・セスペデスE・ムニョス |
| 8                  | 捕                 | H・クレメンティナ  | 右                 | S・プリンスH・クレメンティナJure・プロ · ファーJ・スコープD・セフェリナD・グレゴリウスR・バーナ · ディーナJuri・プロファーA・リファエラW・バレンティン | 8                          | 右                         | R・セスペデス              | 左                         | H・トカーI・ヘレーラC・ベタン · コートJ・ライトJ・カマルゴR・テハダA・コードバJ・サントスR・セスペデスE・ムニョス |
| 9                  | 三                 | D・セフェリナ      | 左                 | S・プリンスH・クレメンティナJure・プロ · ファーJ・スコープD・セフェリナD・グレゴリウスR・バーナ · ディーナJuri・プロファーA・リファエラW・バレンティン | 9                          | 二                         | J・ライト                  | 右                         | H・トカーI・ヘレーラC・ベタン · コートJ・ライトJ・カマルゴR・テハダA・コードバJ・サントスR・セスペデスE・ムニョス |
| 先発投手           | 先発投手           | 先発投手           | 投球               | S・プリンスH・クレメンティナJure・プロ · ファーJ・スコープD・セフェリナD・グレゴリウスR・バーナ · ディーナJuri・プロファーA・リファエラW・バレンティン | 先発投手                   | 先発投手                   | 先発投手                   | 投球                       | H・トカーI・ヘレーラC・ベタン · コートJ・ライトJ・カマルゴR・テハダA・コードバJ・サントスR・セスペデスE・ムニョス |
| S・プリンス        | S・プリンス        | S・プリンス        | 右                 | S・プリンスH・クレメンティナJure・プロ · ファーJ・スコープD・セフェリナD・グレゴリウスR・バーナ · ディーナJuri・プロファーA・リファエラW・バレンティン | H・トカー                  | H・トカー                  | H・トカー                  | 右                         | H・トカーI・ヘレーラC・ベタン · コートJ・ライトJ・カマルゴR・テハダA・コードバJ・サントスR・セスペデスE・ムニョス |

第2試合 決勝戦
|                                             | 1 | 2 | 3 | 4 | 5 | 6 | 7 | 8 | 9 | R | H | E |
| ------------------------------------------- | - | - | - | - | - | - | - | - | - | - | - | - |
| ティグレス・デル・リセイ（DOM、準優勝）     | 0 | 0 | 0 | 0 | 0 | 0 | 0 | 0 | 0 | 0 | 6 | 0 |
| ティブロネス・デ・ラ・グアイラ（VEN、優勝） | 0 | 0 | 0 | 1 | 2 | 0 | 0 | 0 | X | 3 | 9 | 0 |

1. 勝利：リカルド・ピント（1勝）
2. セーブ：アーナルド・ヘルナンデス（4S）
3. 敗戦：シーザー・バルデス（1勝1敗）
4. 審判
［球審］ロバート・ヌネス
［塁審］一塁: ケルビス・ベレス、二塁: アーロン・レイバ、三塁: ヒルベルト・マイエル
［外審］左翼: イバン・メルカド、右翼: ビンセント・モラレス
5. 試合開始時刻: 東部標準時（UTC-5）午後8時5分  試合時間: 2時間58分  観客: 3万6677人  気温: 72°F（22.2°C）
詳細: Serie del Caribe（スペイン語） / MLB.com Gameday（英語） / ESPN.com（英語）

| ティグレス・デル・リセイ | ティグレス・デル・リセイ | ティグレス・デル・リセイ | ティグレス・デル・リセイ | ティグレス・デル・リセイ                                                                                                | ティブロネス・デ・ラ・グアイラ | ティブロネス・デ・ラ・グアイラ | ティブロネス・デ・ラ・グアイラ | ティブロネス・デ・ラ・グアイラ | ティブロネス・デ・ラ・グアイラ                                                                                 |
| ------------------------ | ------------------------ | ------------------------ | ------------------------ | --- | ------------------------------ | ------------------------------ | ------------------------------ | ------------------------------ | --- |
| 打順                     | 守備                     | 選手                     | 打席                     | C・バルデスW・リーバスK・グティ · エレスR・カノD・ルーゴG・ヌニェスY・ヘルナンデスE・ボニファシオJ・レイクH・ロドリゲス | 打順                           | 守備                           | 選手                           | 打席                           | R・ピントL・トレンズL・レジナットA・エスコバーH・ペレスW・トーバーY・プイグA・アマリスタR・フローレスW・ラモス |
| 1                        | 中                       | E・ボニファシオ          | 両                       | C・バルデスW・リーバスK・グティ · エレスR・カノD・ルーゴG・ヌニェスY・ヘルナンデスE・ボニファシオJ・レイクH・ロドリゲス | 1                              | 中                             | A・アマリスタ                  | 左                             | R・ピントL・トレンズL・レジナットA・エスコバーH・ペレスW・トーバーY・プイグA・アマリスタR・フローレスW・ラモス |
| 2                        | 遊                       | G・ヌニェス              | 両                       | C・バルデスW・リーバスK・グティ · エレスR・カノD・ルーゴG・ヌニェスY・ヘルナンデスE・ボニファシオJ・レイクH・ロドリゲス | 2                              | 遊                             | W・トーバー                    | 右                             | R・ピントL・トレンズL・レジナットA・エスコバーH・ペレスW・トーバーY・プイグA・アマリスタR・フローレスW・ラモス |
| 3                        | 二                       | R・カノ                  | 左                       | C・バルデスW・リーバスK・グティ · エレスR・カノD・ルーゴG・ヌニェスY・ヘルナンデスE・ボニファシオJ・レイクH・ロドリゲス | 3                              | 三                             | H・ペレス                      | 右                             | R・ピントL・トレンズL・レジナットA・エスコバーH・ペレスW・トーバーY・プイグA・アマリスタR・フローレスW・ラモス |
| 4                        | 三                       | D・ルーゴ                | 右                       | C・バルデスW・リーバスK・グティ · エレスR・カノD・ルーゴG・ヌニェスY・ヘルナンデスE・ボニファシオJ・レイクH・ロドリゲス | 4                              | DH                             | W・ラモス                      | 右                             | R・ピントL・トレンズL・レジナットA・エスコバーH・ペレスW・トーバーY・プイグA・アマリスタR・フローレスW・ラモス |
| 5                        | 左                       | Y・ヘルナンデス          | 左                       | C・バルデスW・リーバスK・グティ · エレスR・カノD・ルーゴG・ヌニェスY・ヘルナンデスE・ボニファシオJ・レイクH・ロドリゲス | 5                              | 左                             | Y・プイグ                      | 右                             | R・ピントL・トレンズL・レジナットA・エスコバーH・ペレスW・トーバーY・プイグA・アマリスタR・フローレスW・ラモス |
| 6                        | 捕                       | W・リーバス              | 右                       | C・バルデスW・リーバスK・グティ · エレスR・カノD・ルーゴG・ヌニェスY・ヘルナンデスE・ボニファシオJ・レイクH・ロドリゲス | 6                              | 右                             | R・フローレス                  | 左                             | R・ピントL・トレンズL・レジナットA・エスコバーH・ペレスW・トーバーY・プイグA・アマリスタR・フローレスW・ラモス |
| 7                        | 一                       | K・グティエレス          | 右                       | C・バルデスW・リーバスK・グティ · エレスR・カノD・ルーゴG・ヌニェスY・ヘルナンデスE・ボニファシオJ・レイクH・ロドリゲス | 7                              | 捕                             | L・トレンズ                    | 右                             | R・ピントL・トレンズL・レジナットA・エスコバーH・ペレスW・トーバーY・プイグA・アマリスタR・フローレスW・ラモス |
| 8                        | DH                       | H・ロドリゲス            | 左                       | C・バルデスW・リーバスK・グティ · エレスR・カノD・ルーゴG・ヌニェスY・ヘルナンデスE・ボニファシオJ・レイクH・ロドリゲス | 8                              | 一                             | L・レジナット                  | 右                             | R・ピントL・トレンズL・レジナットA・エスコバーH・ペレスW・トーバーY・プイグA・アマリスタR・フローレスW・ラモス |
| 9                        | 右                       | J・レイク                | 右                       | C・バルデスW・リーバスK・グティ · エレスR・カノD・ルーゴG・ヌニェスY・ヘルナンデスE・ボニファシオJ・レイクH・ロドリゲス | 9                              | 二                             | A・エスコバー                  | 右                             | R・ピントL・トレンズL・レジナットA・エスコバーH・ペレスW・トーバーY・プイグA・アマリスタR・フローレスW・ラモス |
| 先発投手                 | 先発投手                 | 先発投手                 | 投球                     | C・バルデスW・リーバスK・グティ · エレスR・カノD・ルーゴG・ヌニェスY・ヘルナンデスE・ボニファシオJ・レイクH・ロドリゲス | 先発投手                       | 先発投手                       | 先発投手                       | 投球                           | R・ピントL・トレンズL・レジナットA・エスコバーH・ペレスW・トーバーY・プイグA・アマリスタR・フローレスW・ラモス |
| C・バルデス              | C・バルデス              | C・バルデス              | 右                       | C・バルデスW・リーバスK・グティ · エレスR・カノD・ルーゴG・ヌニェスY・ヘルナンデスE・ボニファシオJ・レイクH・ロドリゲス | R・ピント                      | R・ピント                      | R・ピント                      | 右                             | R・ピントL・トレンズL・レジナットA・エスコバーH・ペレスW・トーバーY・プイグA・アマリスタR・フローレスW・ラモス |

## 大会オールスターチーム（ベストナイン）
200名以上の記者による投票によって大会オールスターチーム（西: Equipo Todos Estrellas、ベストナイン）が選出され、大会8日目に発表された。受賞者は以下の通り。
| ポジション | 受賞者                       | 所属チーム                         | 成績                                                          |
| ---------- | ---------------------------- | ---------------------------------- | ------------------------------------------------------------- |
| 捕手       | イバン・ヘレーラ             | フェデラーレス・デ・チリキ         | 28打数10安打・3本塁打・10打点・OPS 1.200・1盗塁               |
| 一塁手     | エルナン・ペレス             | ティブロネス・デ・ラ・グアイラ     | 28打数09安打・0本塁打・05打点・OPS 0.906・4盗塁               |
| 二塁手     | ロビンソン・カノ             | ティグレス・デル・リセイ           | 28打数10安打・1本塁打・05打点・OPS 0.936・0盗塁               |
| 三塁手     | ダウェル・ルーゴ             | ティグレス・デル・リセイ           | 28打数11安打・0本塁打・04打点・OPS 0.916・0盗塁               |
| 遊撃手     | ジャック・ロペス             | クリオージョス・デ・カグアス       | 13打数05安打・0本塁打・03打点・OPS 1.027・2盗塁               |
| 左翼手     | アーロン・アルテール         | ナランヘーロス・デ・エルモシージョ | 19打数06安打・2本塁打・08打点・OPS 1.308・0盗塁               |
| 中堅手     | アレクシー・アマリスタ       | ティブロネス・デ・ラ・グアイラ     | 27打数10安打・0本塁打・03打点・OPS 0.790・1盗塁               |
| 右翼手     | ウラディミール・バレンティン | キュラソー・サンズ                 | 30打数10安打・2本塁打・02打点・OPS 0.908・0盗塁               |
| 指名打者   | ネルソン・ベラスケス         | クリオージョス・デ・カグアス       | 19打数07安打・1本塁打・03打点・OPS 1.139・2盗塁               |
| 先発投手   | アンヘル・パドロン           | ティブロネス・デ・ラ・グアイラ     | 3試合12.1イニング・1勝0敗0セーブ・防御率1.46・6奪三振/3与四球 |
| 救援投手   | ハイロ・アセンシオ           | ティグレス・デル・リセイ           | 4試合04.0イニング・0勝0敗4セーブ・防御率0.00・0奪三振/0与四球 |
| 監督       | ホセ・マヨルガ               | フェデラーレス・デ・チリキ         | 予選ラウンド2位通過→3位 大会通算6勝2敗・勝率.750              |

## 次シーズン以降へ向けた動き
次回大会の開催地について一部では、2年連続でアメリカ合衆国フロリダ州マイアミになるのではないかと噂されていた。だが主催団体カリブ海プロ野球連合（CBPC）コミッショナーのフアン・フランシスコ・プエーヨはその噂を否定したうえで、次回大会はメキシコのバハ・カリフォルニア州メヒカリで、2026年大会はプエルトリコのサンフアンで、2027年大会はメキシコのソノラ州エルモシージョで、それぞれ開催すると明かした。決勝戦終了後の閉会式では場内にマリアッチの演奏が流れるなか、メキシコリーグ "リーガ・メヒカーナ・デル・パシフィコ"（LMP）の球団でメヒカリを本拠地とするアギラス・デ・メヒカリへ、今大会組織委員会から開催地担当組織の地位が承継された。ただメヒカリは米墨国境沿いに位置することから、LMP会長カルロス・マンリケは承継直後の2月時点で、アメリカ合衆国カリフォルニア州サンディエゴとの共催も検討中としていた。当時はアメリカ合衆国本土地域での2年連続開催、および西海岸初進出の可能性があったということになる。結局この共催案は実現には至らず、7月にはメヒカリ単独開催による全試合日程が発表された。2025年大会には、日本から独立リーグの選手らで構成される "ジャパンブリーズ" が招待された一方で、今大会で準決勝へ進んだパナマやキュラソーら、2014年大会以降参加してきた5か国・地域は招待されなかった。この5か国・地域のリーグは、アルゼンチンリーグ "リーガ・アルヘンティーナ・デ・ベイスボル" とともに新組織としてアメリカ州野球協会を結成し独自大会 "セリエ・デ・ラス・アメリカス" を創設、その第1回大会を2025年1月にニカラグアで開催すると発表した。
マイアミ・マーリンズによるカリブ海沿岸諸国ウィンターリーグとの連携の動きは、今大会終了後も継続した。4月にはドミニカ共和国リーグ "リーガ・デ・ベイスボル・プロフェシオナル・デ・ラ・レプブリカ・ドミニカーナ"（LIDOM）との協定締結が発表され、今後4季にわたってLIDOMの試合がローンデポ・パークで開催される見込みとなった。この協定に基づいて6月、2028年のカリビアンシリーズについて担当リーグのLIDOMがローンデポ・パーク開催をCBPCへ提案し、承認された。これにより、大会のマイアミ再進出は4年後に決定した。またこれとは別に7月には、ベネズエラリーグ "リーガ・ベネソラーナ・デ・ベイスボル・プロフェシオナル" から3球団、プエルトリコリーグ "リーガ・デ・ベイスボル・プロフェシオナル・ロベルト・クレメンテ" から2球団、そしてLIDOMから1球団が参加する国際大会が11月にローンデポ・パークで開催されることも発表された。